# Lijst van gravures van Albrecht Dürer
Dit artikel geeft een overzicht van de kopergravures en etsen van de Duitse renaissancekunstenaar Albrecht Dürer.
De enige gravure die Dürer zelf een naam gaf, is Melencolia I. De andere titels zijn pas later door kunsthistorici bedacht, zodoende zijn er voor sommige gravures verschillende benamingen in omloop. 

## Kopergravures

### Voor de tweede reis naar Italië (1494-1505)
- Jonge vrouw aangevallen door de Dood[1]
1495
Kopergravure
110 × 92 mm
Bartsch 92
- De Heilige Familie met de libelle[2]
1493-1497
Kopergravure
236 x 186 mm
Bartsch 44
- De ongelijke liefde: een oude man met een jonge vrouw[3]
1493-1497
Kopergravure
150 x 140 mm
Bartsch 93
- Vijf soldaten en een oosterse ruiter[4]
1493-1498
Kopergravure
132 × 145 mm
Bartsch 88
- De Heilige Hiëronymus in de wildernis[5]
1494—1498
Kopergravure
316 × 225 mm
Bartsch 61

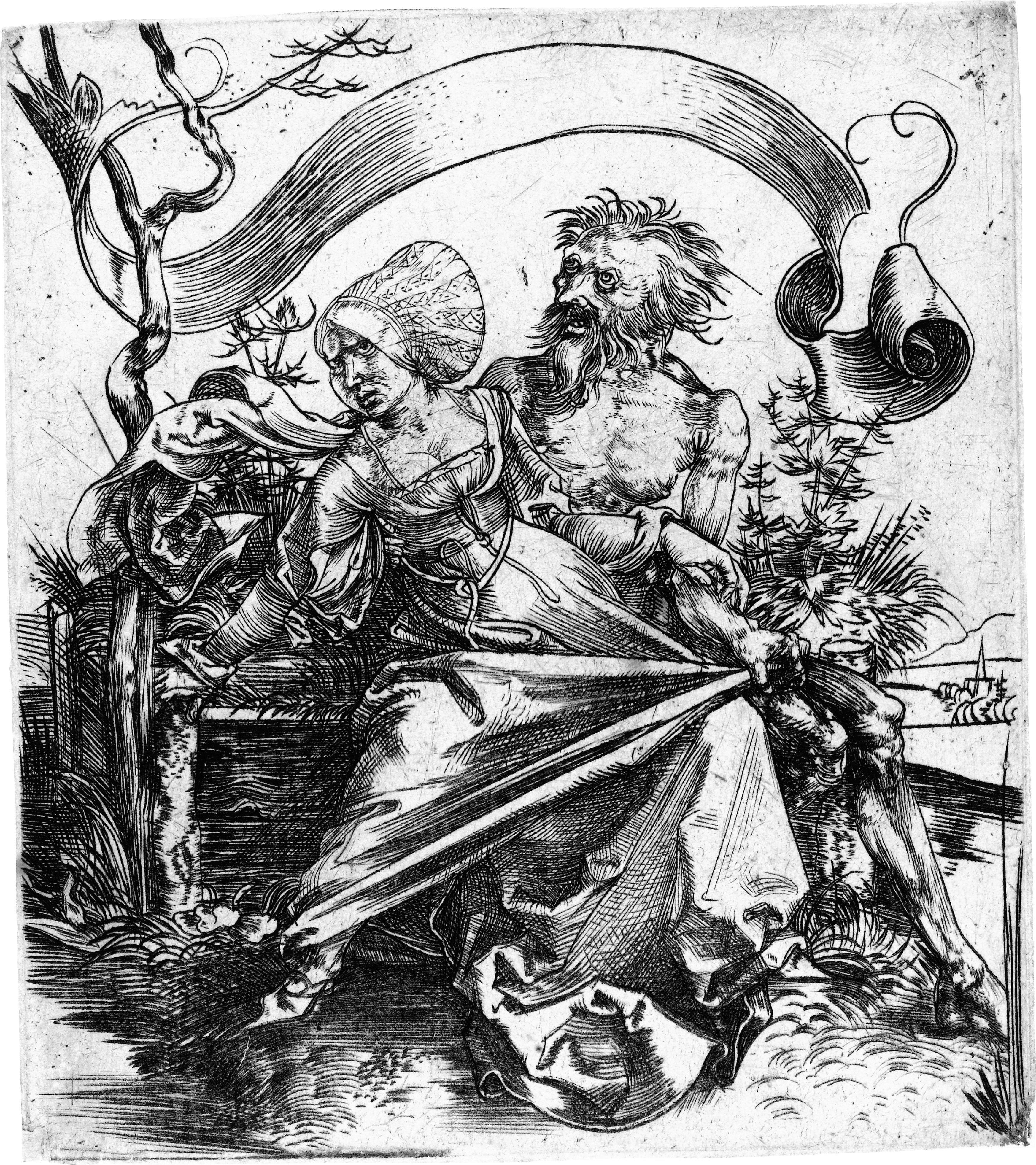
Jonge vrouw aangevallen door de Dood 1495 Kopergravure 110 × 92 mm Bartsch 92
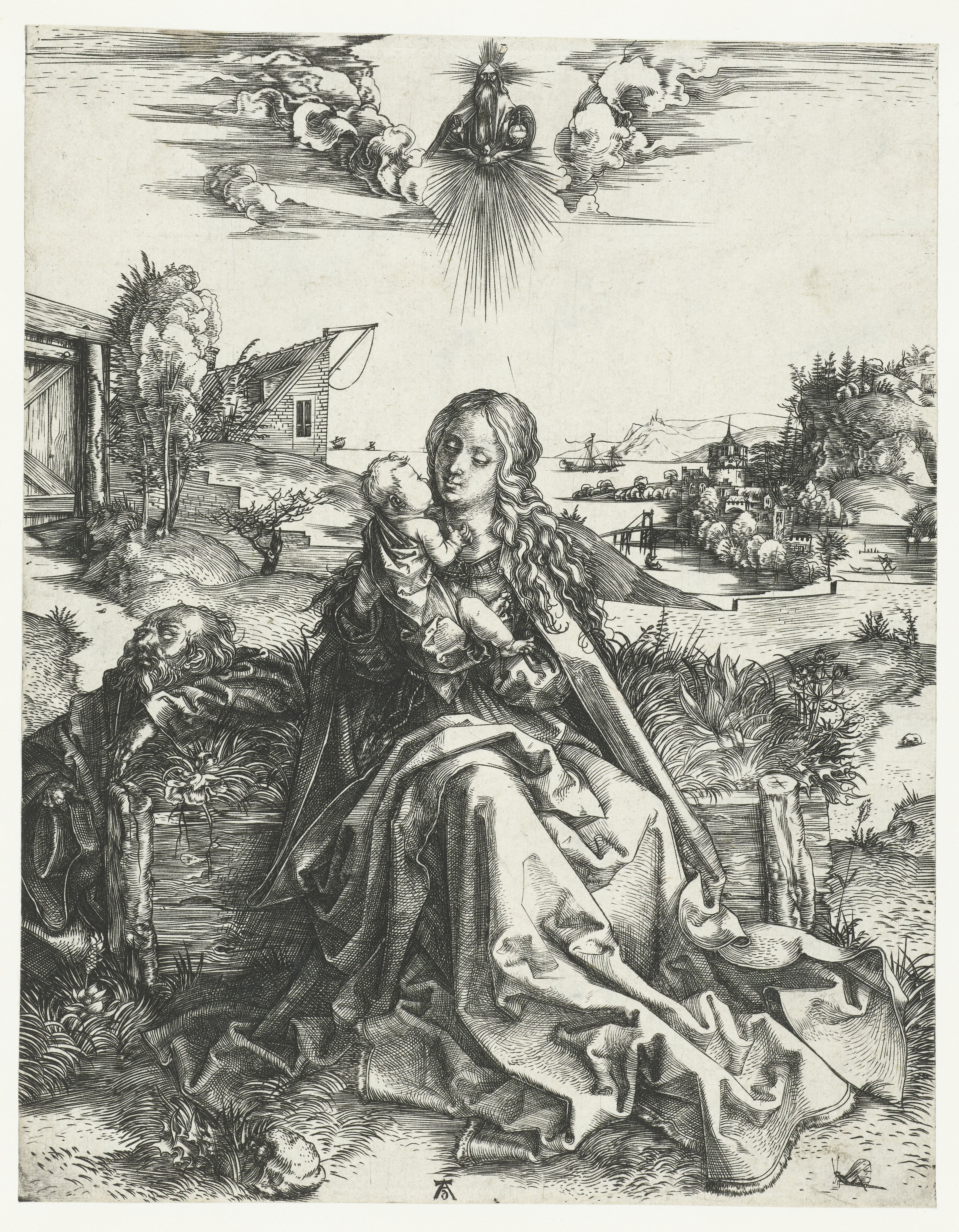
De Heilige Familie met de libelle 1493-1497 Kopergravure 236 x 186 mm Bartsch 44
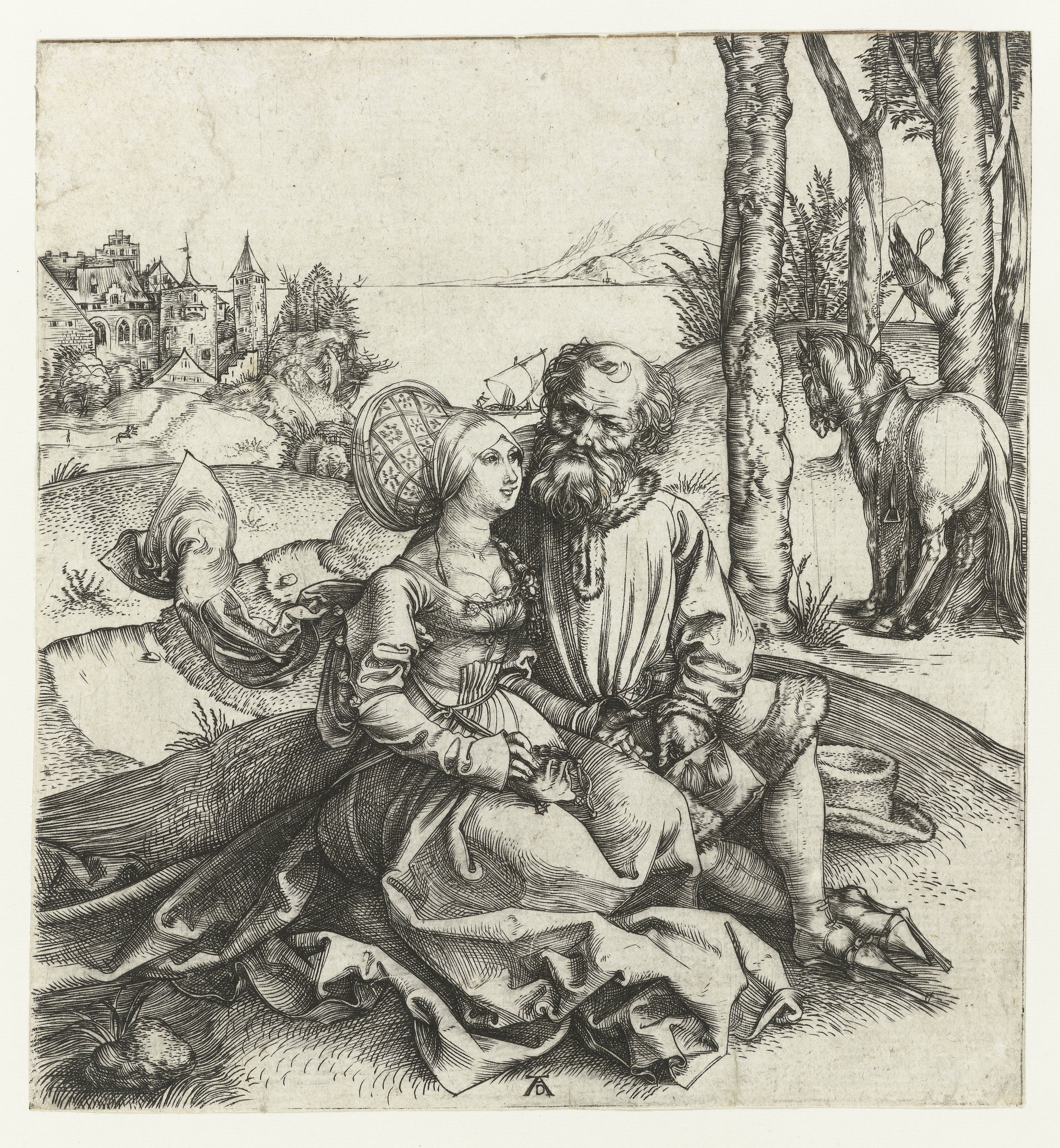
De ongelijke liefde: een oude man met een jonge vrouw 1493-1497 Kopergravure 150 x 140 mm Bartsch 93
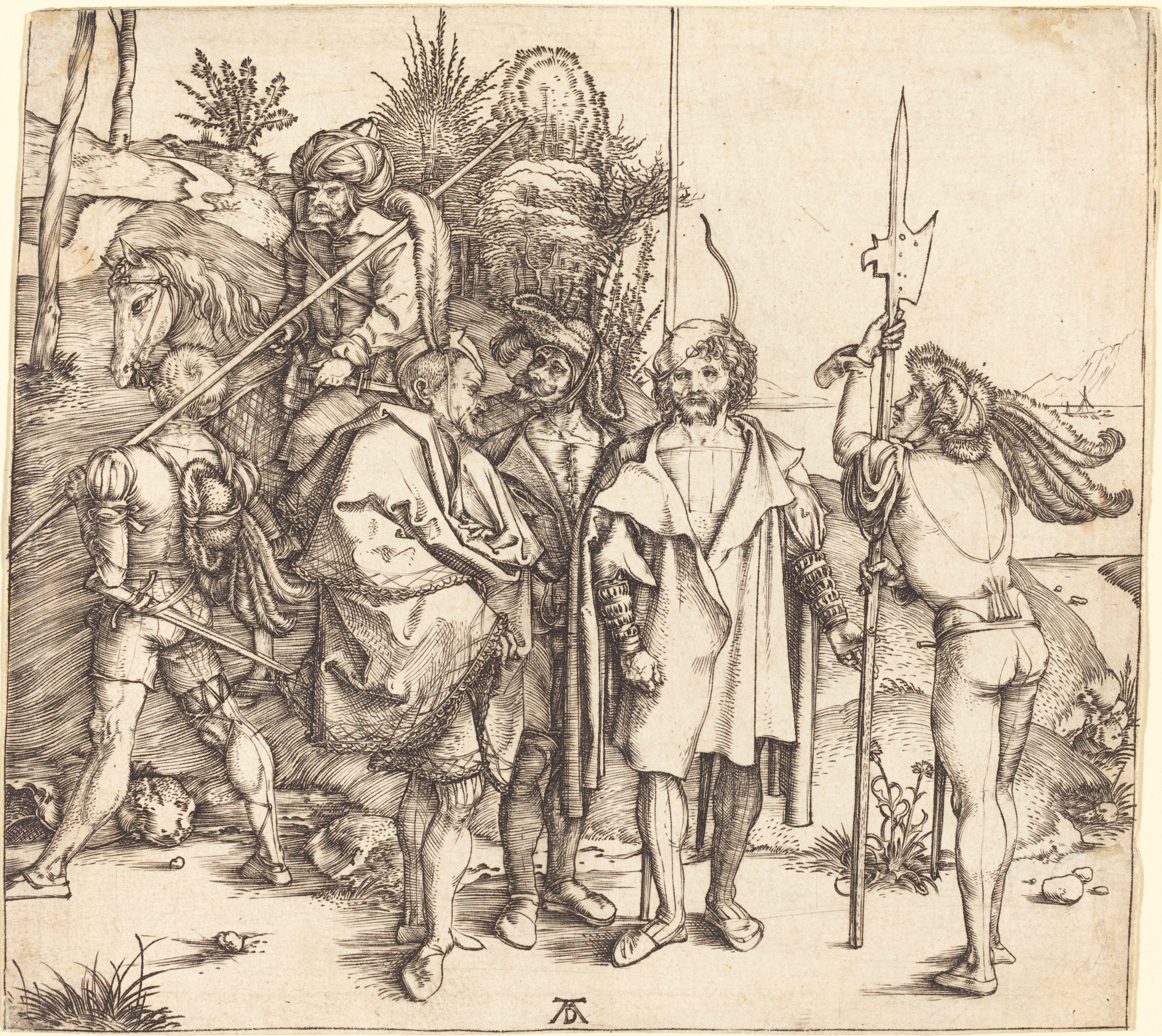
Vijf soldaten en een oosterse ruiter 1493-1498 Kopergravure 132 × 145 mm Bartsch 88
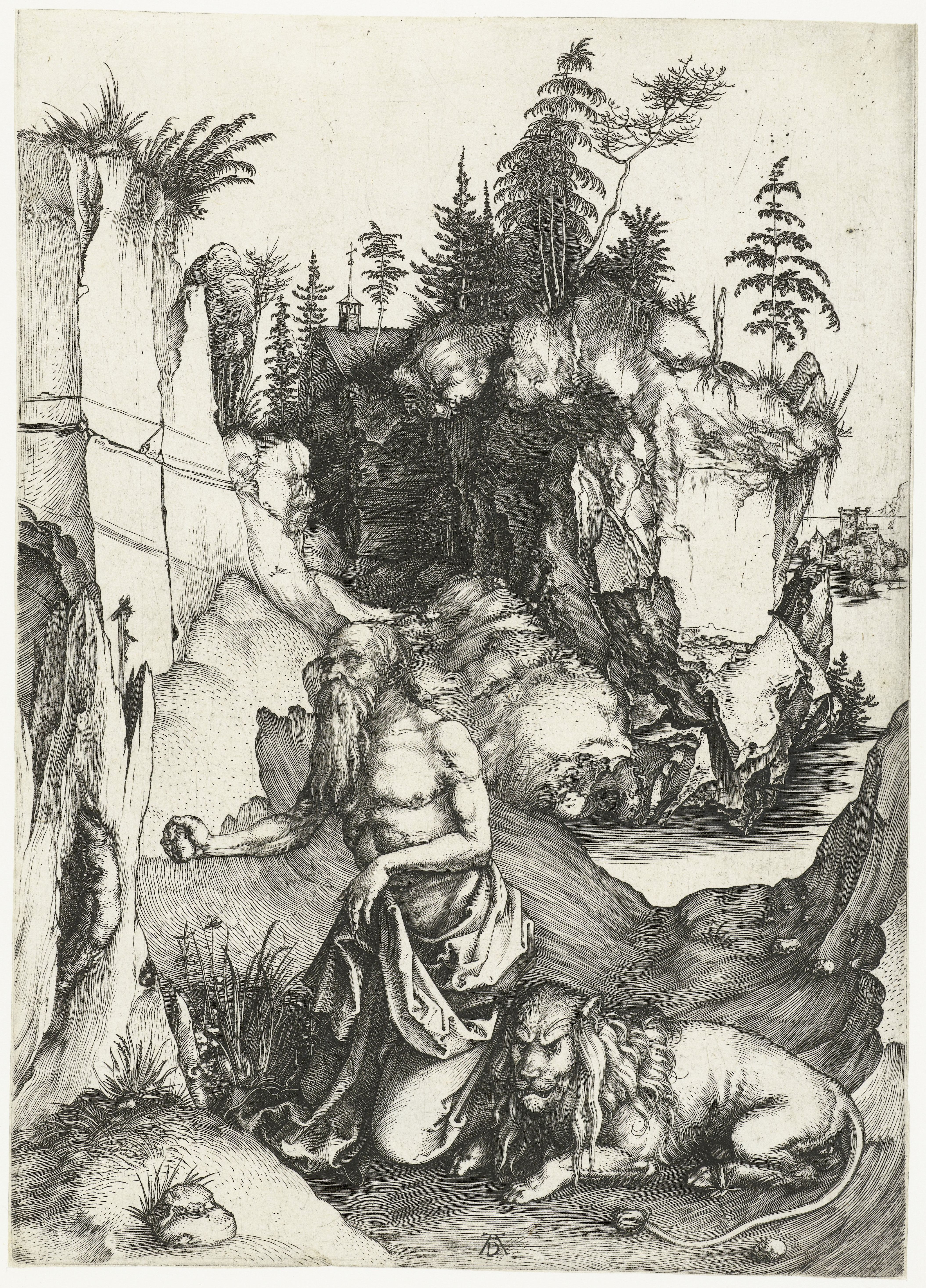
De Heilige Hiëronymus in de wildernis 1494—1498 Kopergravure 316 × 225 mm Bartsch 61
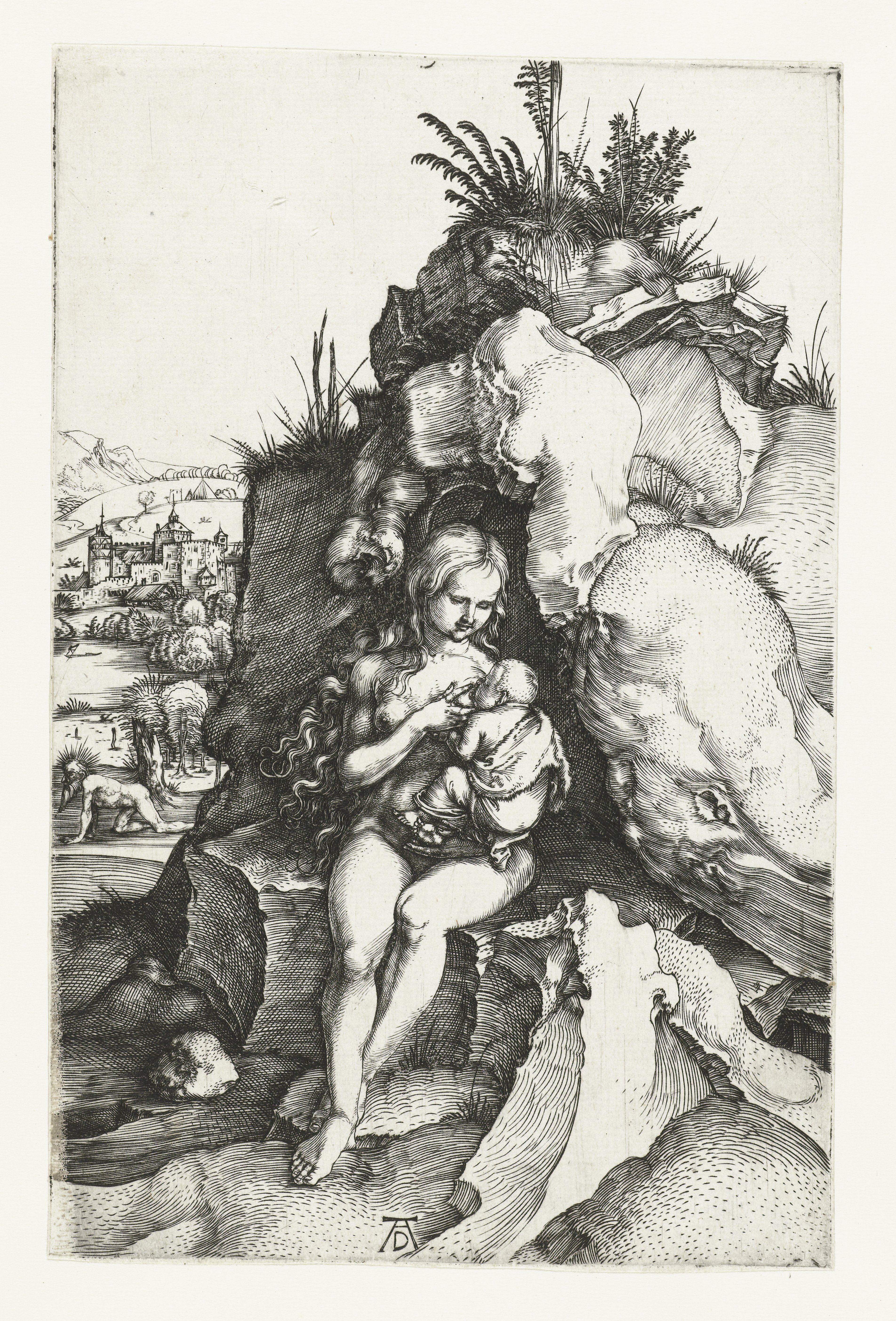
De Heilige Johannes Chrysostomus en de koningin met haar pasgeboren zoon[6] 1494—1498 Kopergravure 183 x 119 mm Bartsch 63
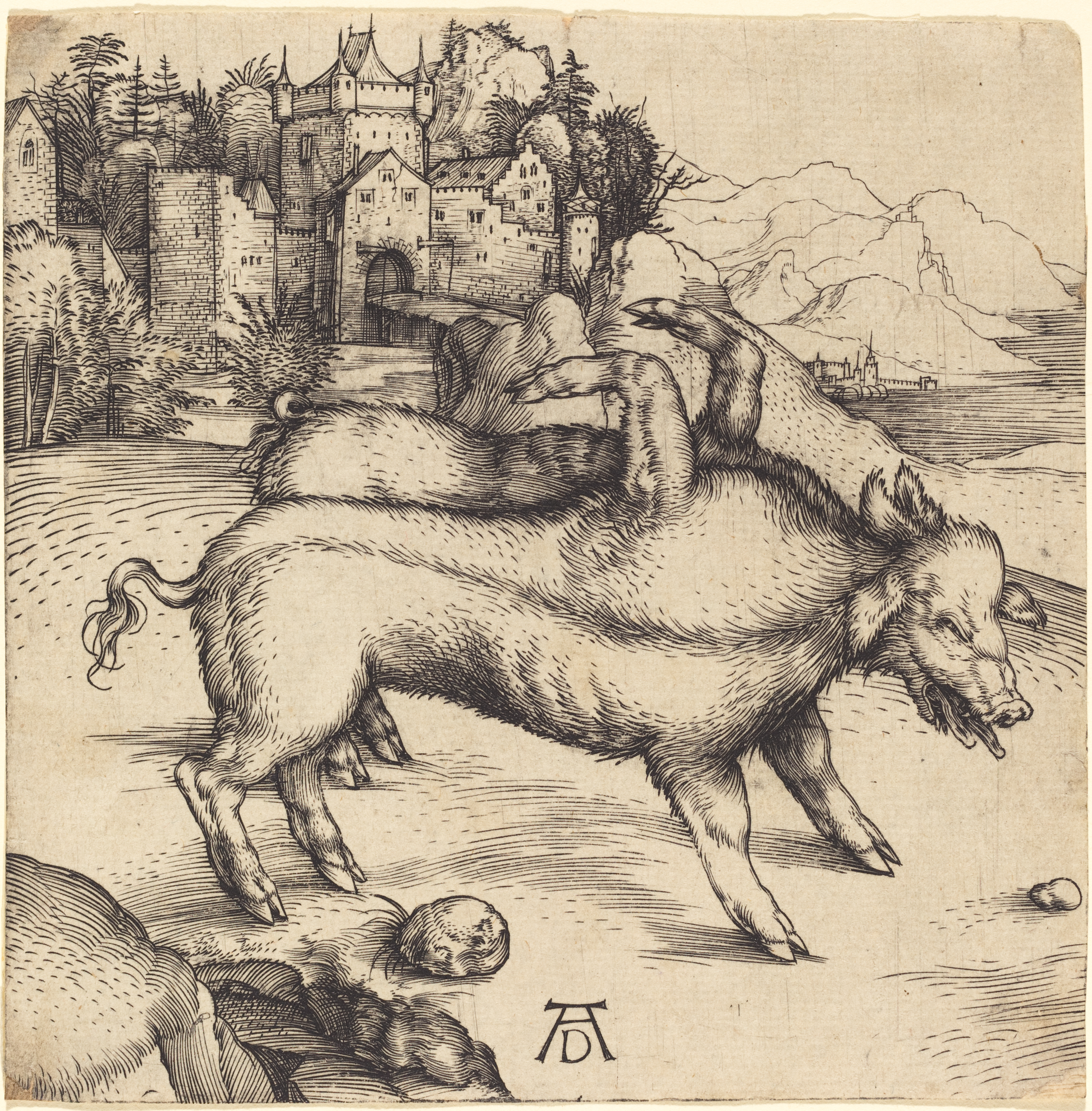
Het misvormde zwijn 1494—1498 Kopergravure 118 × 128 mm Bartsch 95
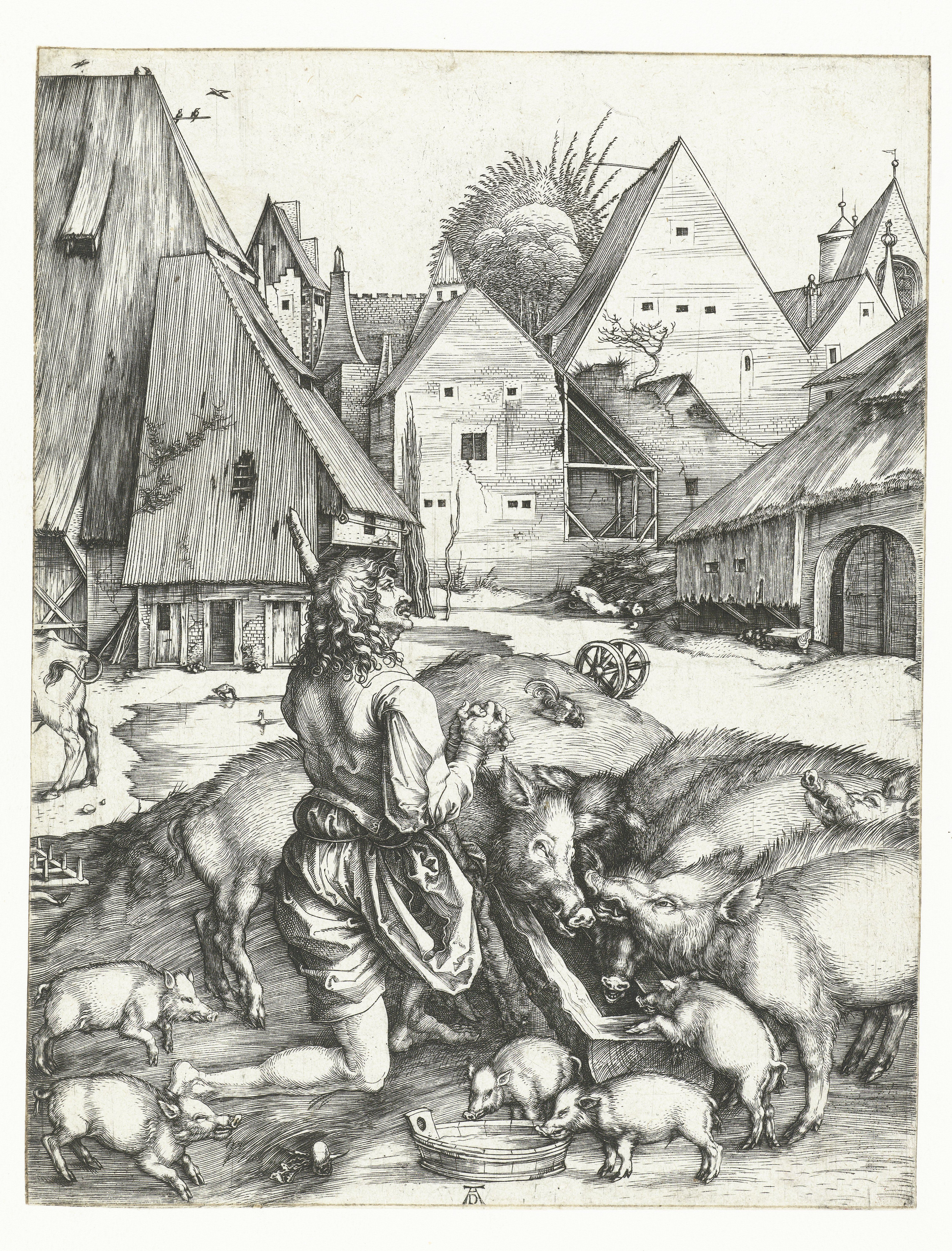
De verloren zoon bij de zwijnen 1494—1498 Kopergravure 247 × 191 mm Bartsch 28
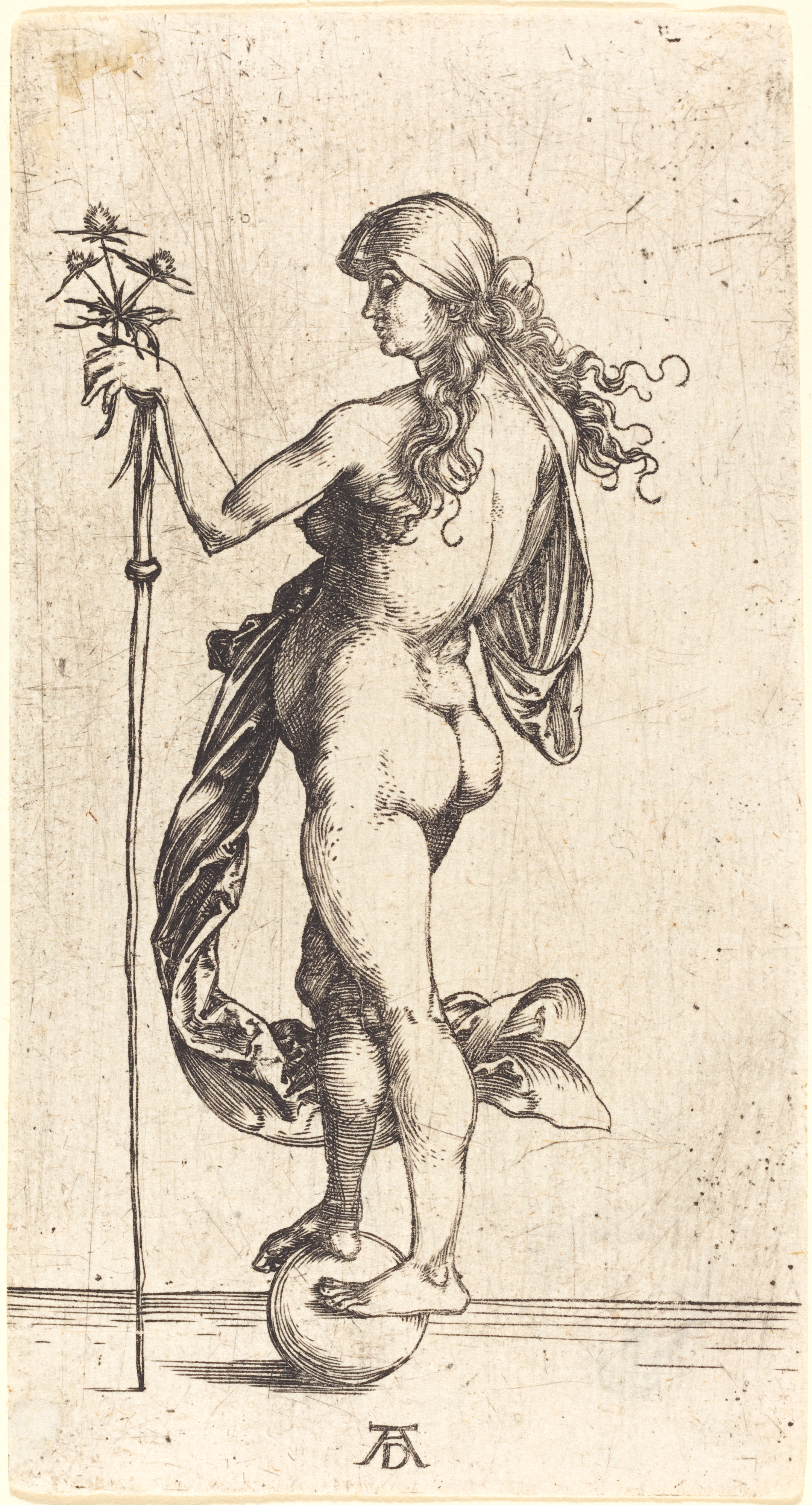
De kleine Fortuna 1495—1496 Kopergravure 120 × 66 mm Bartsch 78
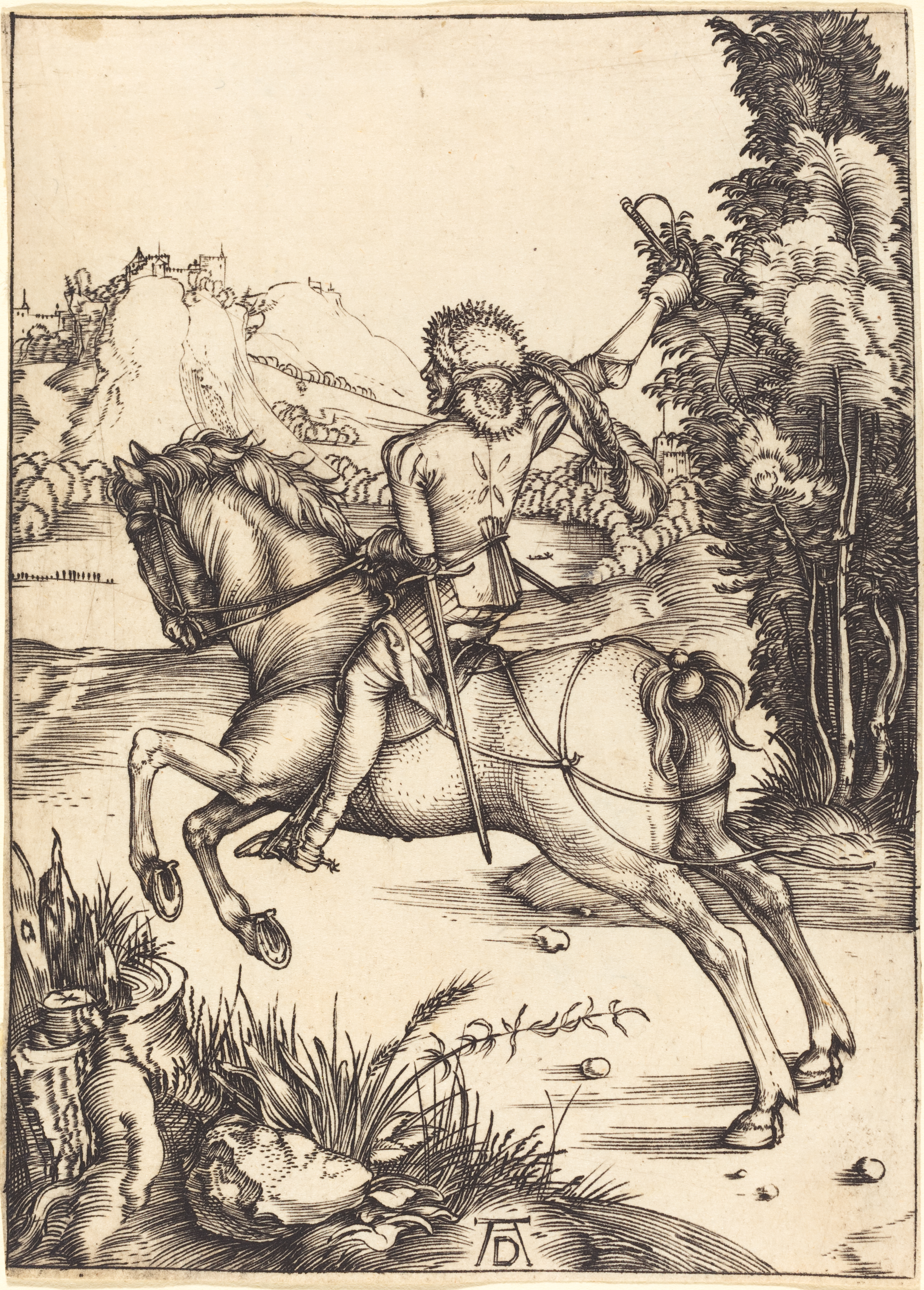
Galopperende ruiter 1494-1498 Kopergravure 107 × 76 mm Bartsch 80
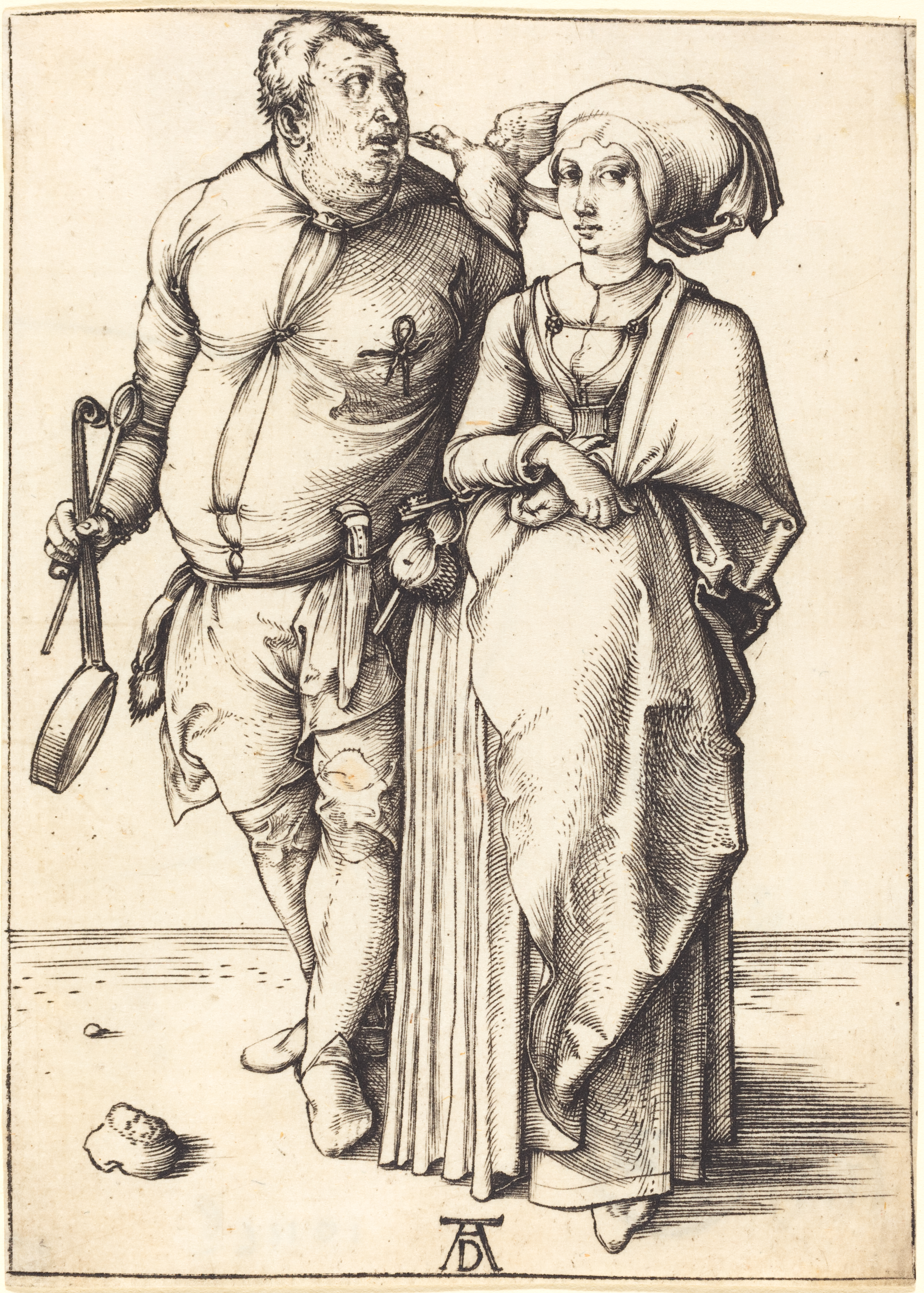
De kok en zijn vrouw 1496 Kopergravure 109 × 77 mm Bartsch 84
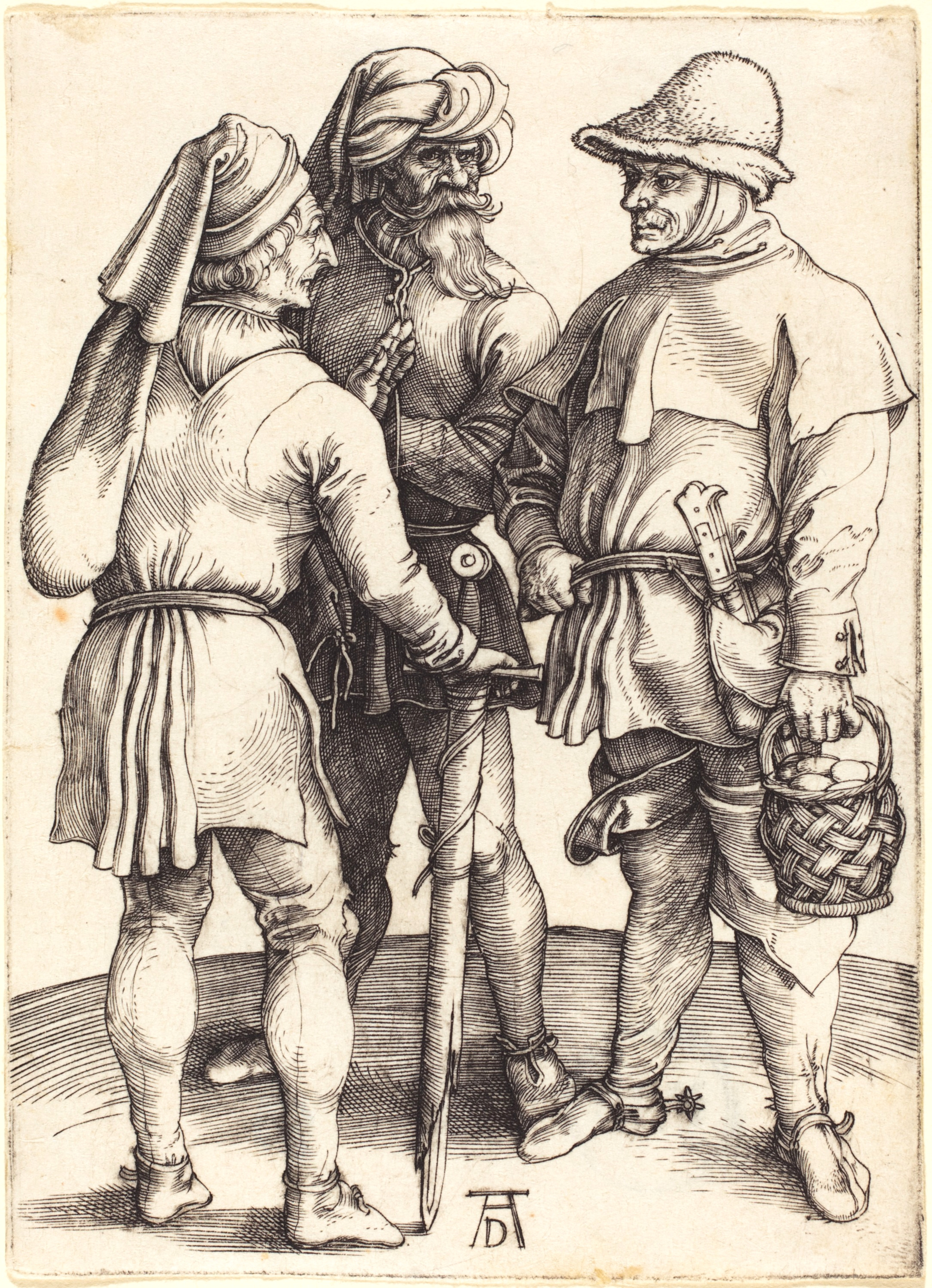
Drie boeren in gesprek 1495–1499 Kopergravure 109 × 76 mm Bartsch 86
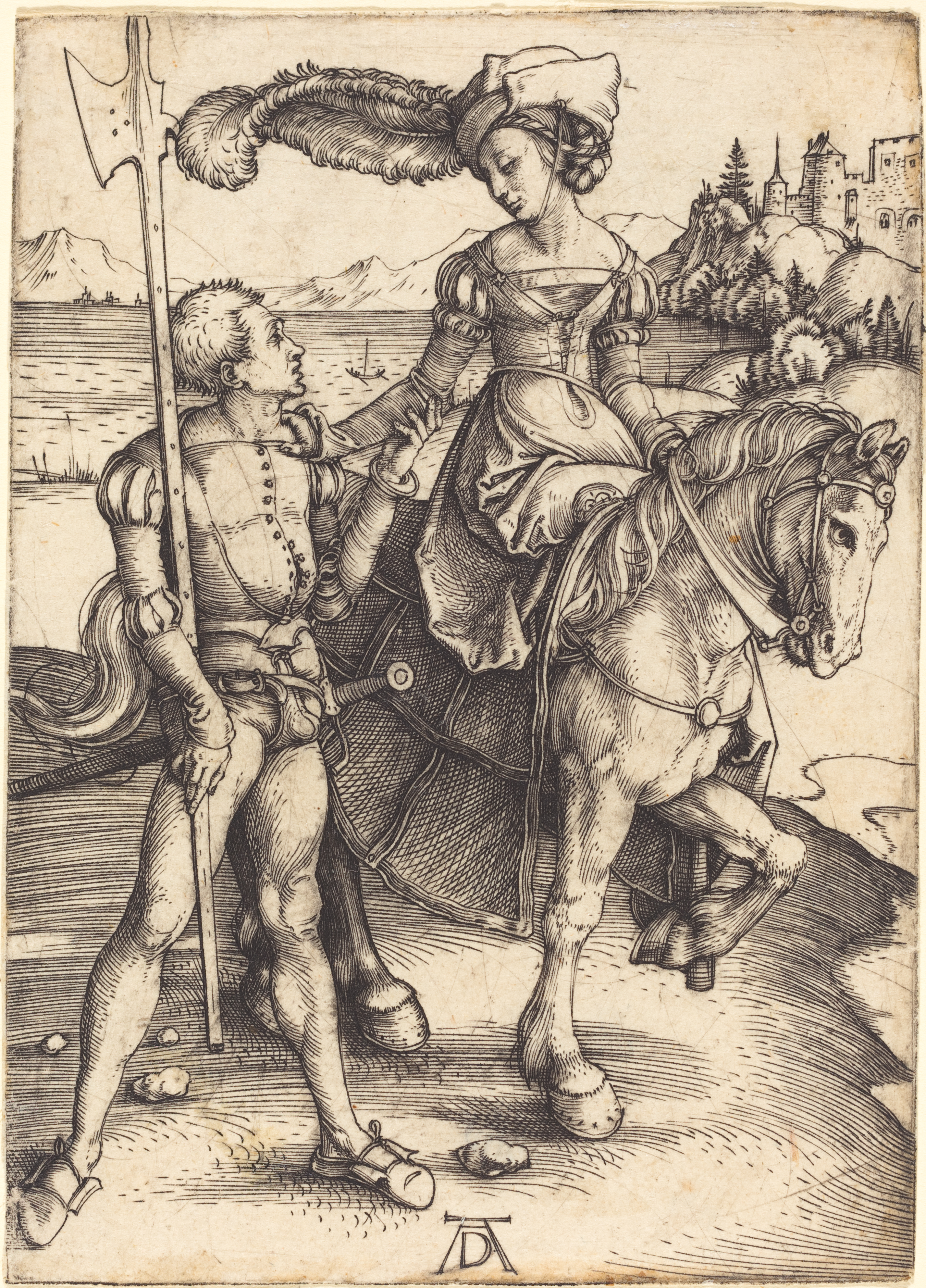
Vrouw te paard en soldaat 1496–1497 Kopergravure 106 × 77 mm Bartsch 82
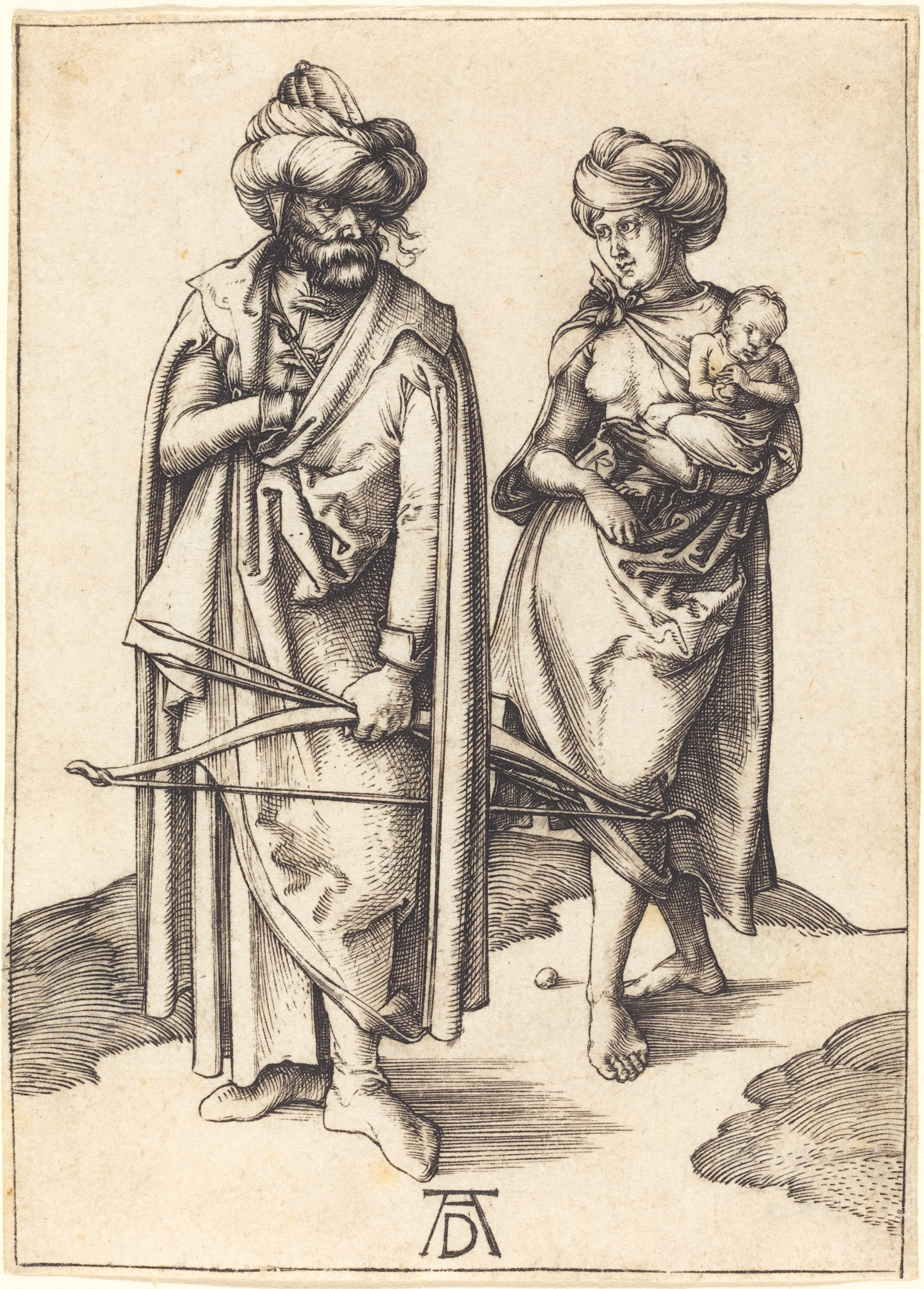
De oosterling en zijn vrouw 1494–1498 Kopergravure 109 × 77 mm Bartsch 85
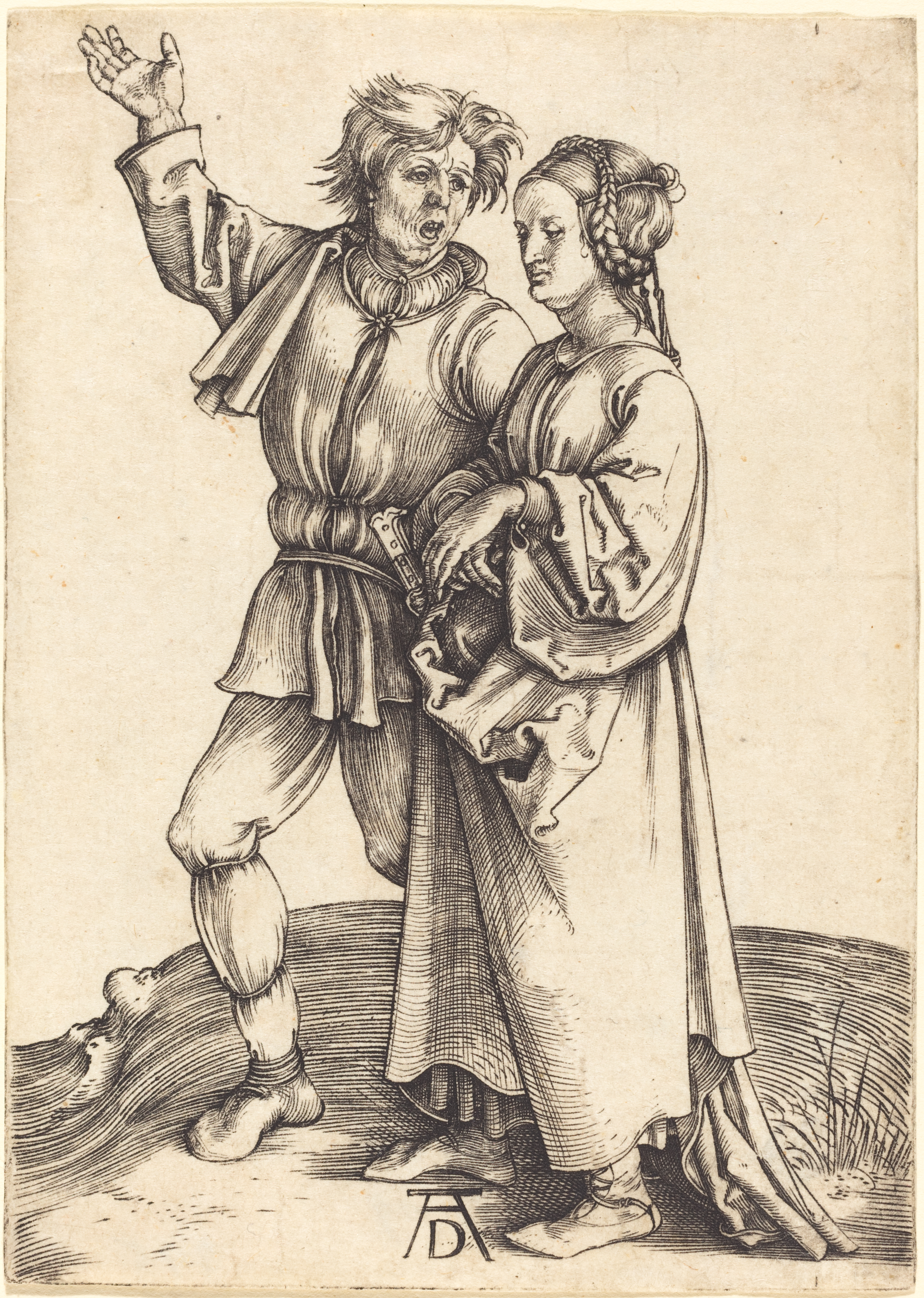
Het boerenpaar 1495–1499 Kopergravure 108 x 77 mm Bartsch 83
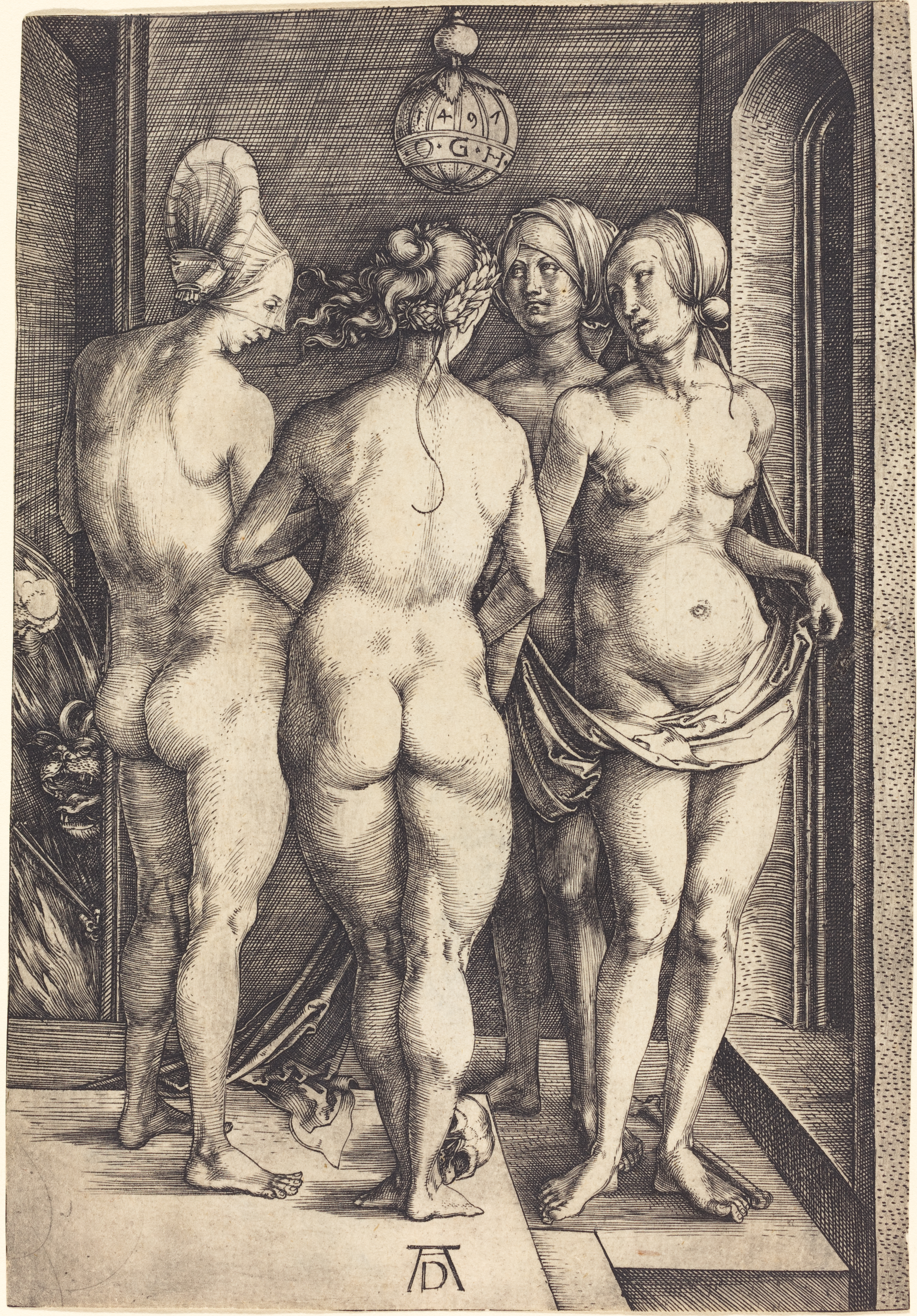
Vier heksen 1497 Kopergravure 190 × 133 mm Bartsch 75
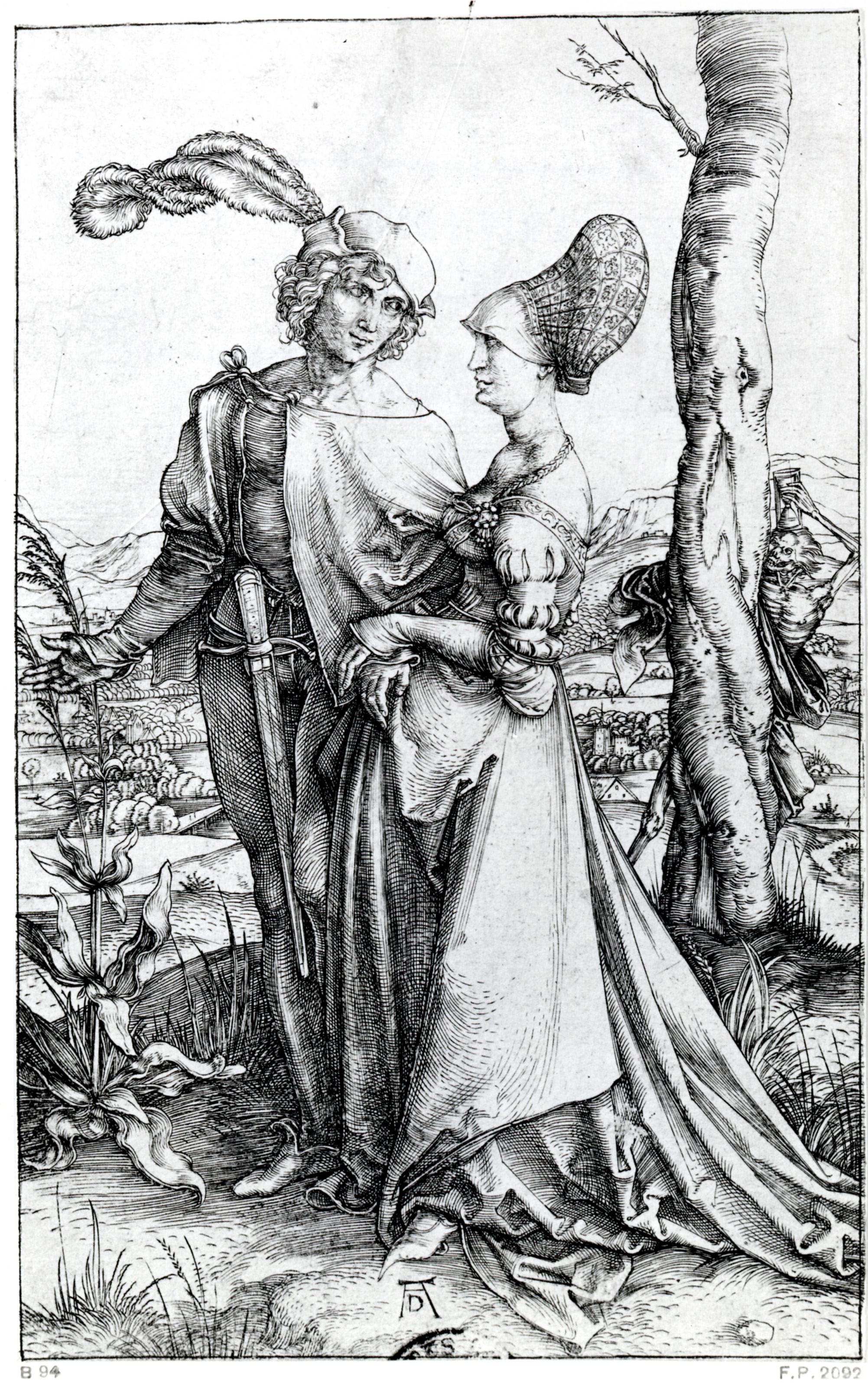
Jong paar en de Dood 1496–1500 Kopergravure 194 × 120 mm Bartsch 94
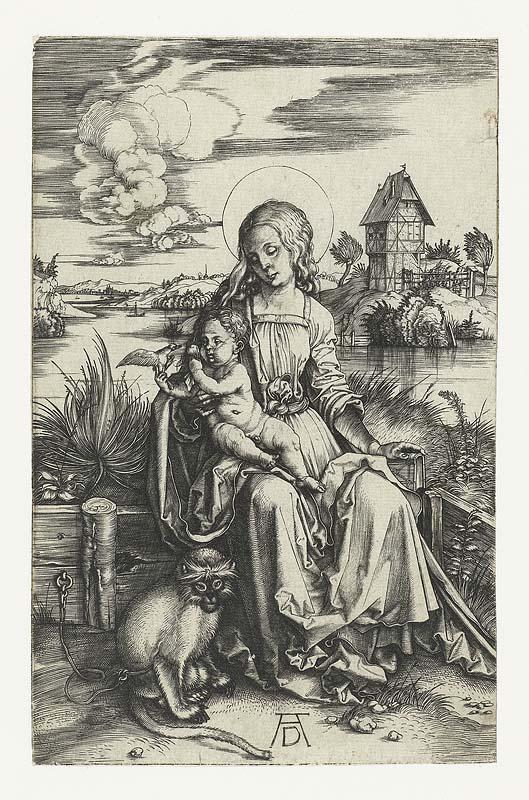
Madonna met de aap 1496–1500 Kopergravure 161 × 121 mm Bartsch 42
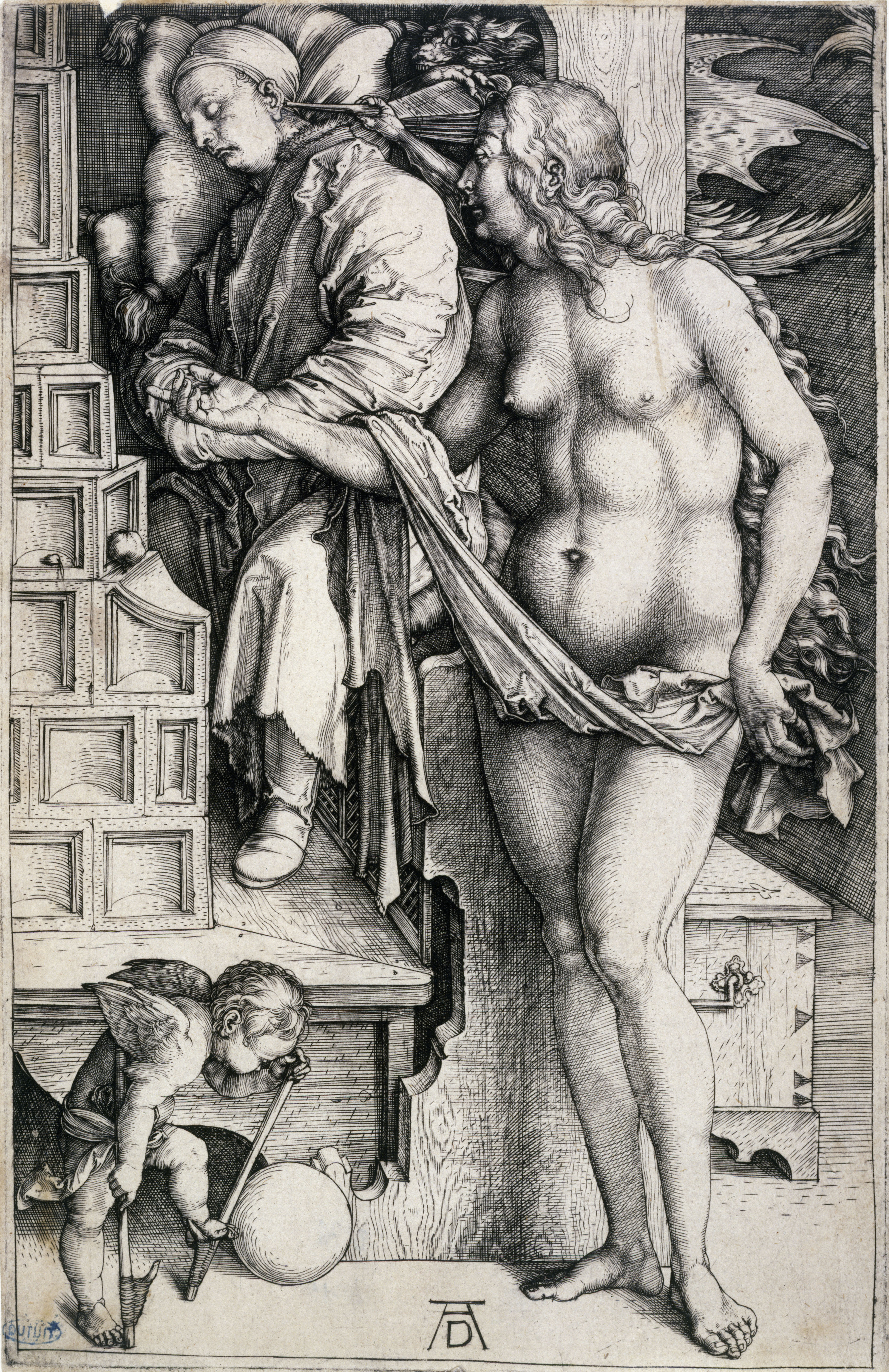
De droom van de geleerde 1496-1500 Kopergravure 190 × 121 mm Bartsch 76
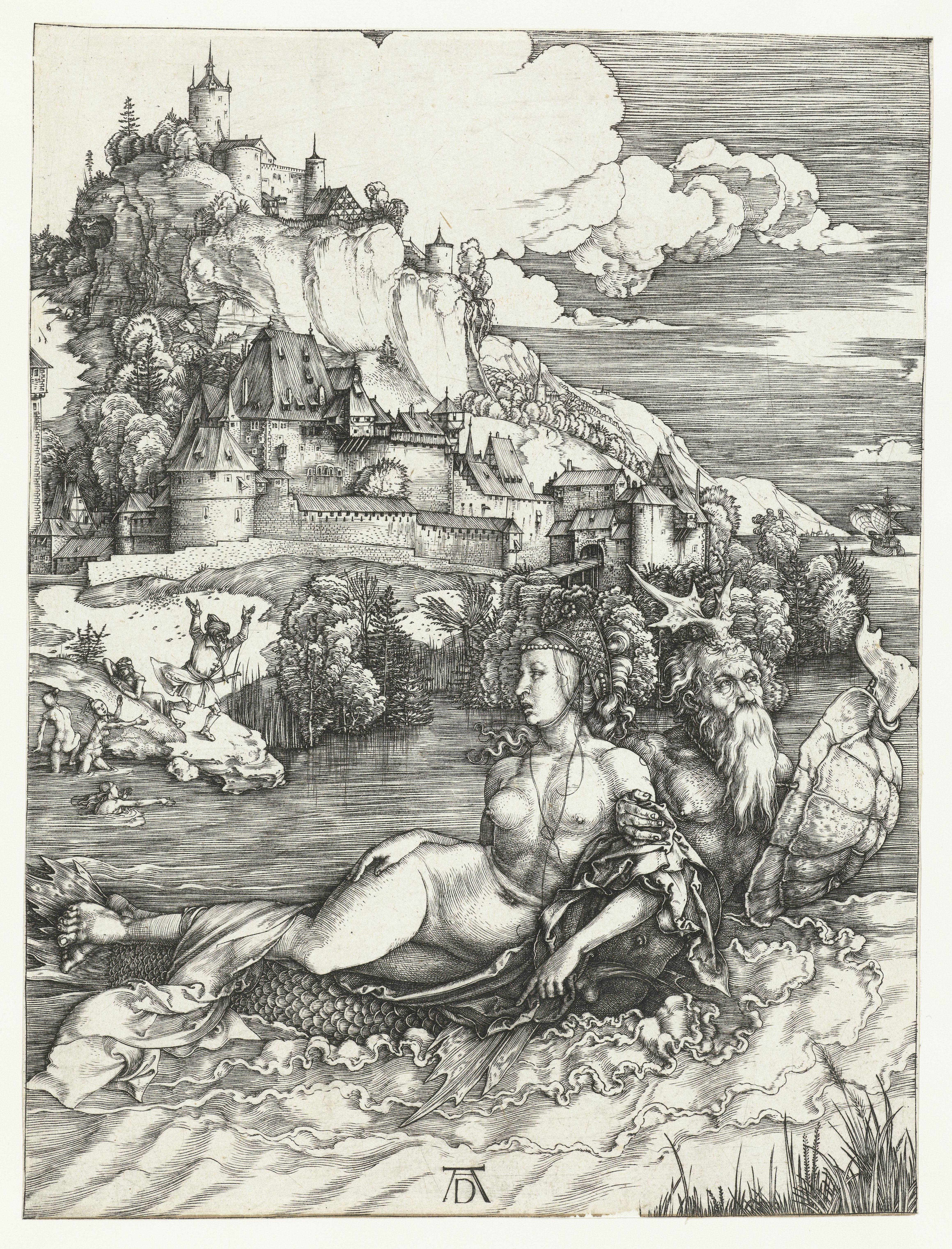
Het zeemonster 1496–1500 Kopergravure 248 × 189 mm Bartsch 71
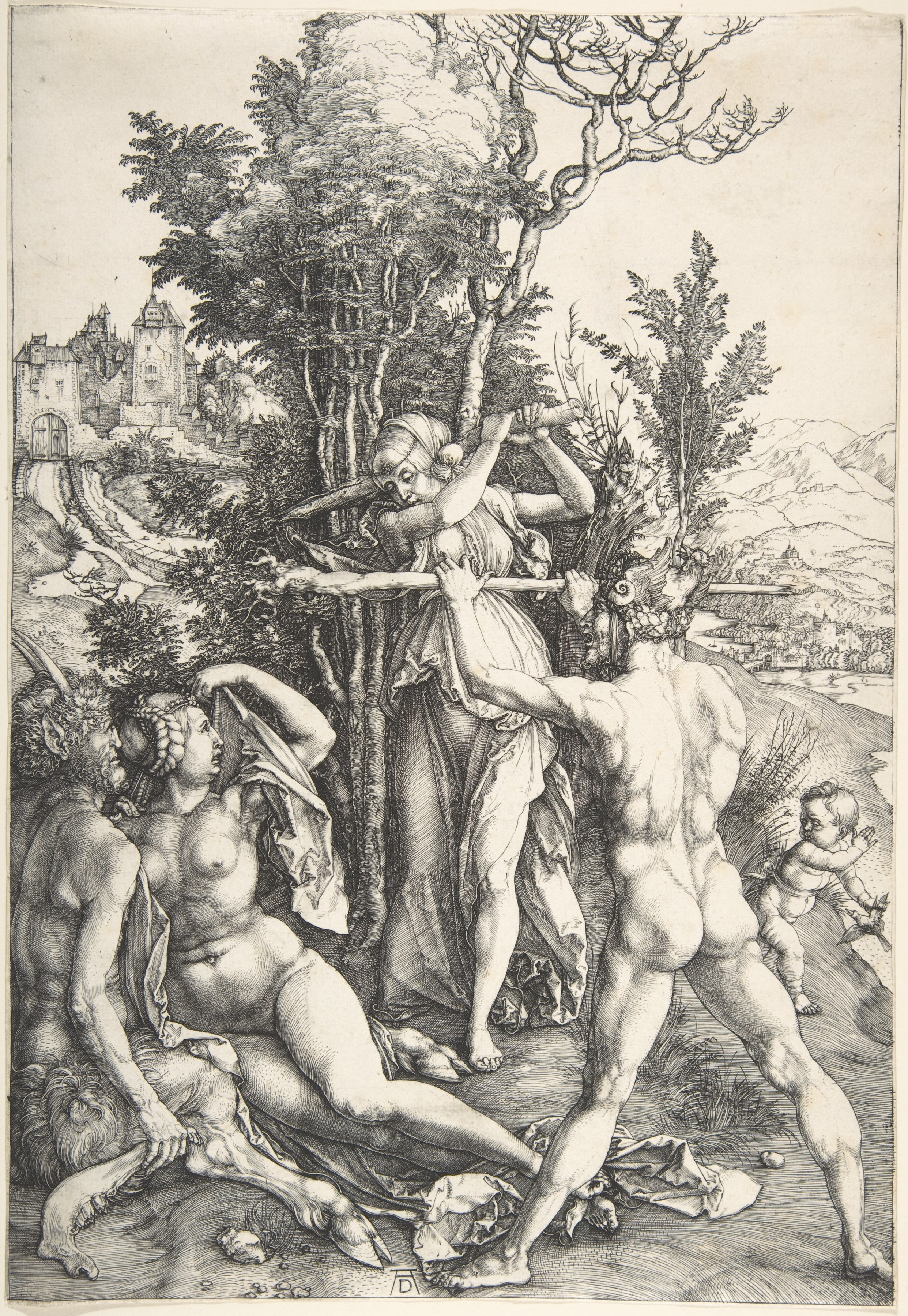
Hercules op de tweesprong 1496-1500 Kopergravure 320 × 222 mm Bartsch 73
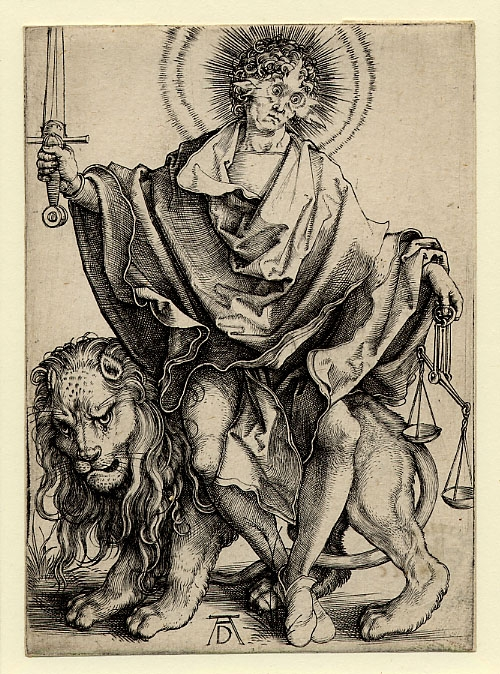
Zon der Gerechtigheid 1498–1501 Kopergravure 106 × 77 mm Bartsch 79
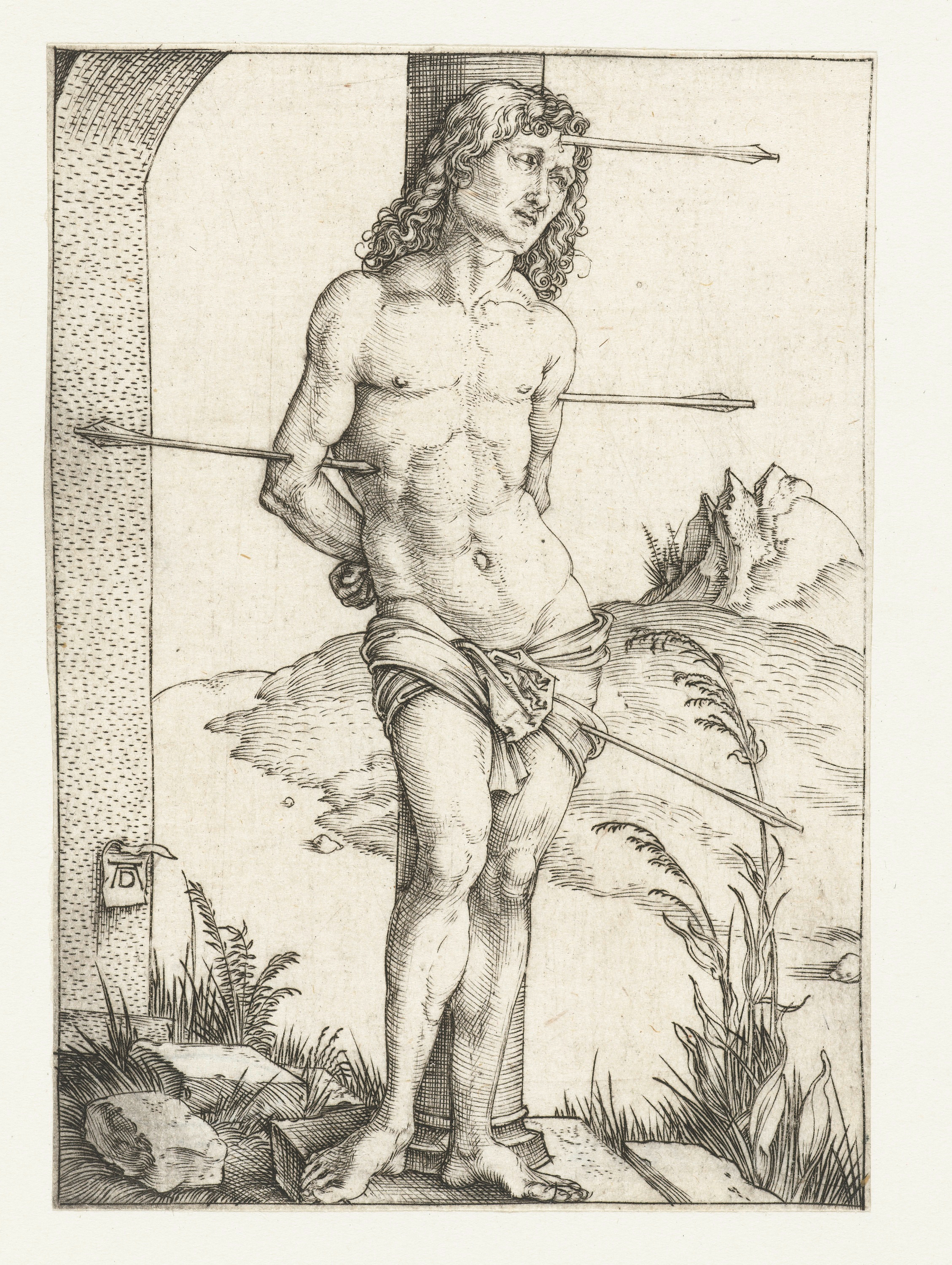
St. Sebastiaan voor een zuil 1497-1501 Kopergravure 107 x 75 mm Bartsch 56
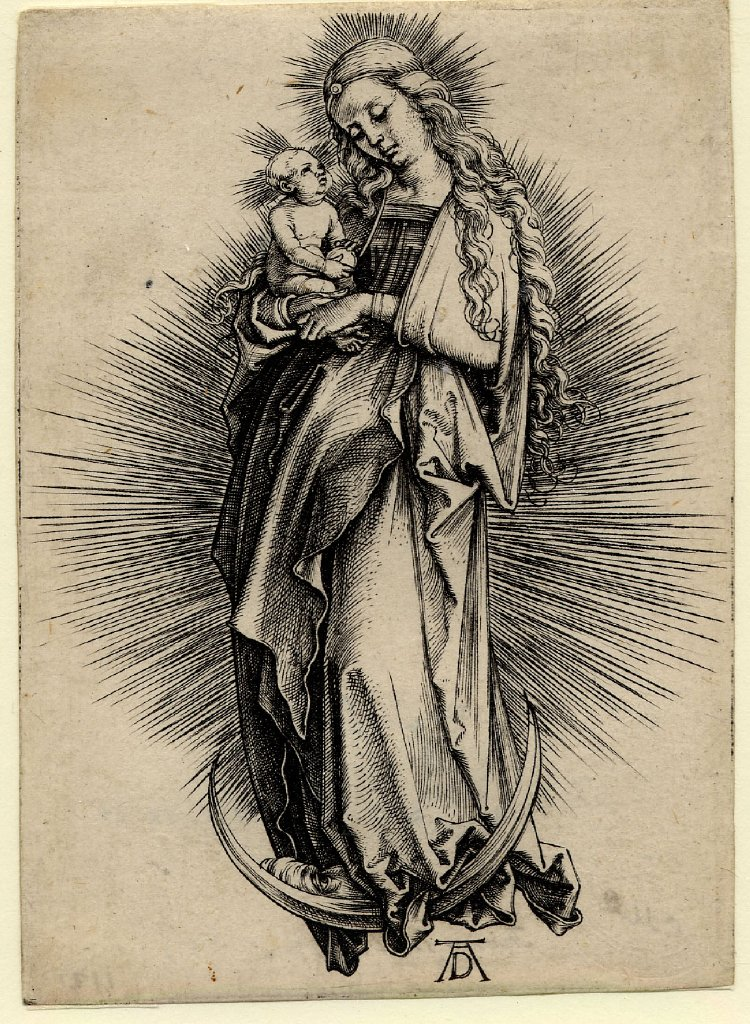
Maria met kind op de maansikkel 1498–1500 Kopergravure 107 × 77 mm Bartsch 30
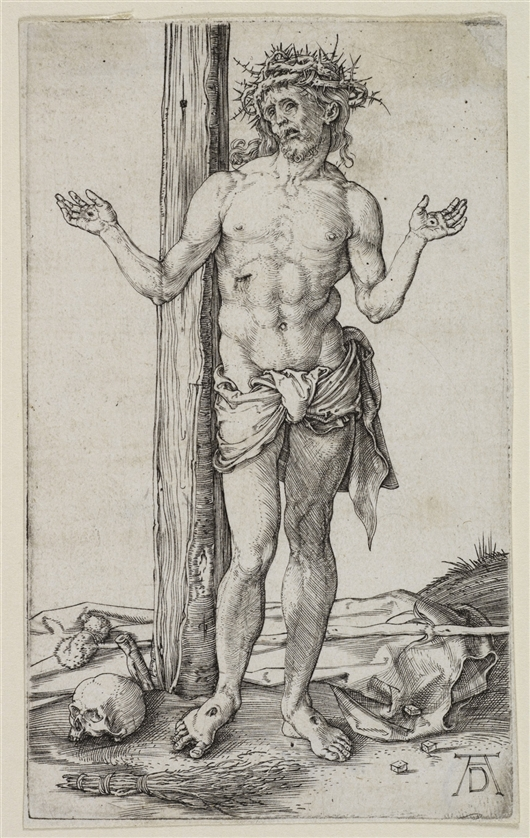
Christus als Man van Smarten, met geheven handen 1500 Kopergravure 117 x 71 mm Bartsch 20
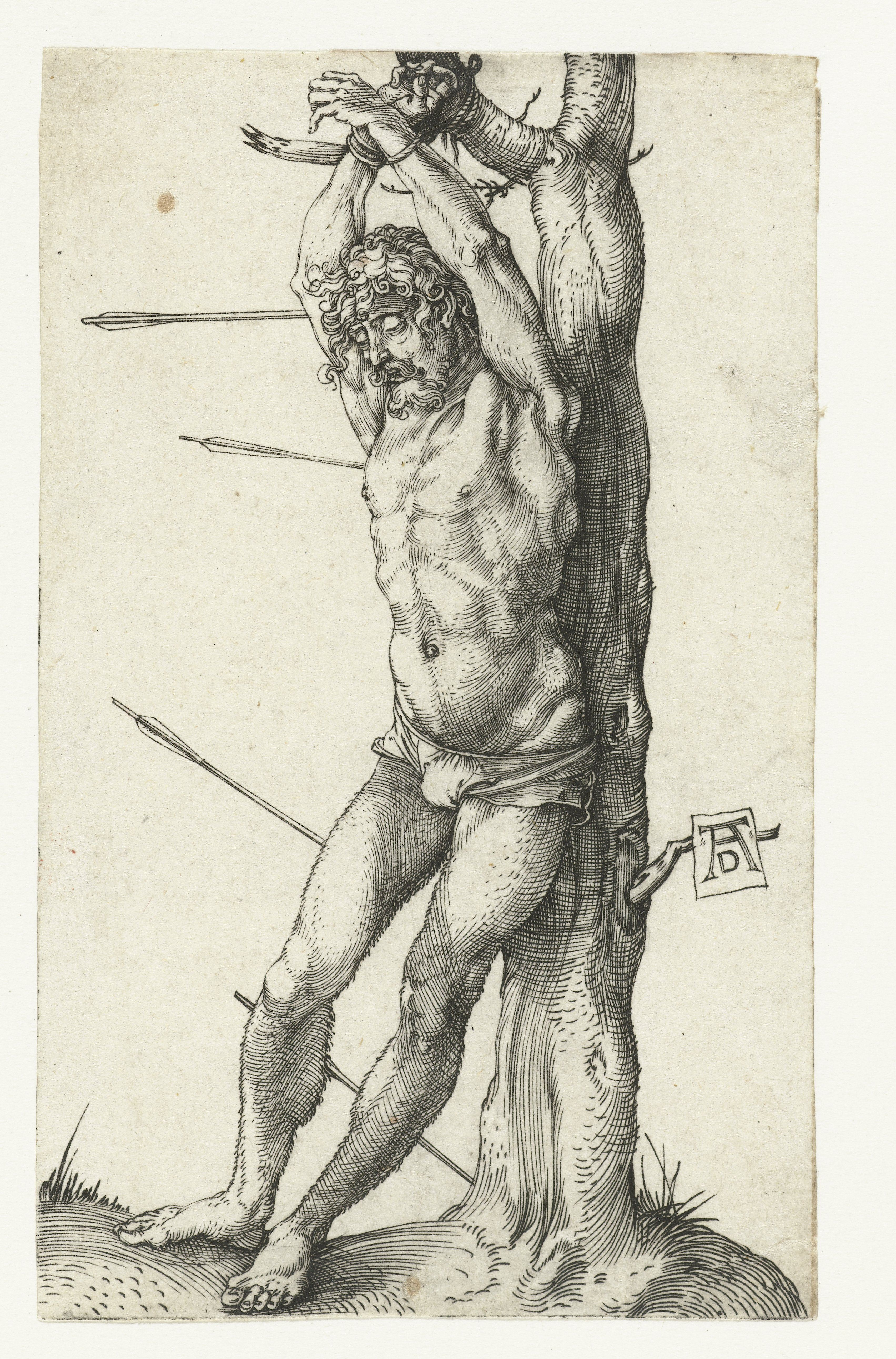
St. Sebastiaan voor een boom 1499–1503 Kopergravure 115 × 71 mm Bartsch 55
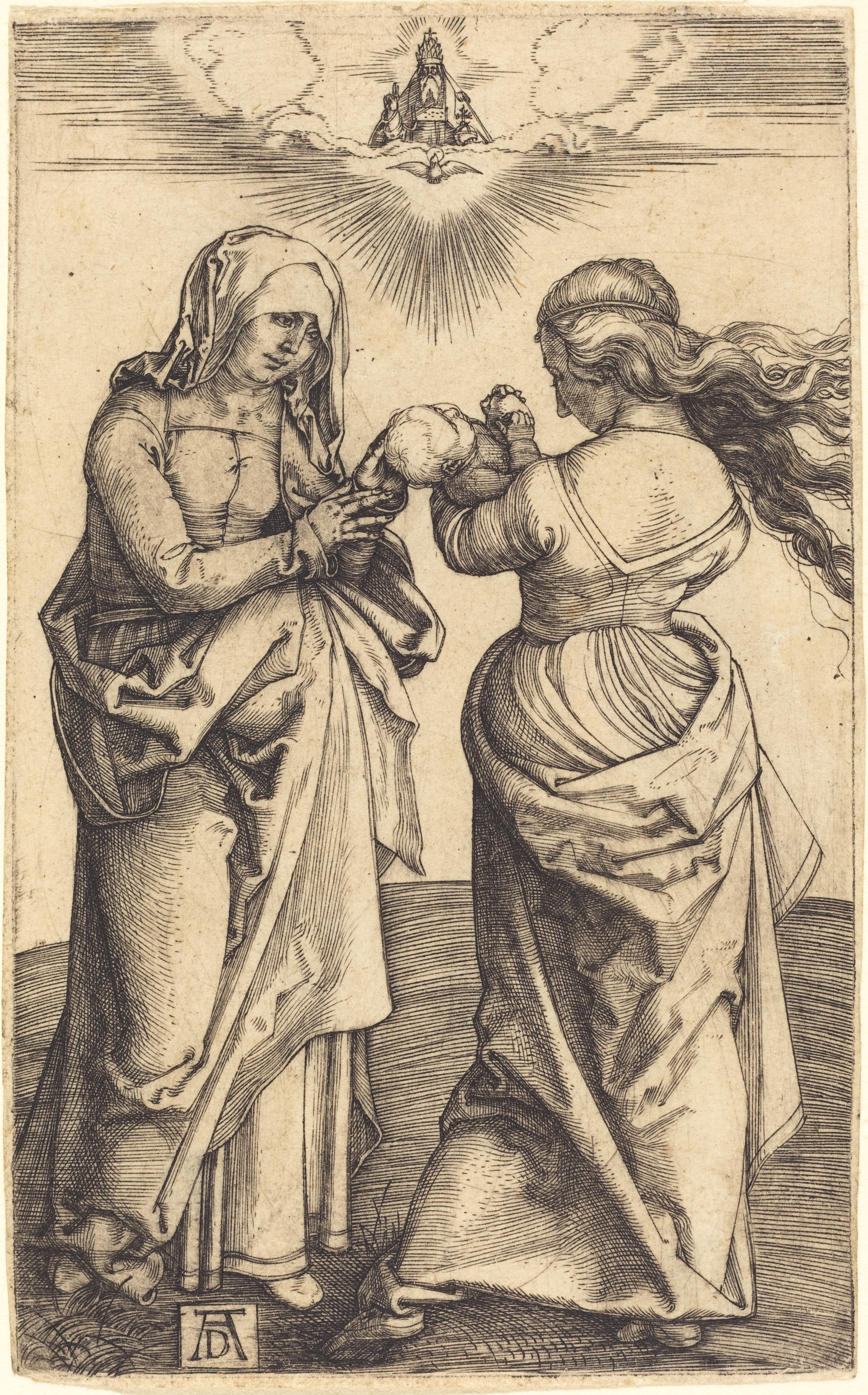
Anna te Drieën 1498–1502 Kopergravure 116 × 71 mm Bartsch 29
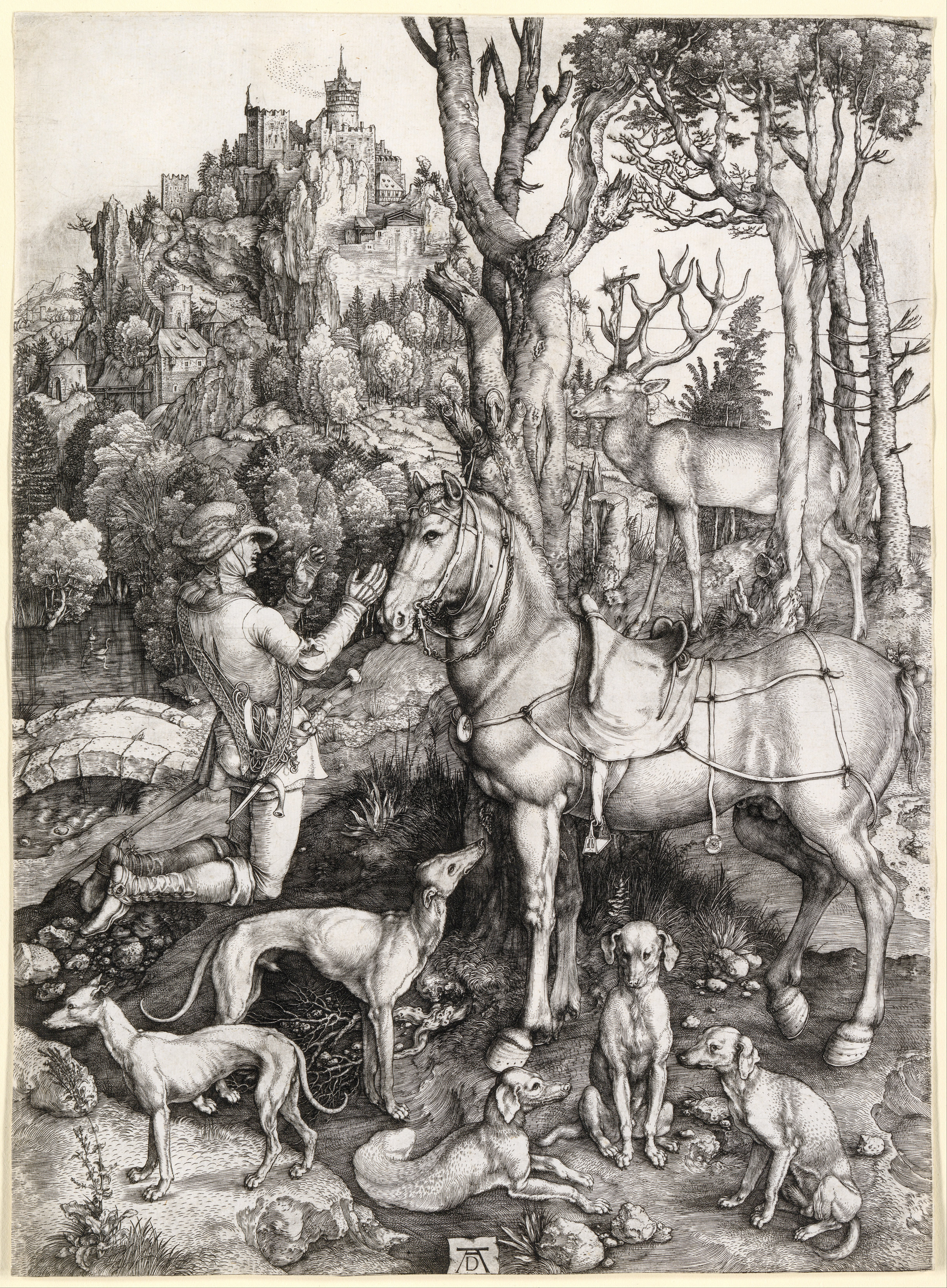
Heilige Eustachius 1499–1503 Kopergravure 359 × 261 mm Bartsch 57
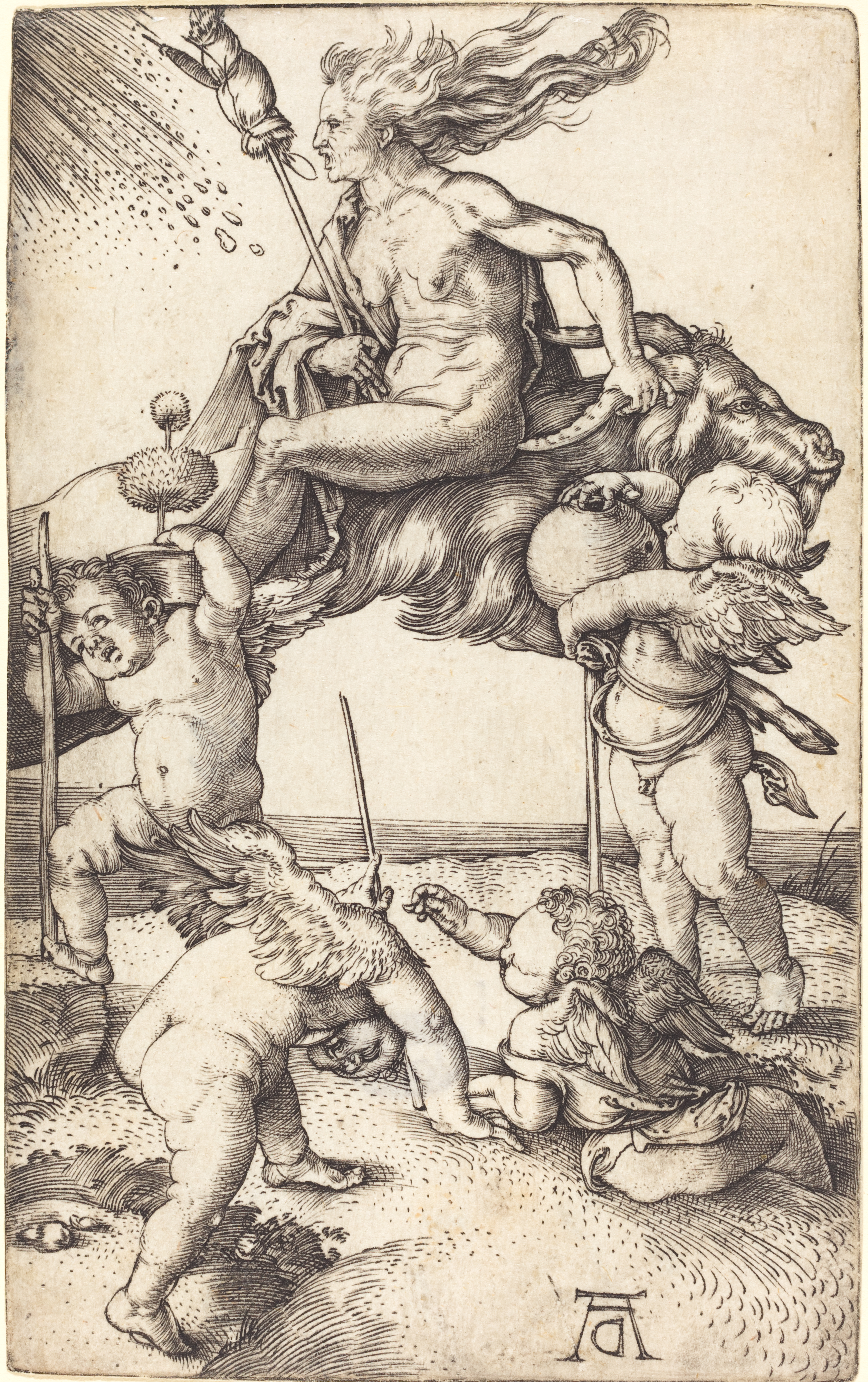
De heks 1498–1502 Kopergravure 115 × 71 mm Bartsch 67
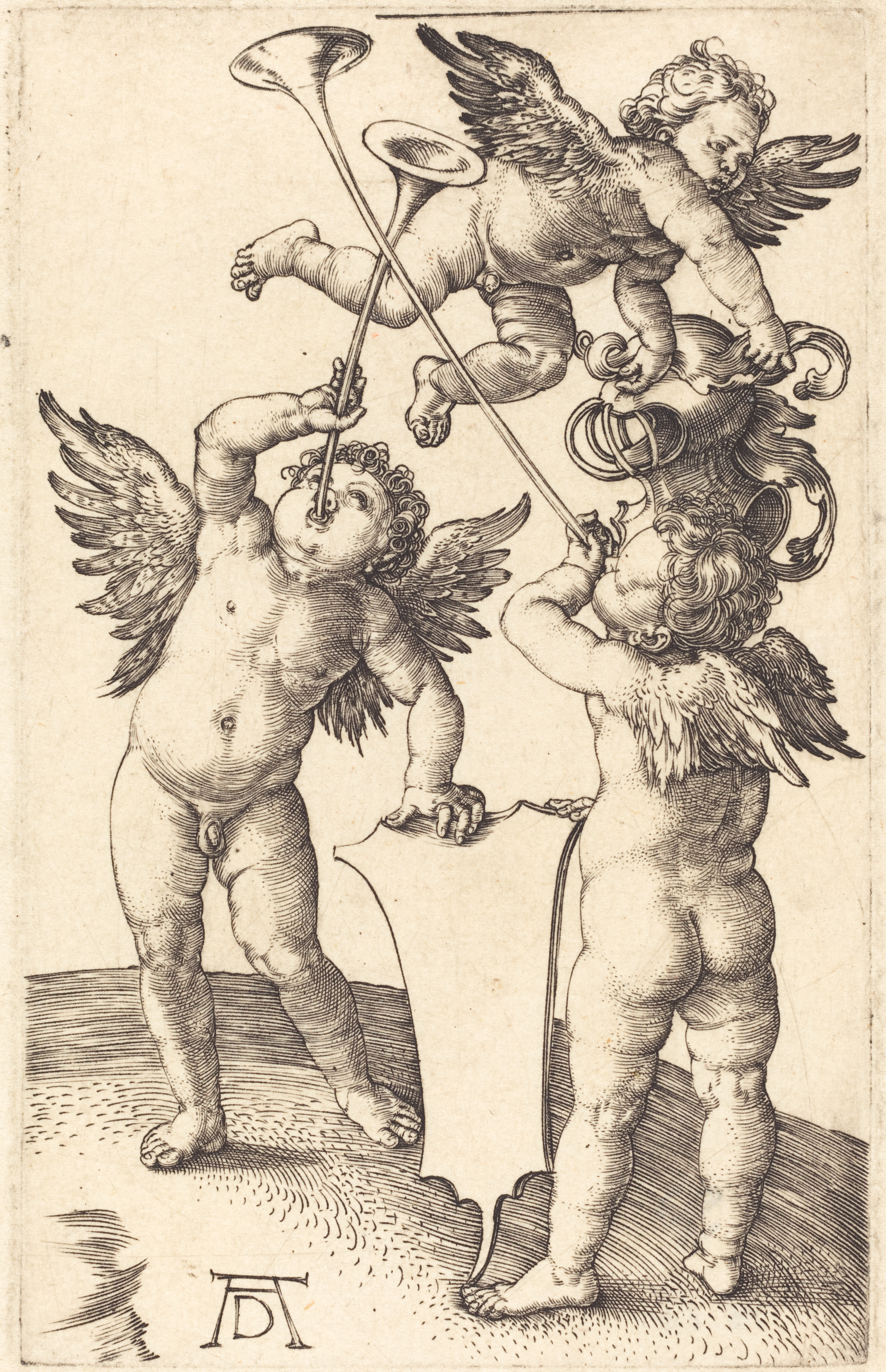
Drie putti met trompetten, schild en helm 1498-1502 Kopergravure 114 x 72 mm Bartsch 66
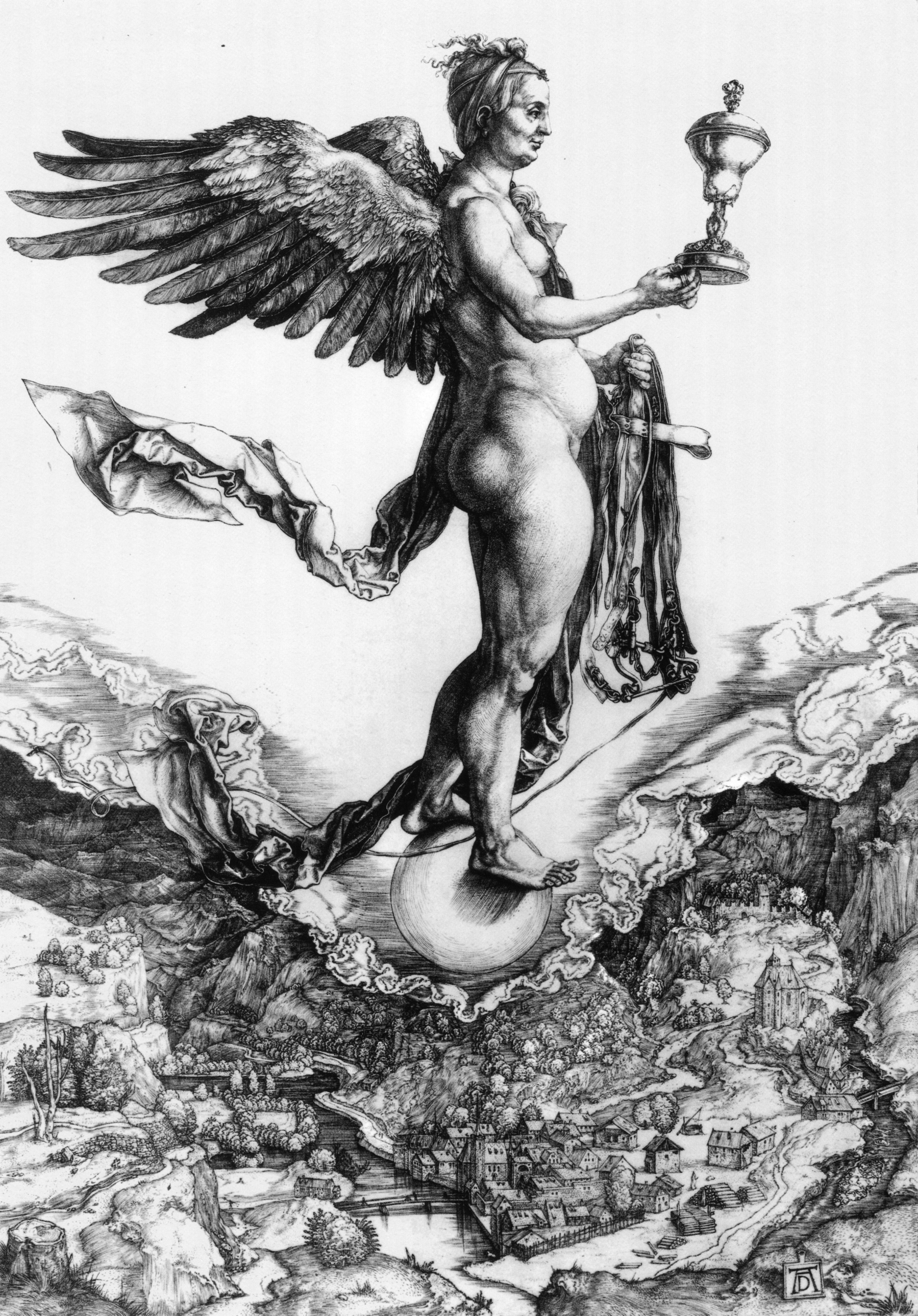
Nemesis 1501-1502 Kopergravure 336 × 231 mm Bartsch 77
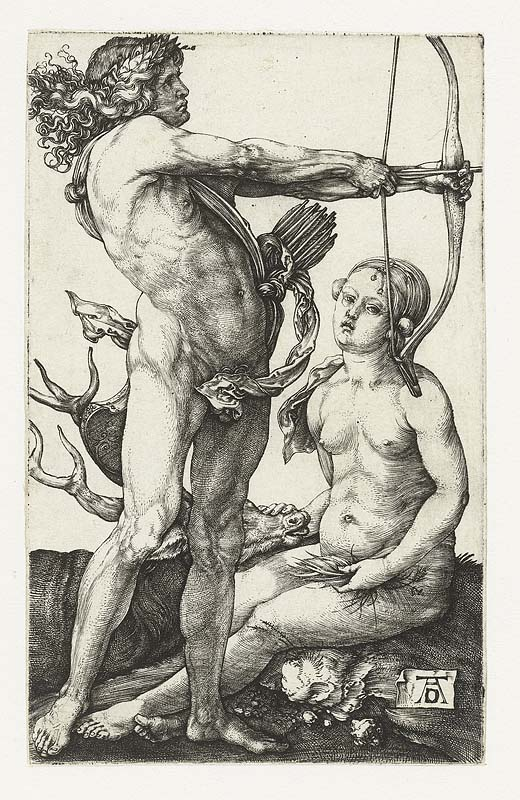
Apollo en Diana 1501–1506 Kopergravure 115 × 72 mm Bartsch 68
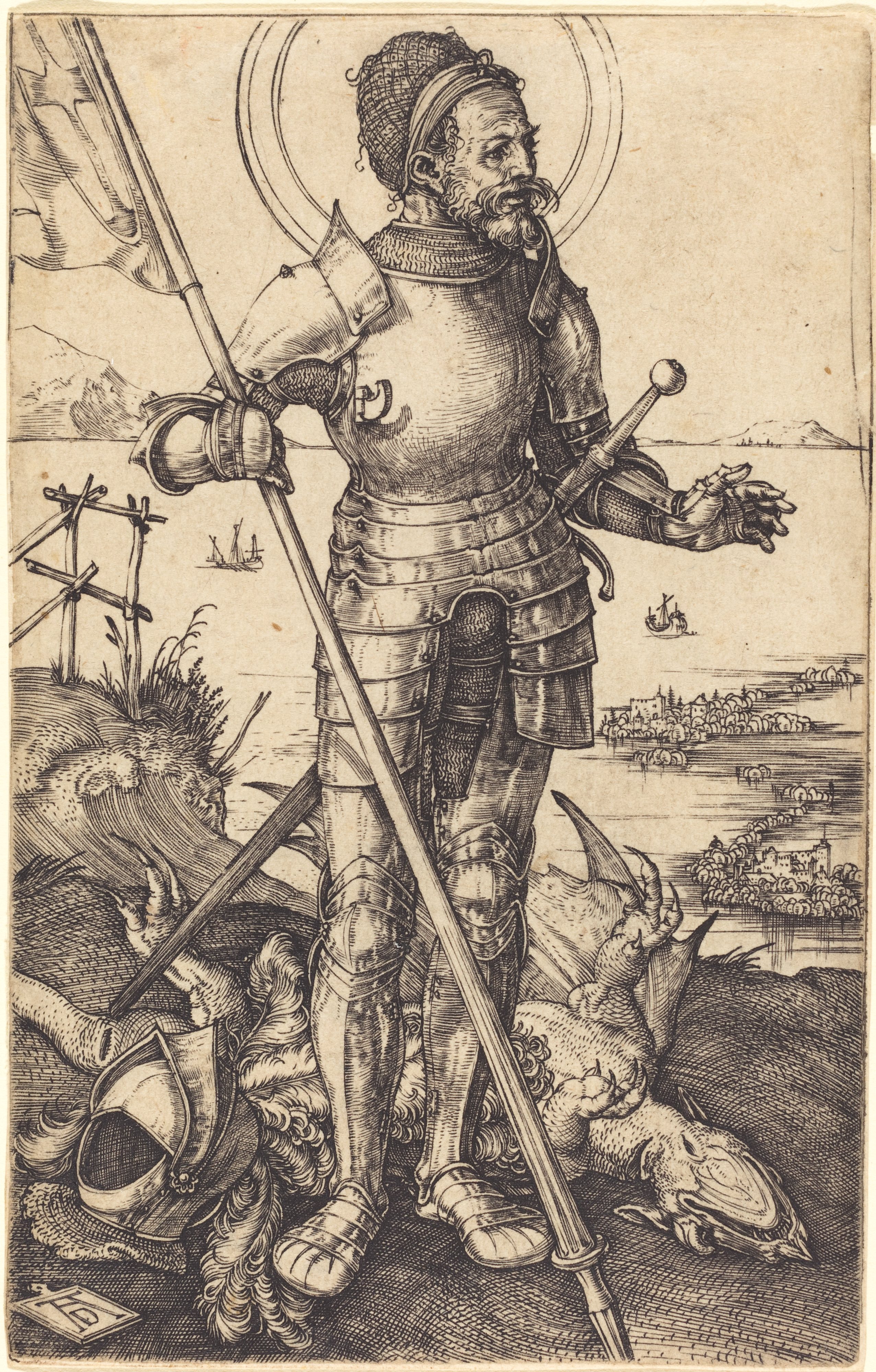
De Heilige Joris staand naast de gedode draak 1500–1505 Kopergravure 112 х 71 mm Bartsch 53
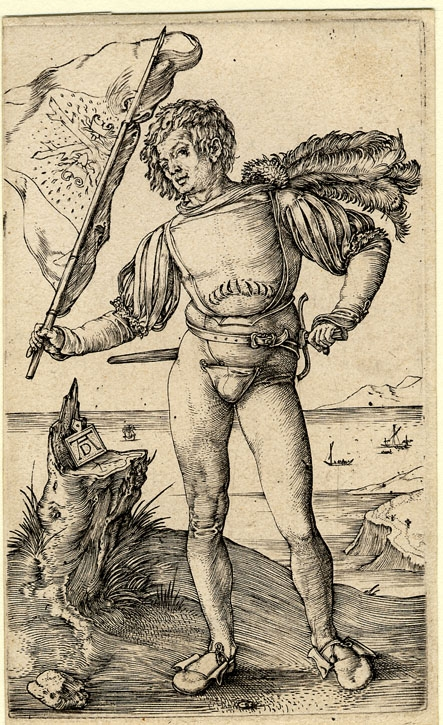
De vaandeldrager Kopergravure 116 x 72 mm 1499-1503 Bartsch 87
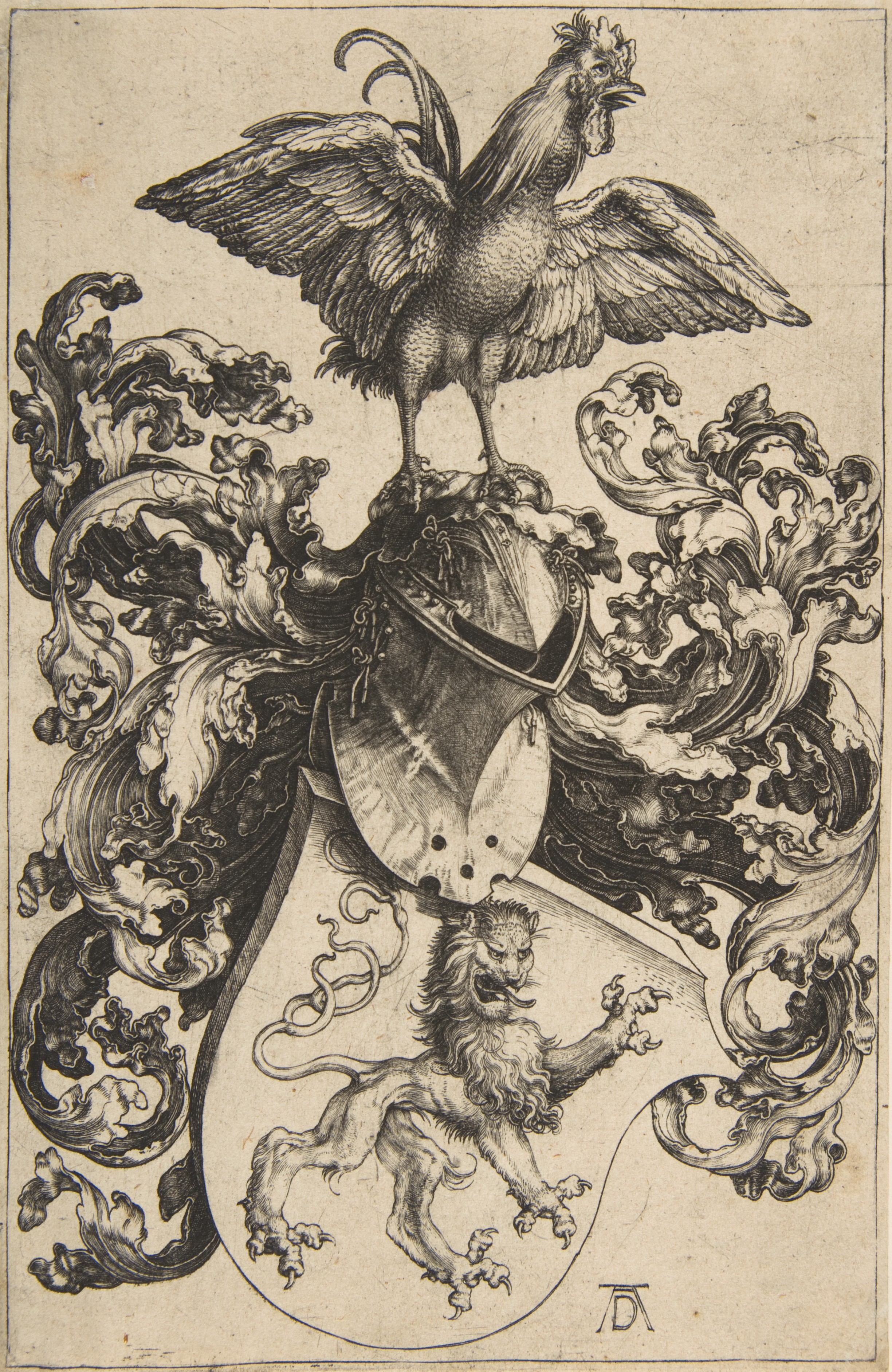
Wapenschild met haan 1500-1505 Kopergravure 184 x 117 mm Bartsch 100
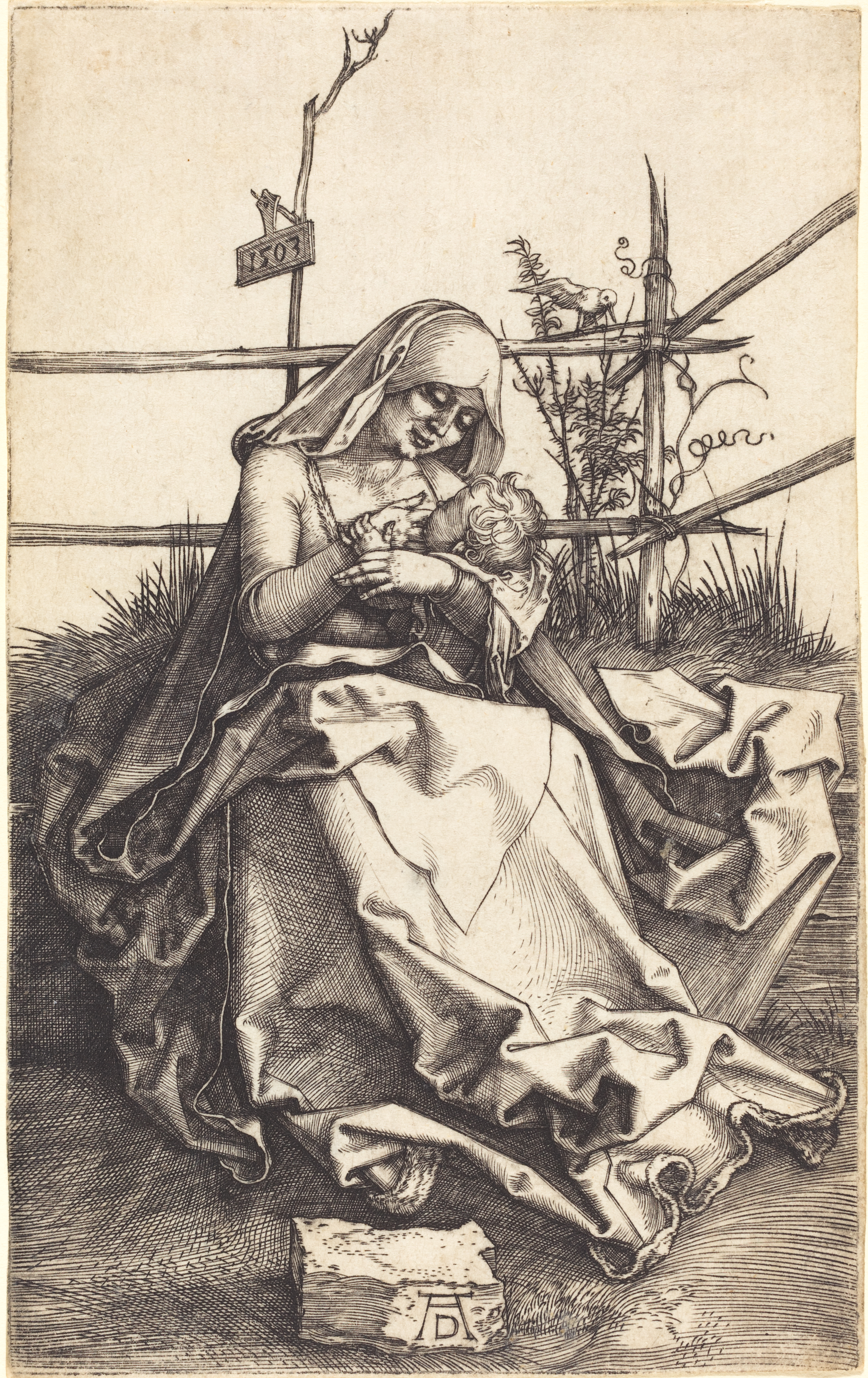
Maria met kind aan de borst bij een hek 1503 Kopergravure 114 x 71 mm Bartsch 34
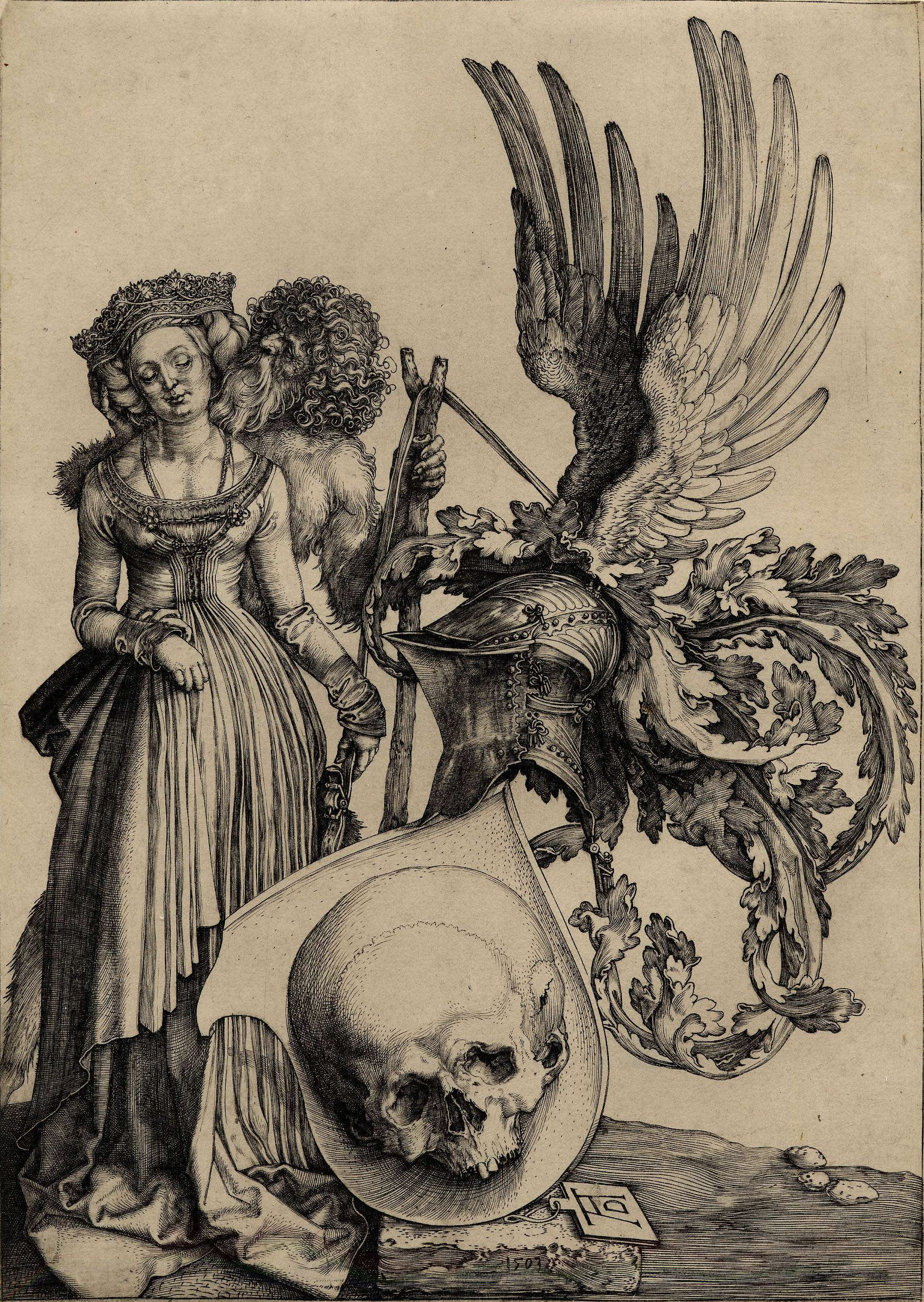
Wapenschild met vrouw en wildeman 1503 Kopergravure 218 x 156 mm Bartsch 101
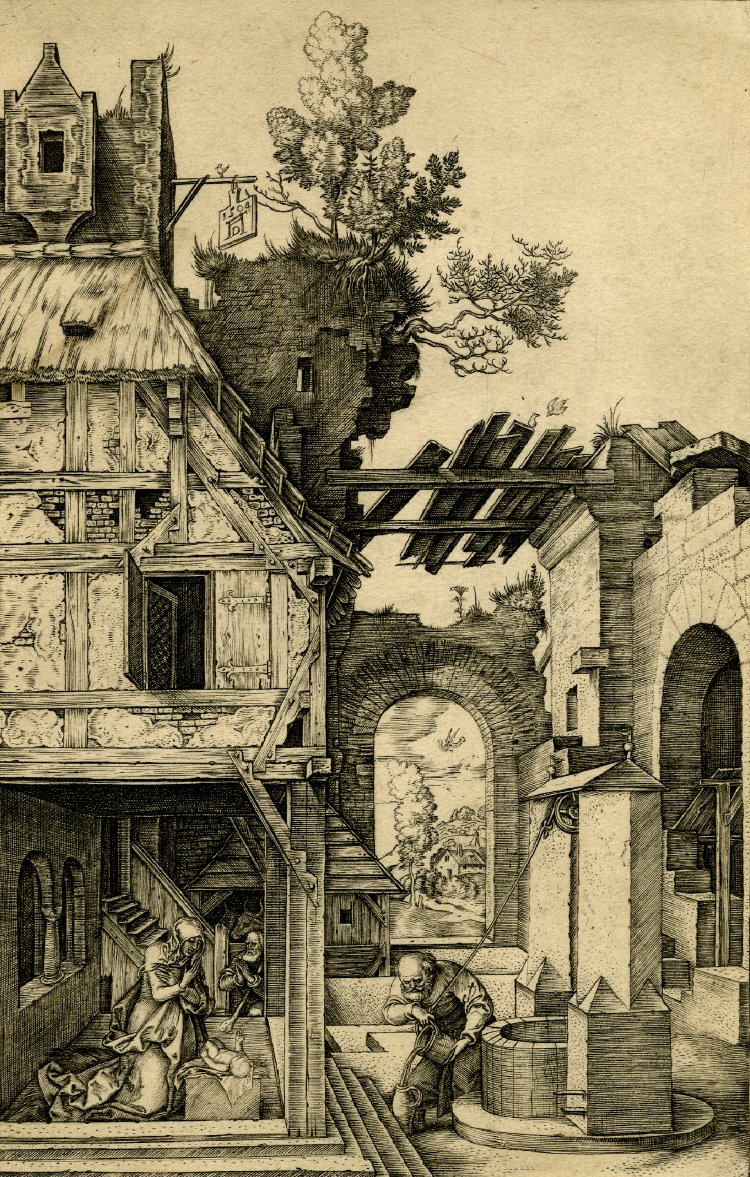
De geboorte van Christus 1504 Kopergravure 185 x 120 mm Bartsch 2
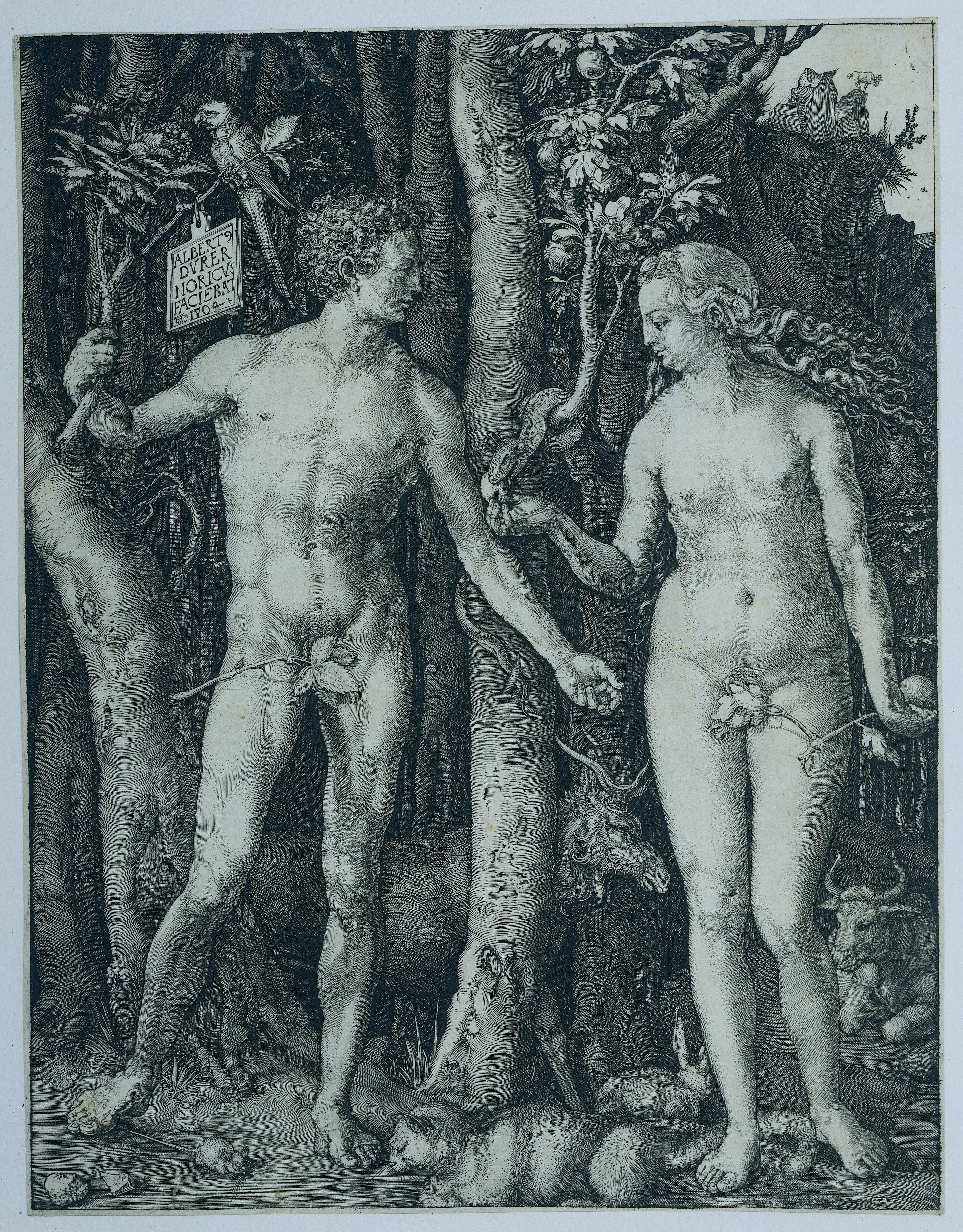
Adam en Eva 1504 Kopergravure 251 x 192 mm Bartsch 1
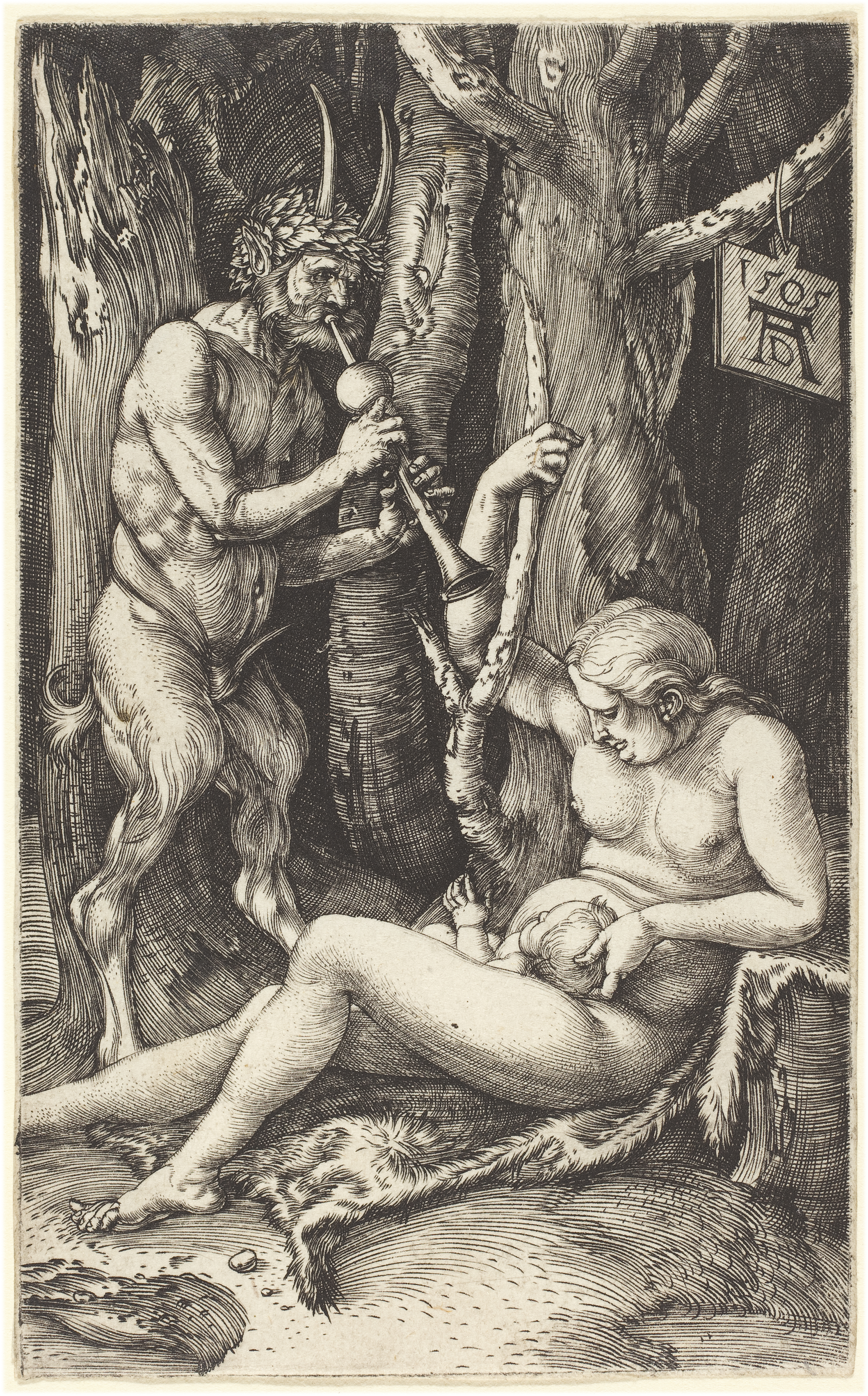
De saterfamilie 1505 Kopergravure 114 x 70 mm Bartsch 69
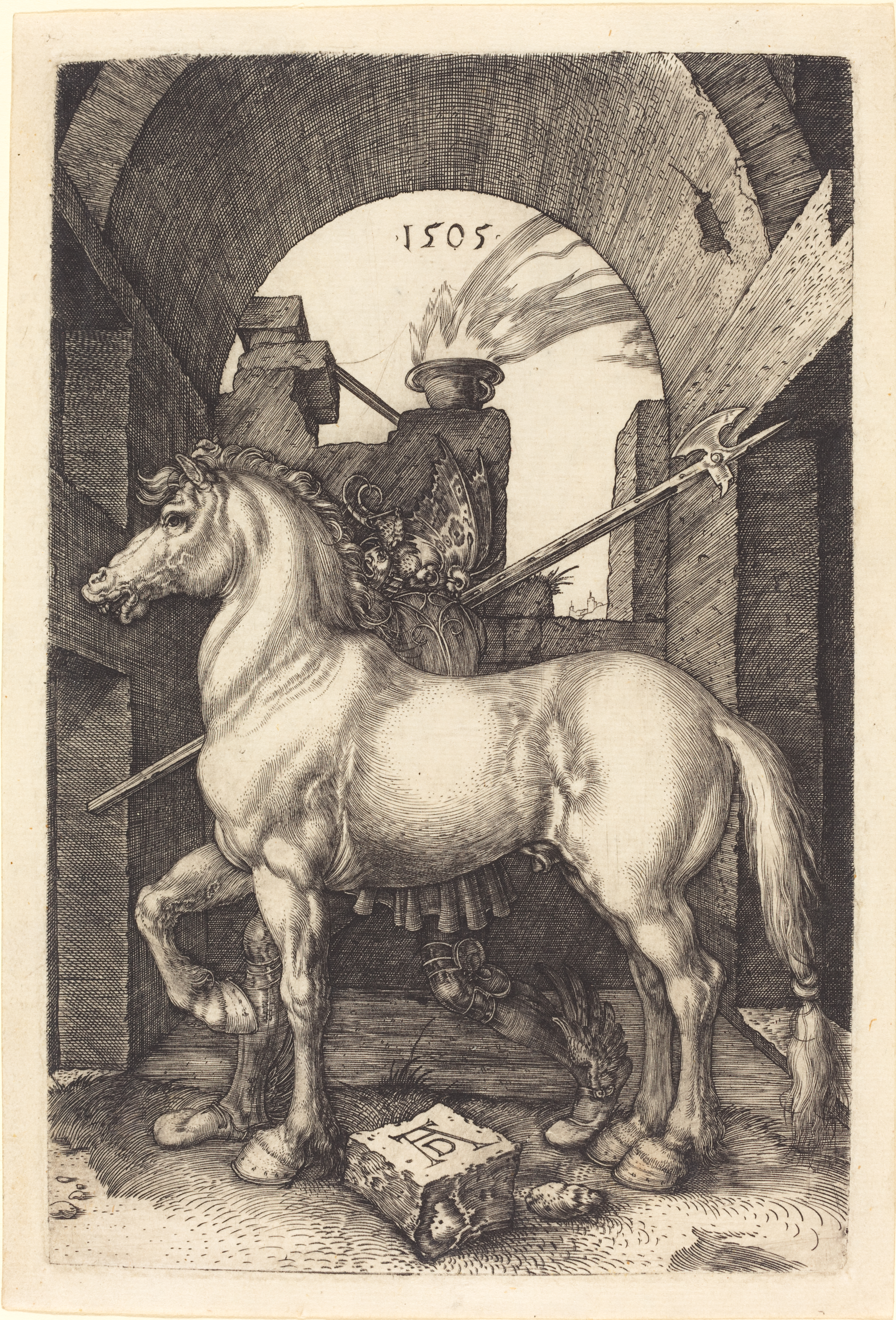
Het kleine paard 1505 Kopergravure 162 x 106 mm Bartsch 96
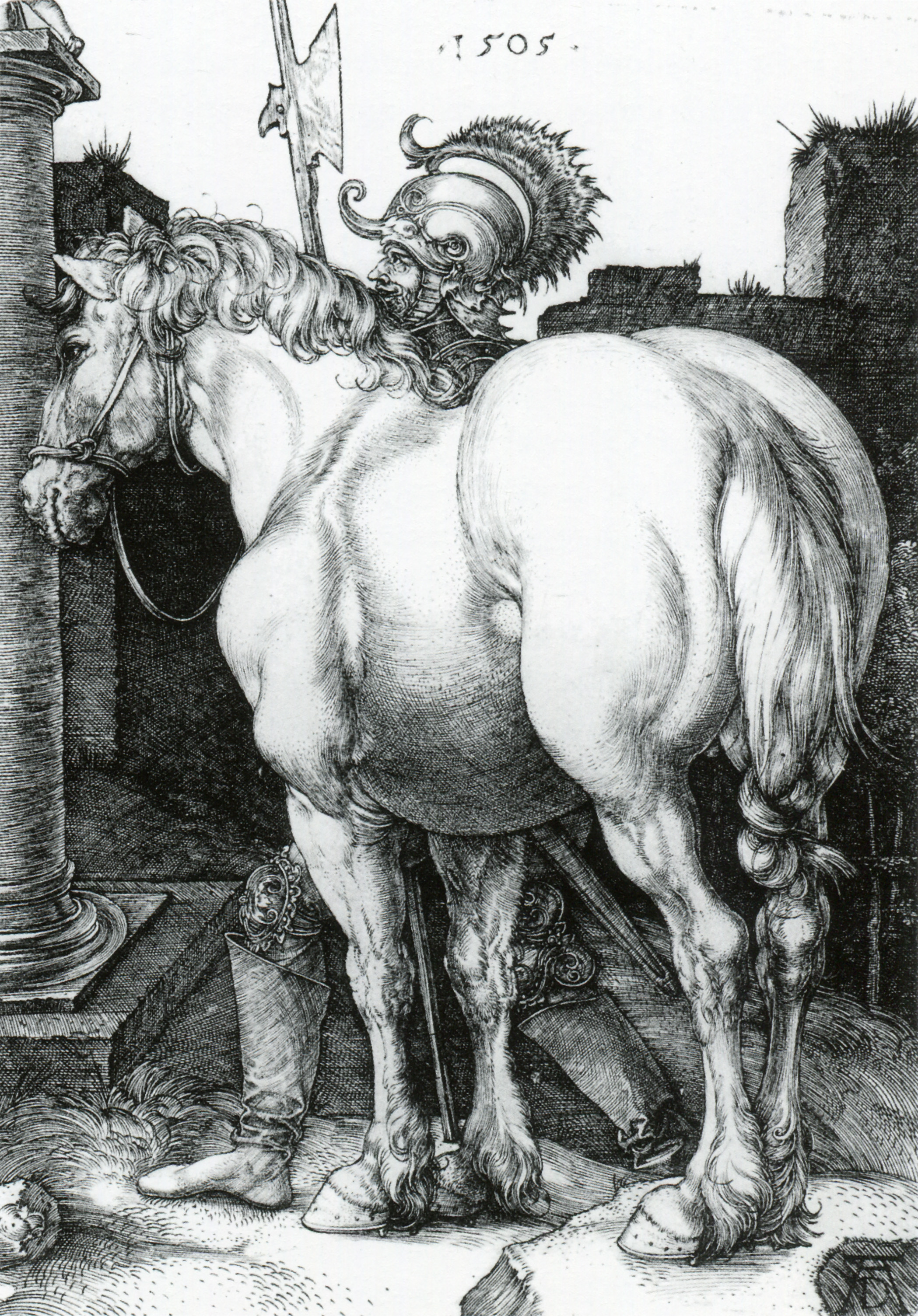
Het grote paard 1505 Kopergravure 167 x 119 mm Bartsch 97

- Het misvormde zwijn[7]
1494—1498
Kopergravure
118 × 128 mm
Bartsch 95
- De verloren zoon bij de zwijnen[8]
1494—1498
Kopergravure
247 × 191 mm
Bartsch 28
- De kleine Fortuna[9]
1495—1496
Kopergravure
120 × 66 mm
Bartsch 78
- Galopperende ruiter[10]
1494-1498
Kopergravure
107 × 76 mm
Bartsch 80
- De kok en zijn vrouw[11]
1496
Kopergravure
109 × 77 mm
Bartsch 84
- Drie boeren in gesprek[12]
1495–1499
Kopergravure
109 × 76 mm
Bartsch 86
- Vrouw te paard en soldaat[13]
1496–1497
Kopergravure
106 × 77 mm
Bartsch 82
- De oosterling en zijn vrouw[14]
1494–1498
Kopergravure
109 × 77 mm
Bartsch 85
- Het boerenpaar[15]
1495–1499
Kopergravure
108 x 77 mm
Bartsch 83
- Vier heksen[16]
1497
Kopergravure
190 × 133 mm
Bartsch 75
- Jong paar en de Dood[17]
1496–1500
Kopergravure
194 × 120 mm
Bartsch 94
- Madonna met de aap[18]
1496–1500
Kopergravure
161 × 121 mm
Bartsch 42
- De droom van de geleerde[19]
1496-1500
Kopergravure
190 × 121 mm
Bartsch 76
- Het zeemonster[20][21]
1496–1500
Kopergravure
248 × 189 mm
Bartsch 71
- Hercules op de tweesprong[22]
1496-1500
Kopergravure
320 × 222 mm
Bartsch 73
- Zon der Gerechtigheid[23][noot 1]
1498–1501
Kopergravure
106 × 77 mm
Bartsch 79
- St. Sebastiaan voor een zuil[24]
1497-1501
Kopergravure
107 x 75 mm
Bartsch 56
- Maria met kind op de maansikkel[25]
1498–1500
Kopergravure
107 × 77 mm
Bartsch 30
- Christus als Man van Smarten, met geheven handen[26]
1500
Kopergravure
117 x 71 mm
Bartsch 20
- St. Sebastiaan voor een boom[27]
1499–1503
Kopergravure
115 × 71 mm
Bartsch 55
- Anna te Drieën[28]
1498–1502
Kopergravure
116 × 71 mm
Bartsch 29
- Heilige Eustachius[29]
1499–1503
Kopergravure
359 × 261 mm
Bartsch 57
- De heks[30]
1498–1502
Kopergravure
115 × 71 mm
Bartsch 67
- Drie putti met trompetten, schild en helm[31]
1498-1502
Kopergravure
114 x 72 mm
Bartsch 66
- Nemesis[32]
1501-1502
Kopergravure
336 × 231 mm
Bartsch 77
- Apollo en Diana[33]
1501–1506
Kopergravure
115 × 72 mm
Bartsch 68
- De Heilige Joris staand naast de gedode draak[34]
1500–1505
Kopergravure
112 х 71 mm
Bartsch 53
- De vaandeldrager[35]
Kopergravure
116 x 72 mm
1499-1503
Bartsch 87
- Wapenschild met haan[36]
1500-1505
Kopergravure
184 x 117 mm
Bartsch 100
- Maria met kind aan de borst bij een hek[37]
1503
Kopergravure
114 x 71 mm
Bartsch 34
- Wapenschild met vrouw en wildeman[38]
1503
Kopergravure
218 x 156 mm
Bartsch 101
- De geboorte van Christus[39]
1504
Kopergravure
185 x 120 mm
Bartsch 2
- Adam en Eva[40]
1504
Kopergravure
251 x 192 mm
Bartsch 1
- De saterfamilie[41]
1505
Kopergravure
114 x 70 mm
Bartsch 69
- Het kleine paard[42]
1505
Kopergravure
162 x 106 mm
Bartsch 96
- Het grote paard[43]
1505
Kopergravure
167 x 119 mm
Bartsch 97

### Na de tweede reis naar Italië (1508-1520)
- De Heilige Joris te paard naast de gedode draak[44]
1508
Kopergravure
109 x 85 mm
Bartsch 54
- De kruisiging[45]
1508
Kopergravure
134 × 98 mm
Bartsch 24

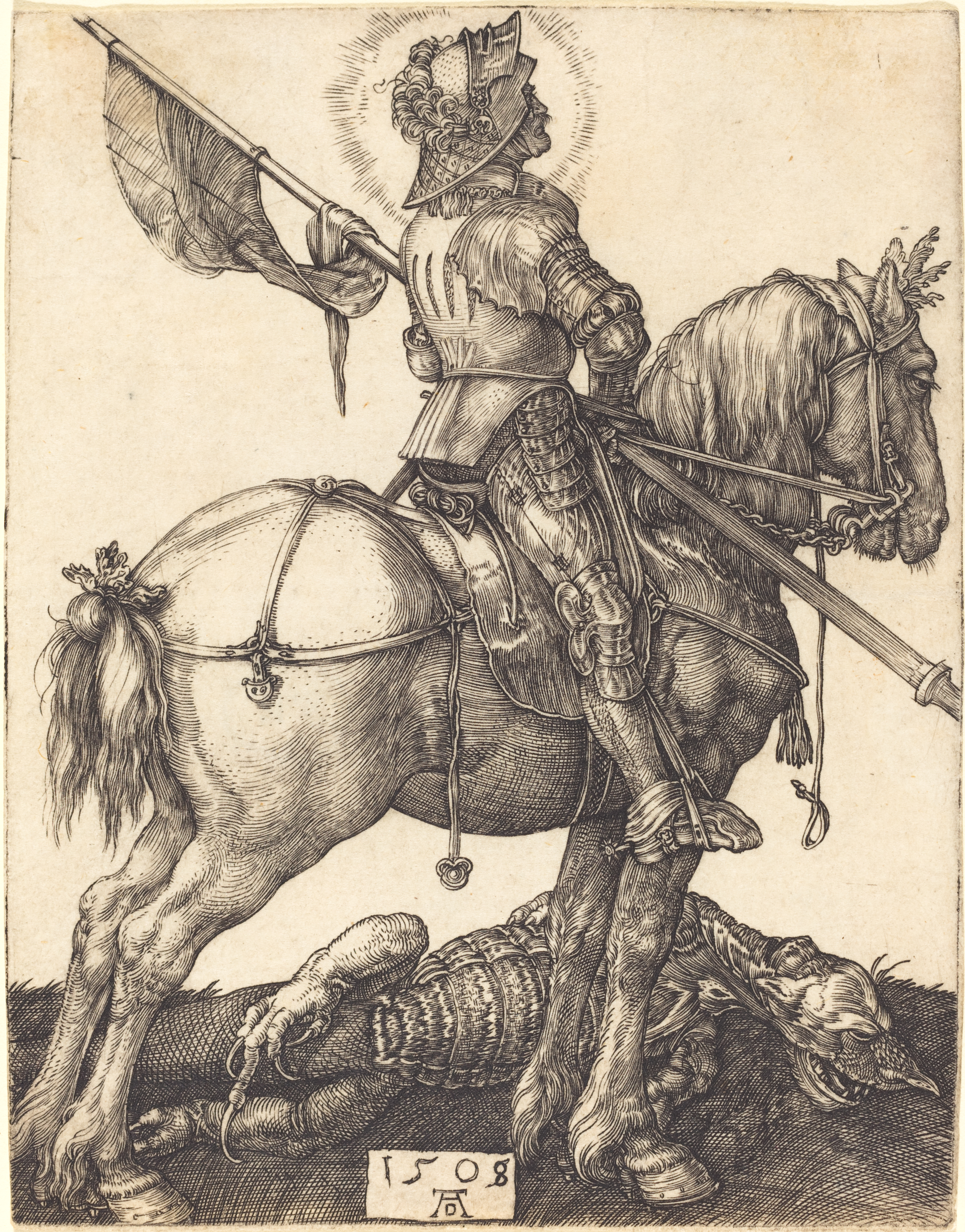
De Heilige Joris te paard naast de gedode draak 1508 Kopergravure 109 x 85 mm Bartsch 54
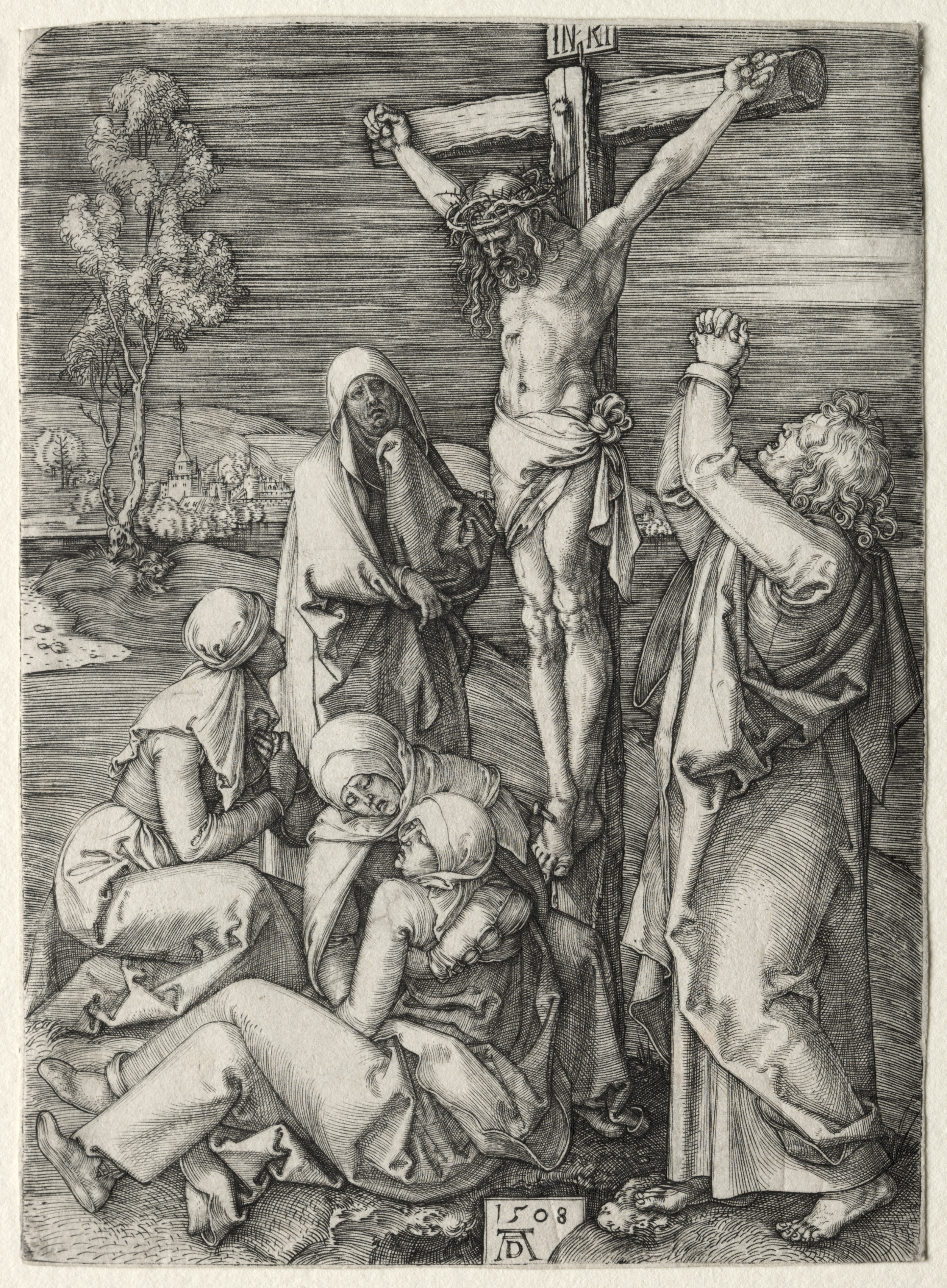
De kruisiging 1508 Kopergravure 134 × 98 mm Bartsch 24
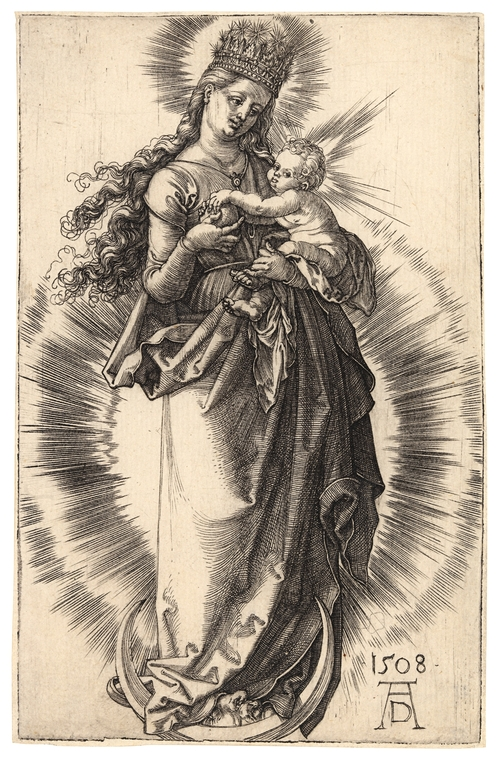
Maria, een sterrenkroon op het hoofd, met kind op de maansikkel[46] 1508 Kopergravure 116 x 74 mm Bartsch 31
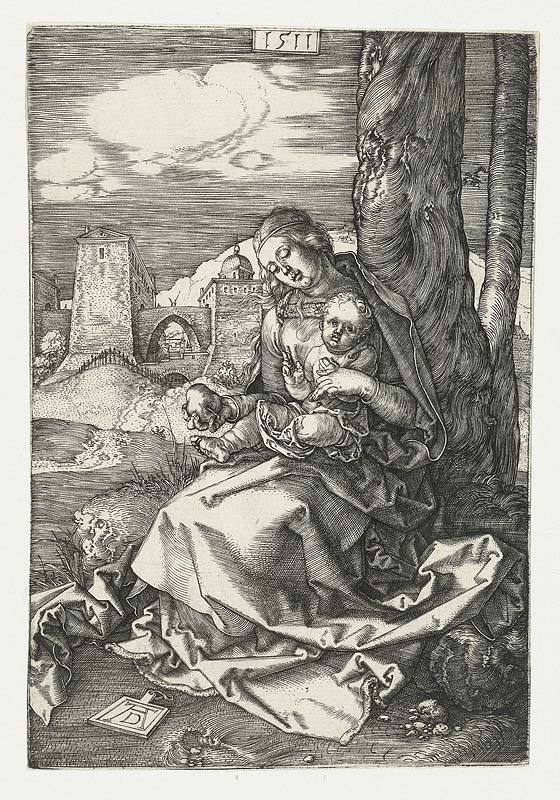
Maria met kind en een peer 1511 Kopergravure 160 x 107 mm Bartsch 41
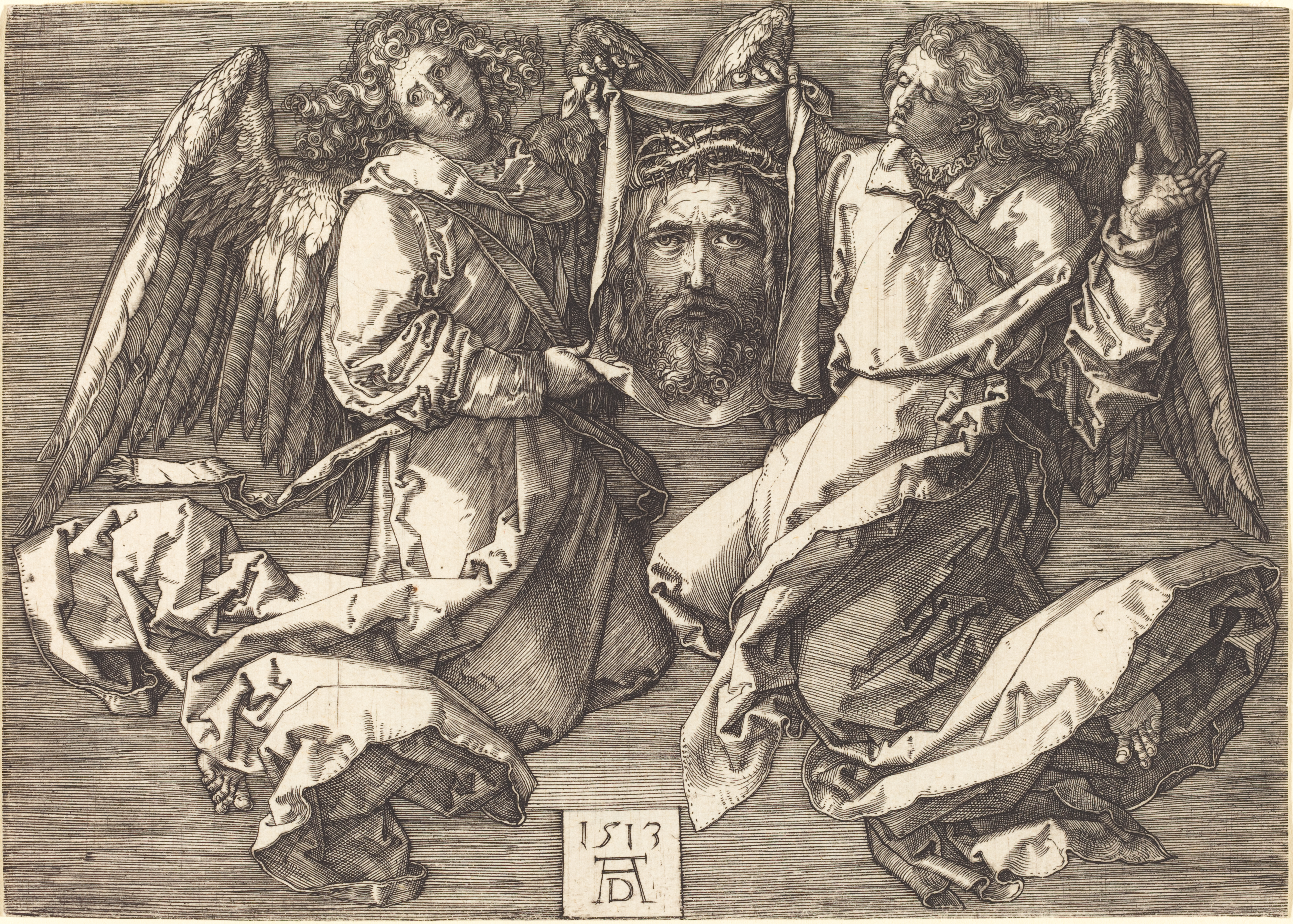
Twee engelen met de zweetdoek 1513 Kopergravure 100 x 139 mm Bartsch 25
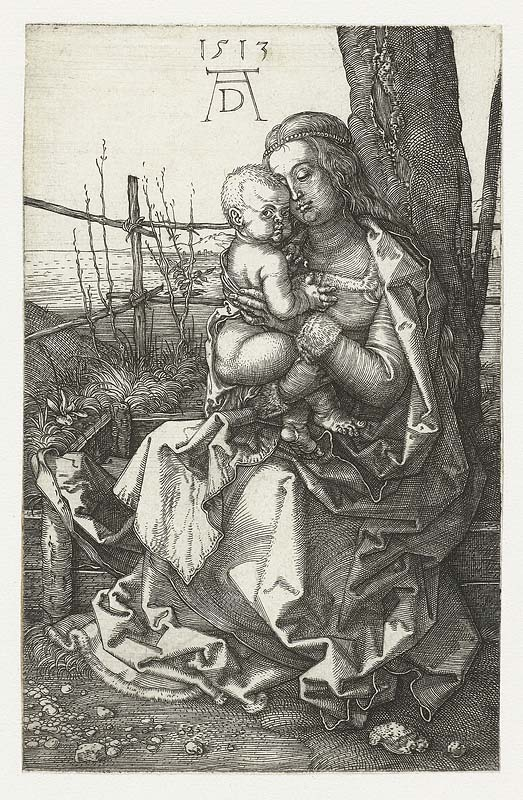
Maria met kind bij een boom 1513 Kopergravure 117 x 75 mm Bartsch 35
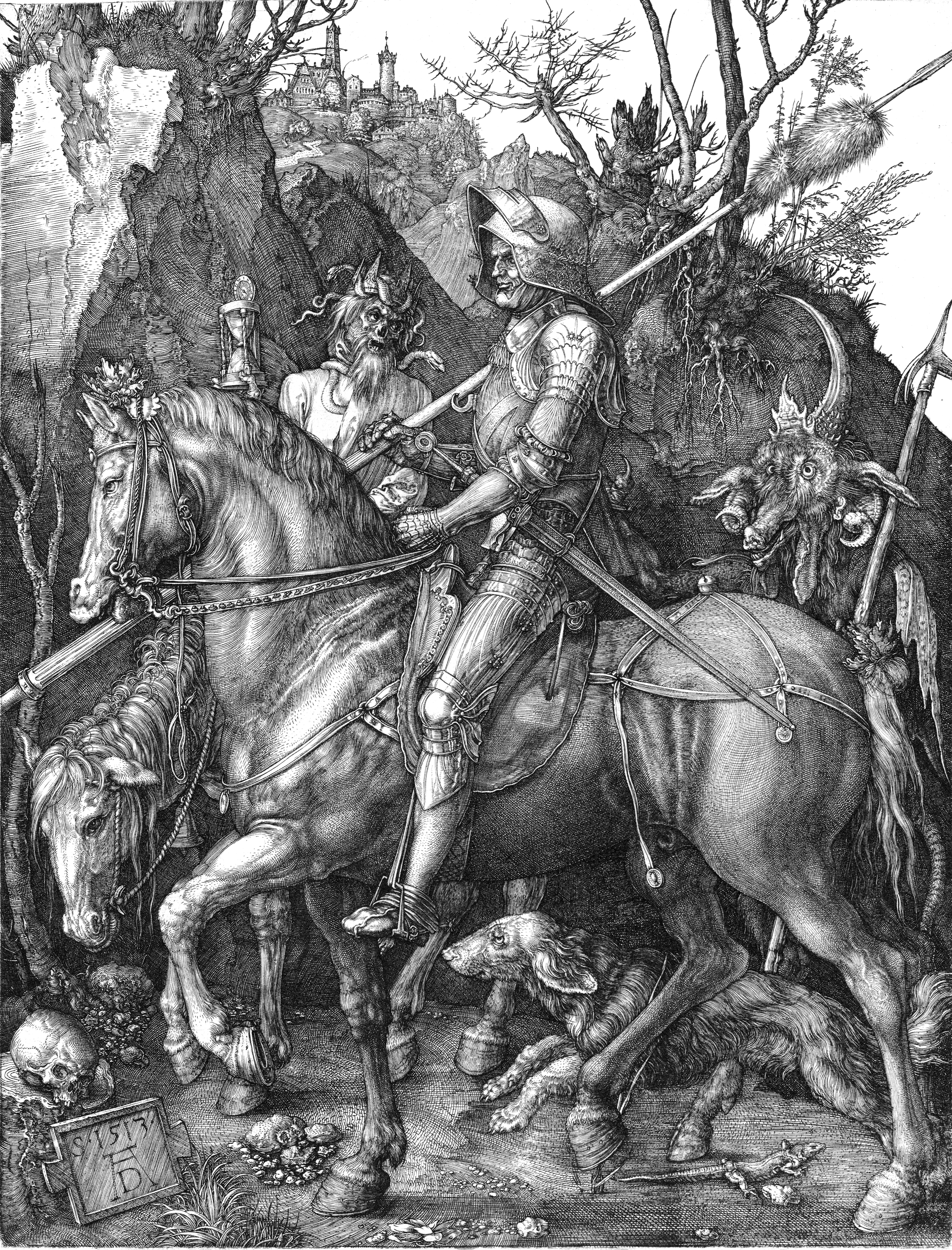
Ridder, Dood en Duivel 1513 Kopergravure 246 x 188 mm Bartsch 98
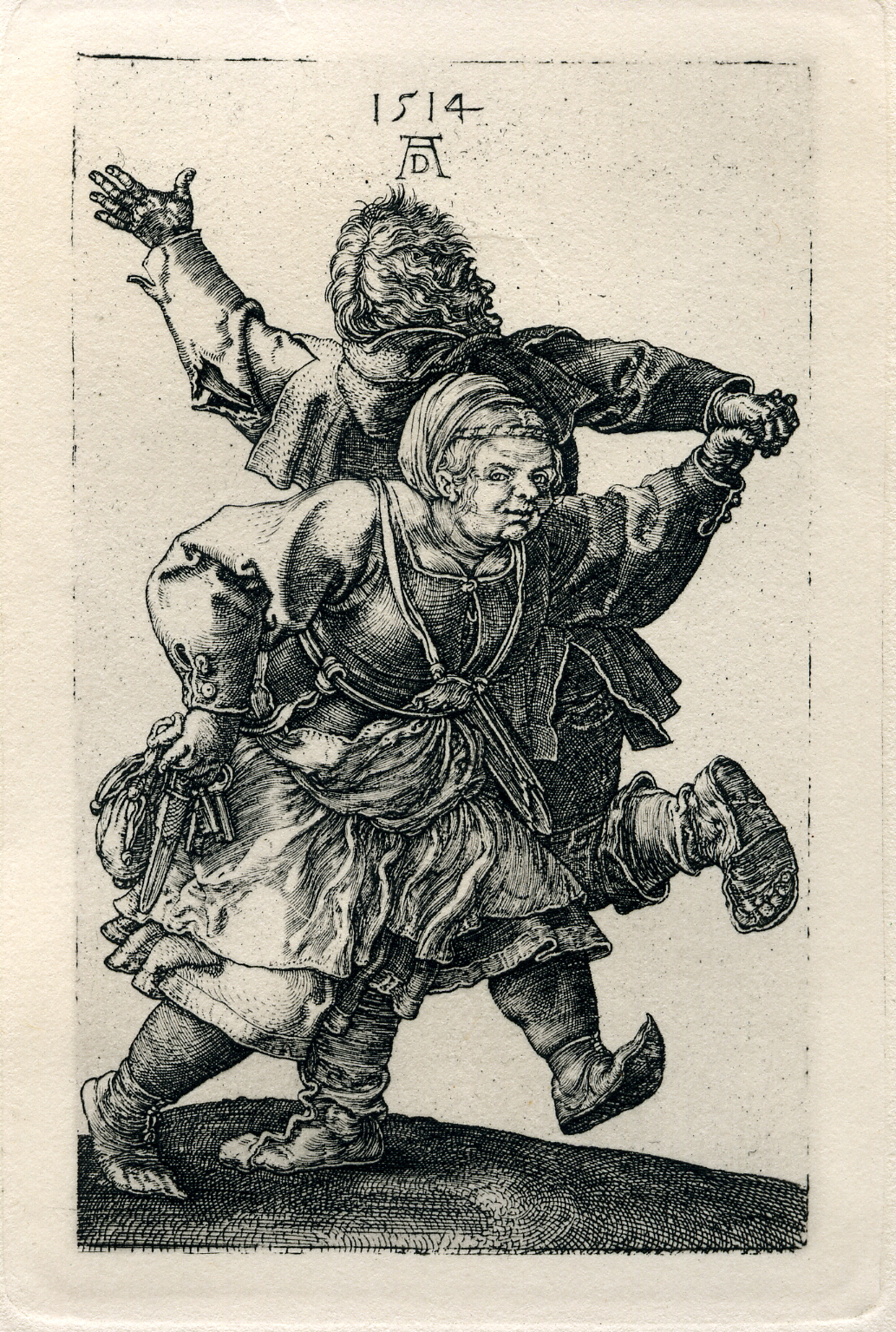
Dansend boerenpaar 1514 Kopergravure 117 x 74 mm Bartsch 90
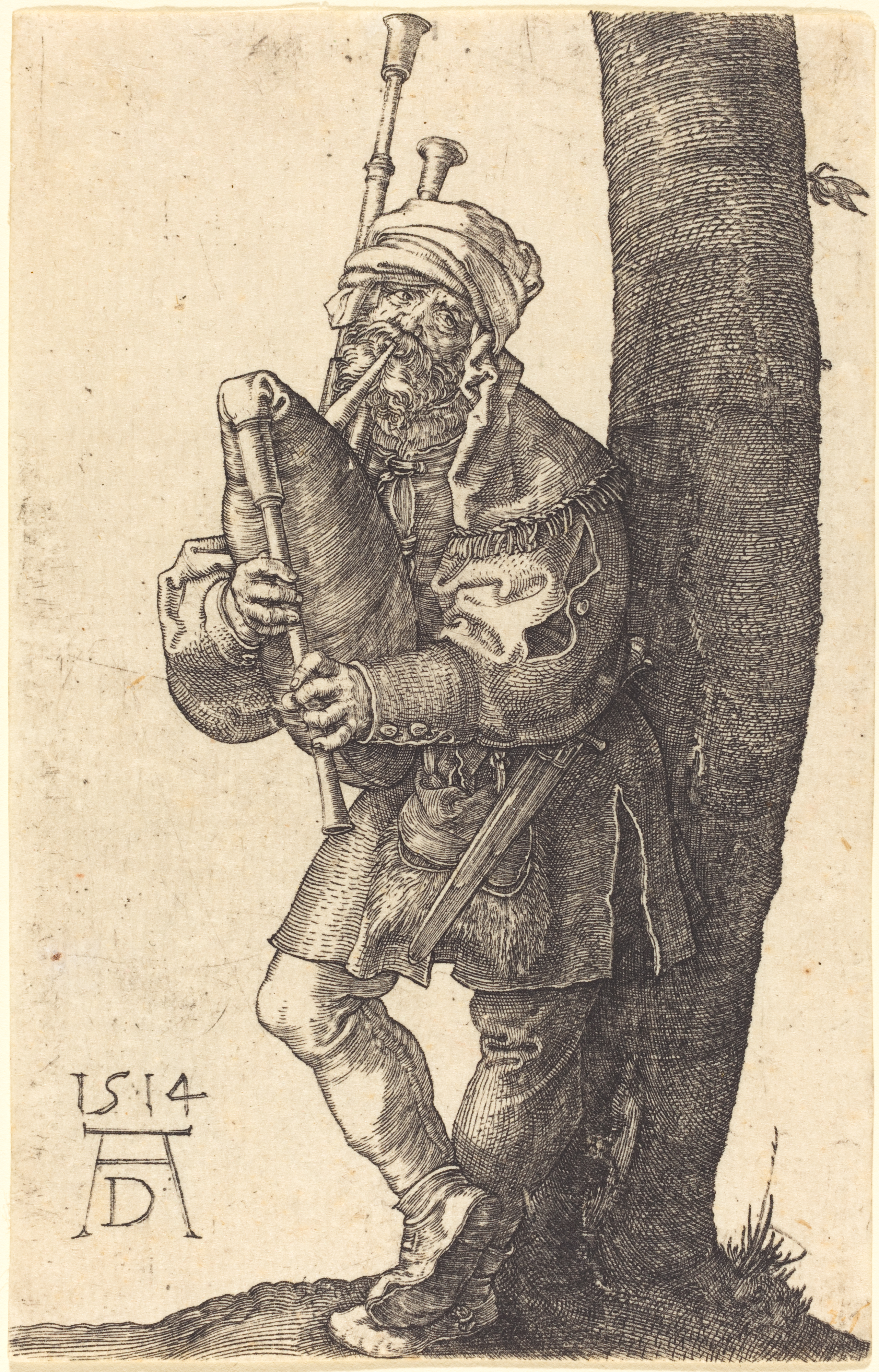
De doedelzakspeler 1514 Kopergravure 166 x 74 mm Bartsch 91
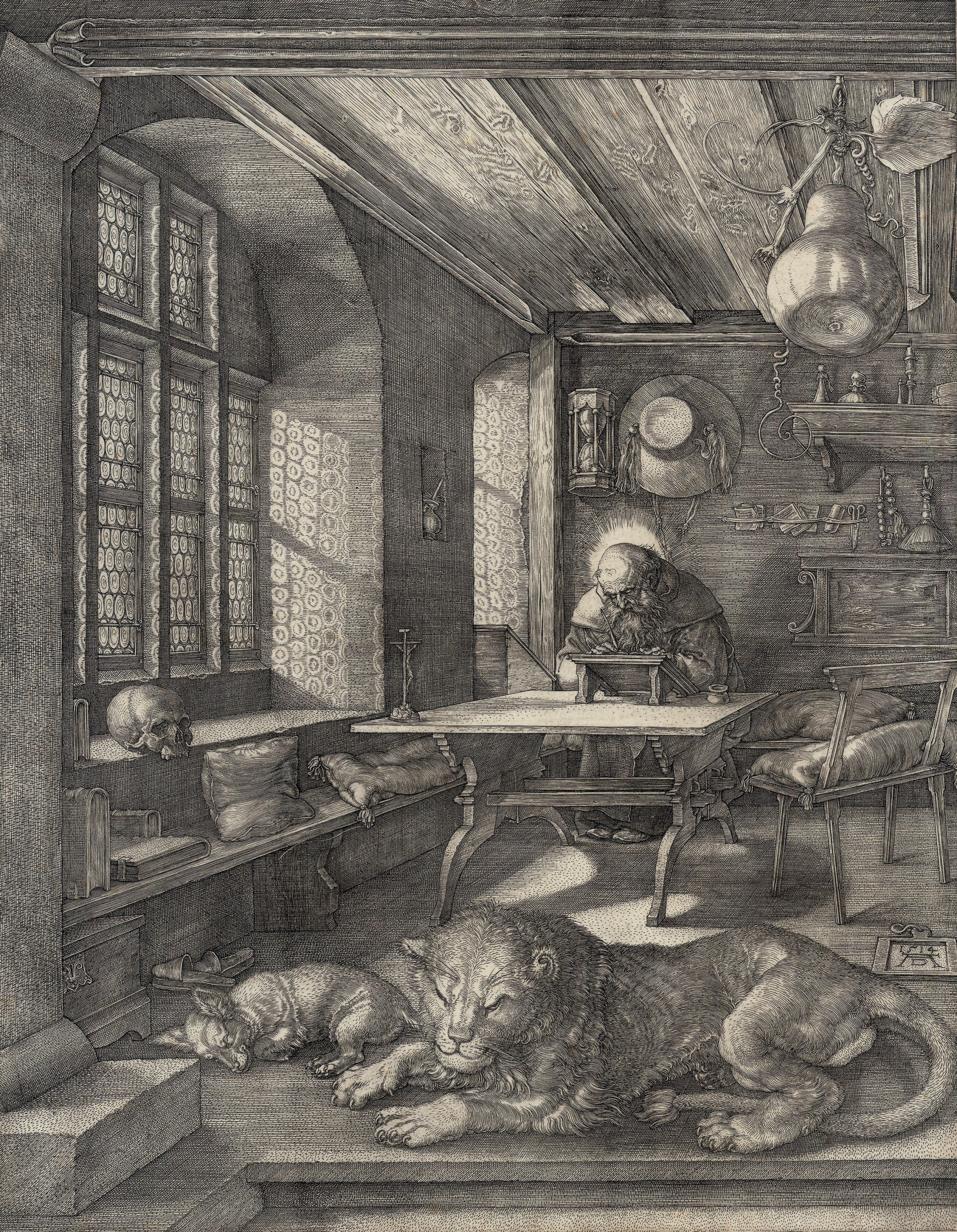
De Heilige Hiëronymus in zijn studeervertrek 1514 Kopergravure 244 x 187 mm Bartsch 60
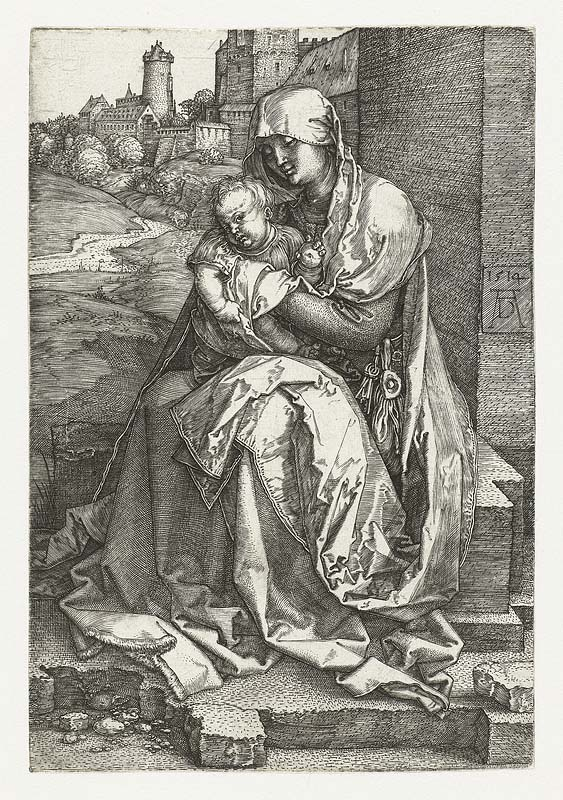
Maria met kind bij een muur 1514 Kopergravure 147 x 101 mm Bartsch 40
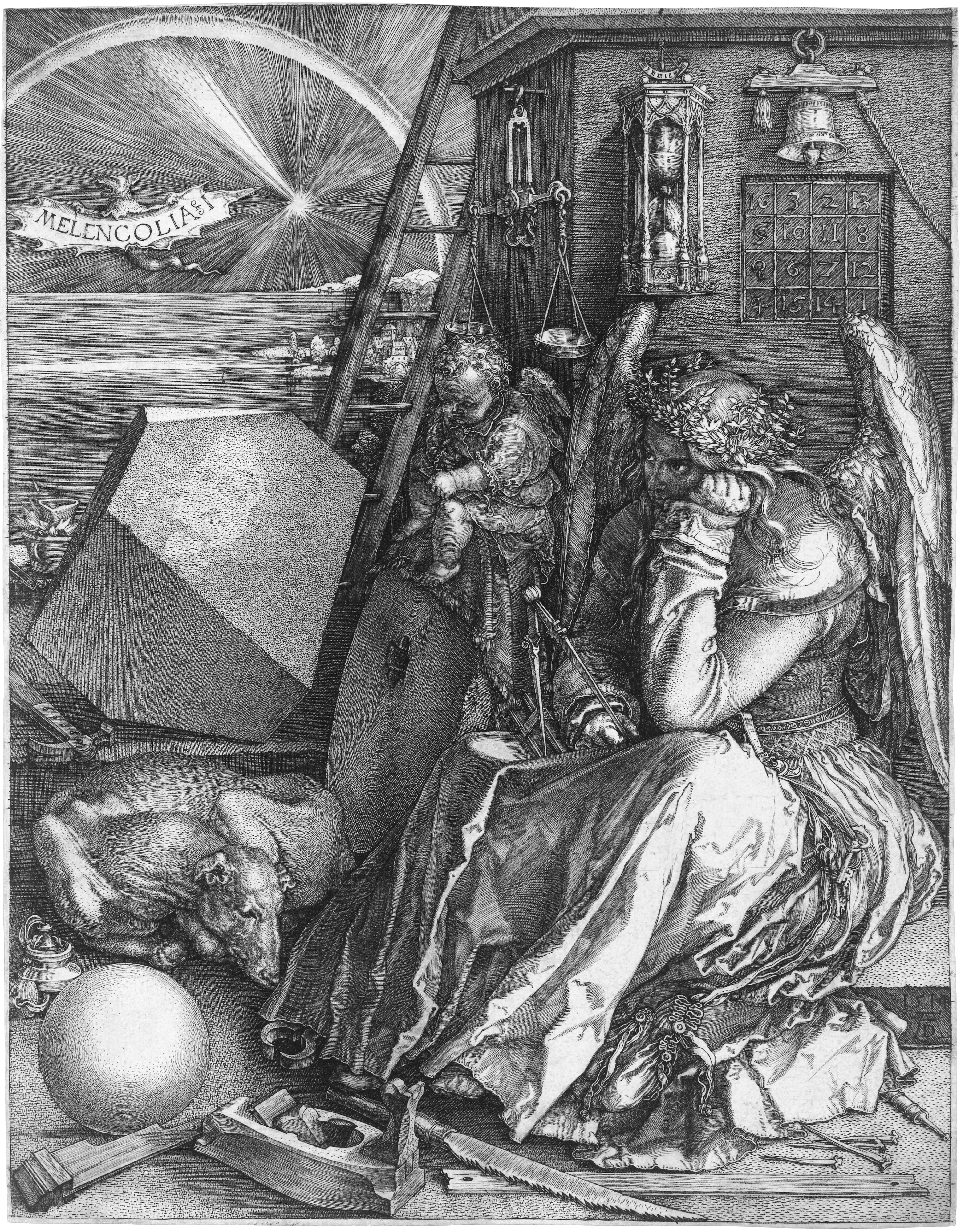
Melencolia I 1514 Kopergravure 239 x 188 mm Bartsch 74
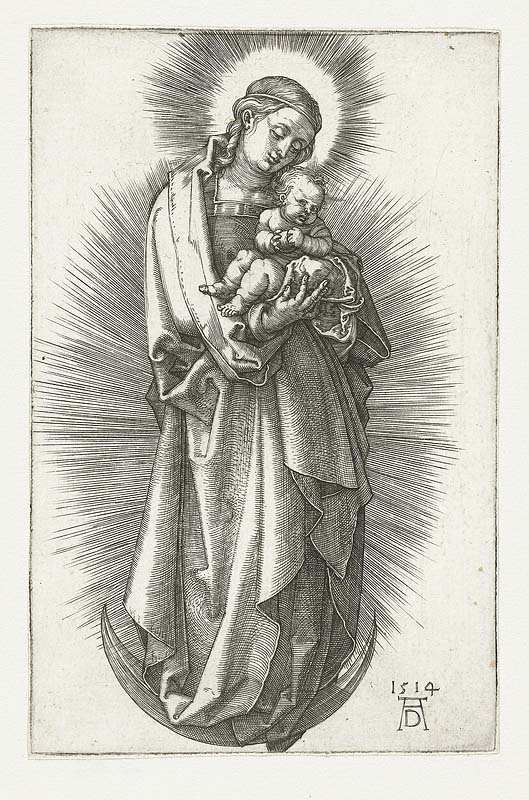
Maria met kind op de maansikkel Kopergravure 118 x 75 mm Bartsch 33
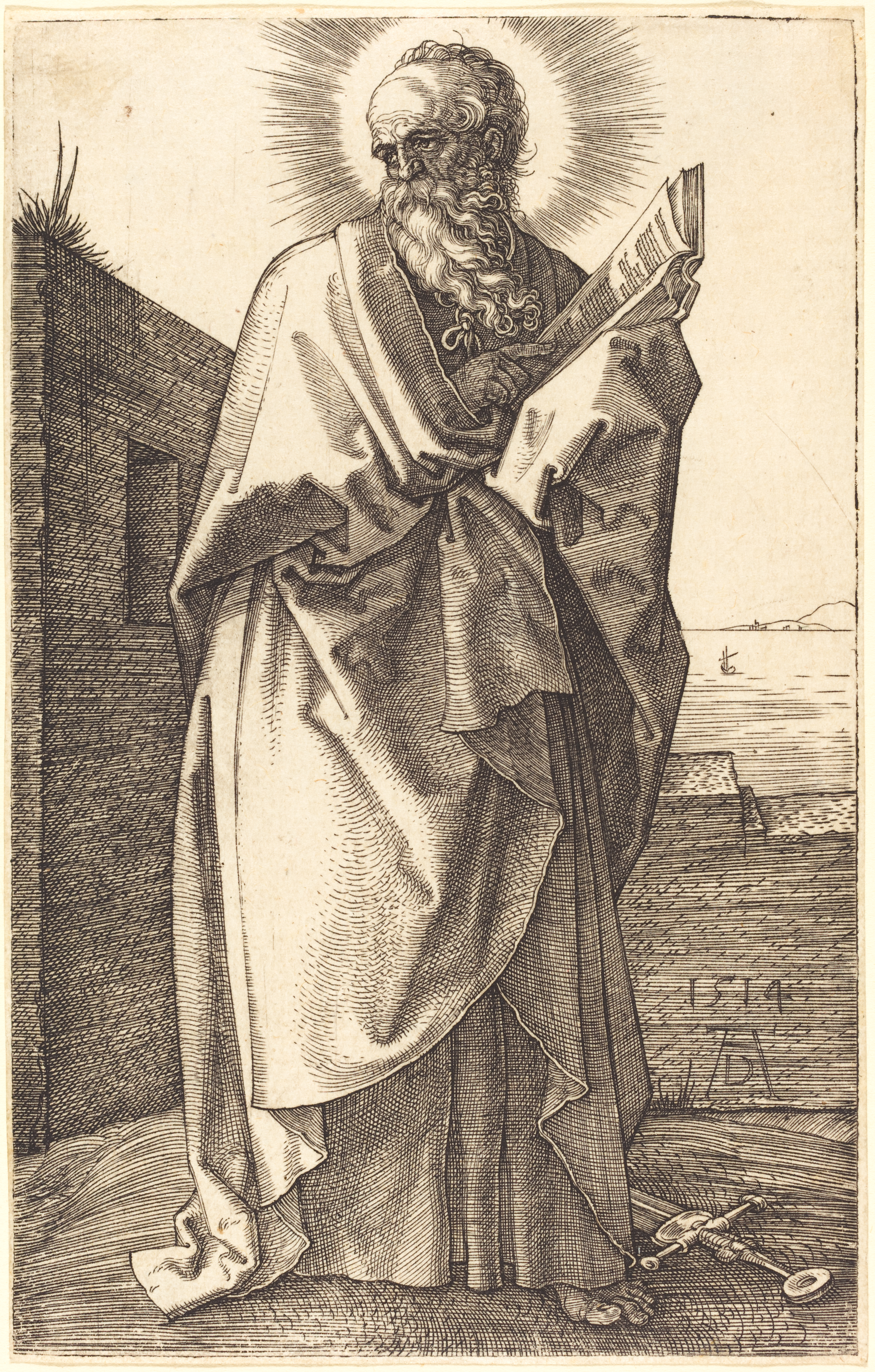
De apostel Paulus 1514 Kopergravure 118 x 74 mm Bartsch 50
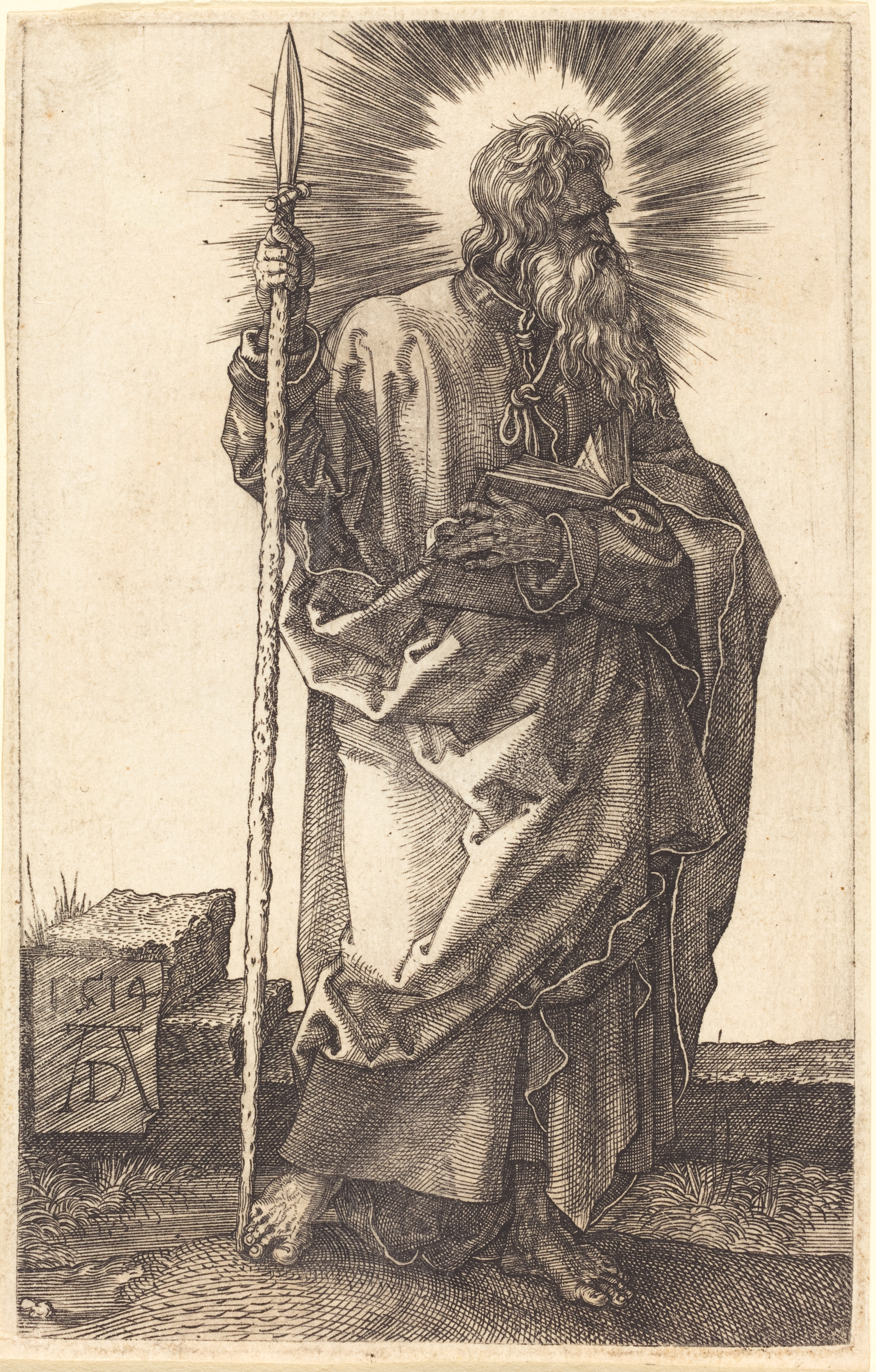
De apostel Thomas 1514 Kopergravure 117 x 75 mm Bartsch 48
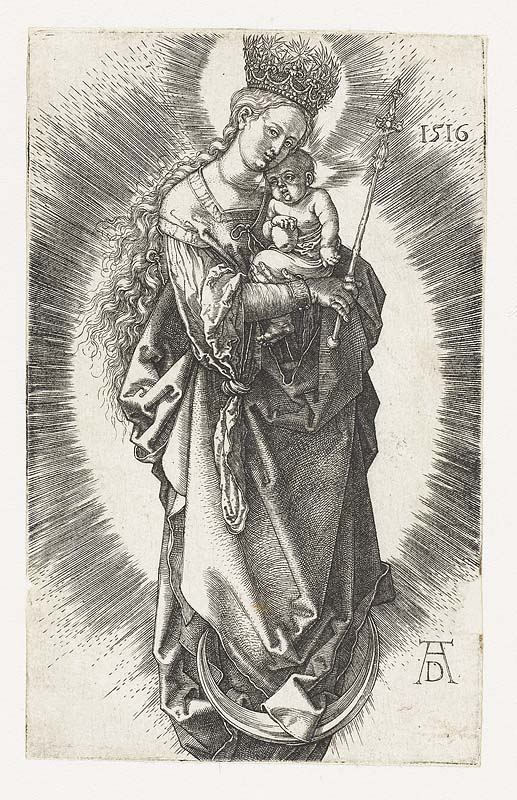
Maria, een sterrenkroon op het hoofd en een scepter in de hand, met kind op de maansikkel 1516 Kopergravure 118 x 74 mm Bartsch 32
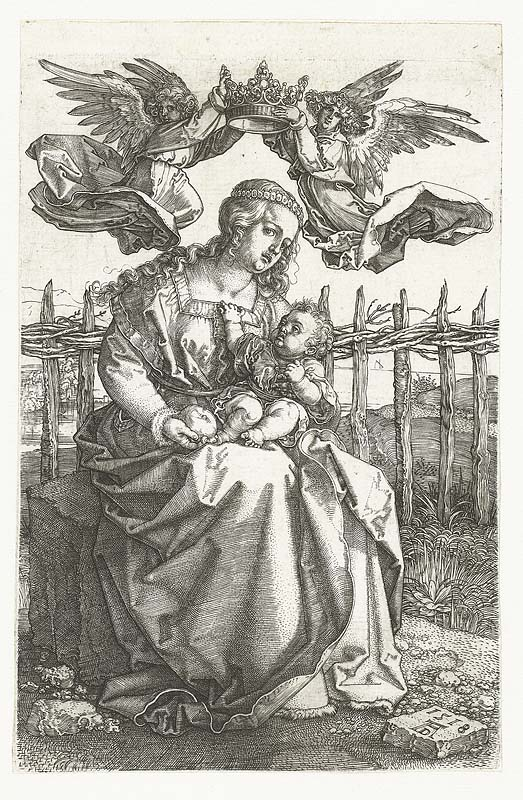
Maria met kind gekroond door twee engelen 1518 Kopergravure 155 x 101 mm Bartsch 39
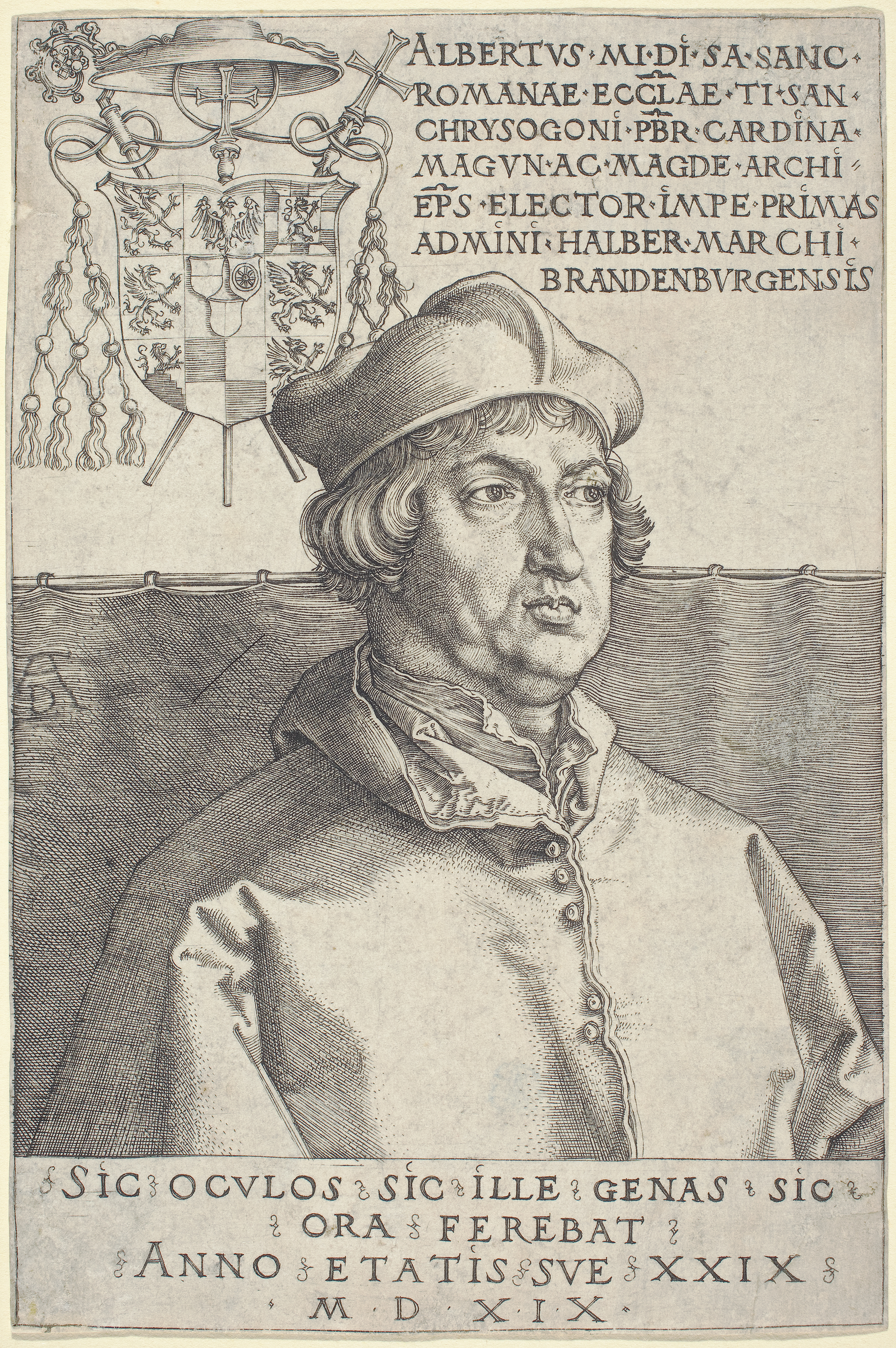
Portret van kardinaal Albert van Brandenburg op 29-jarige leeftijd 1519 Kopergravure 146 x 96 mm Bartsch 102
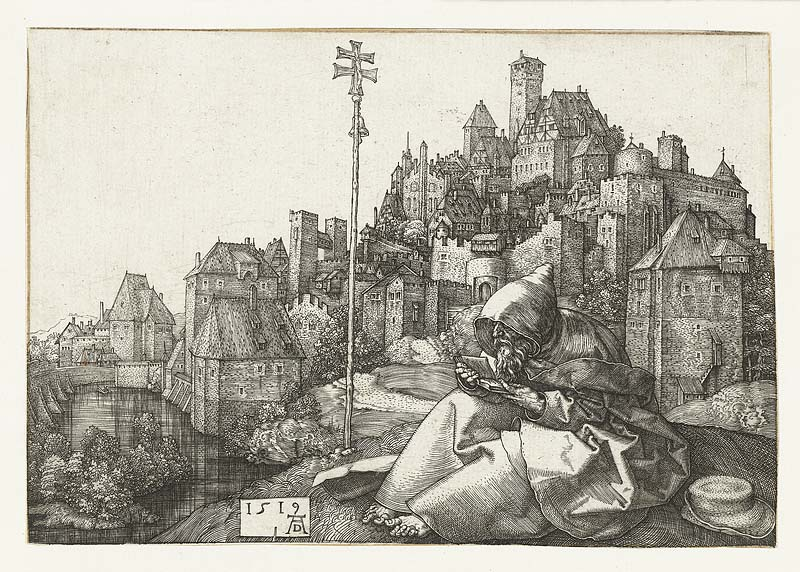
De Heilige Antonius voor een stad 1519 Kopergravure 98 x 142 mm Bartsch 58
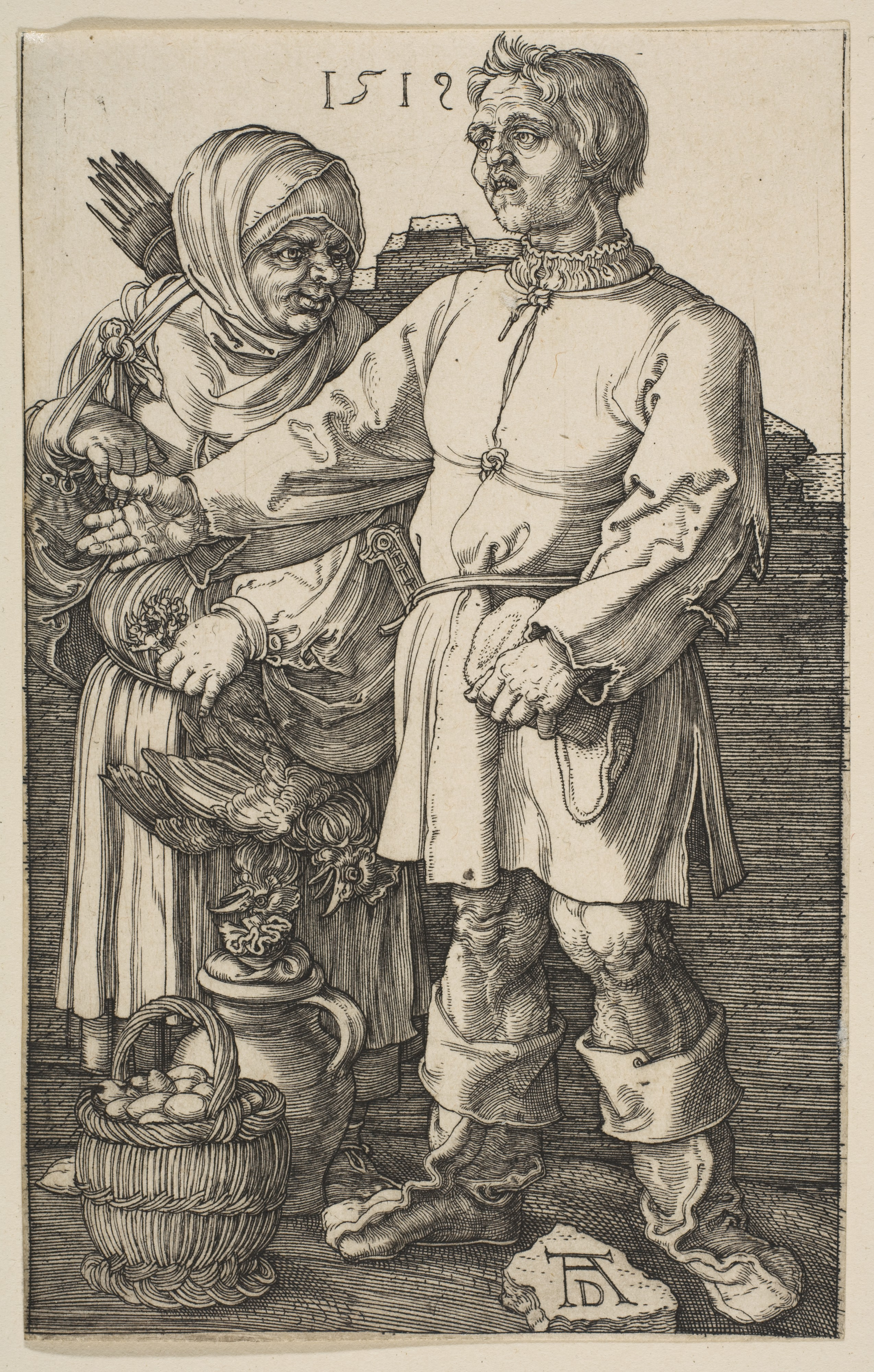
Boerenpaar op de markt 1519 Kopergravure 116 x 73 Bartsch 89
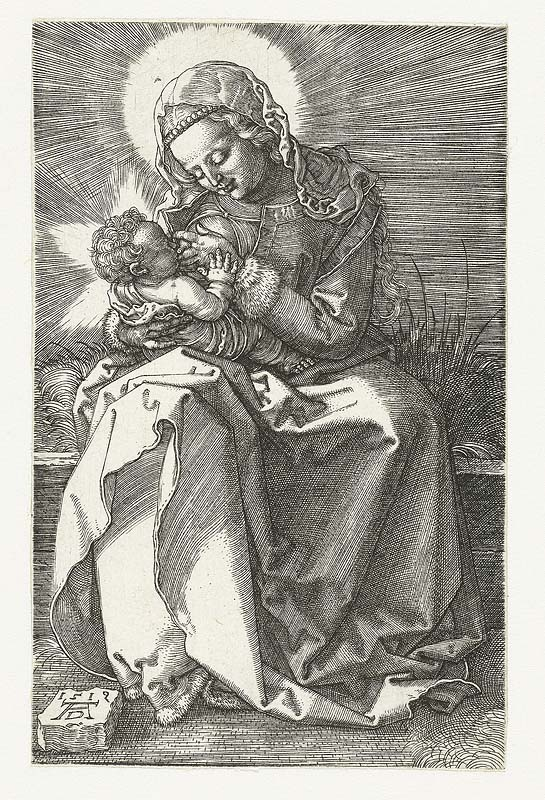
Maria met kind aan de borst 1519 Kopergravure 117 x 74 mm Bartsch 36
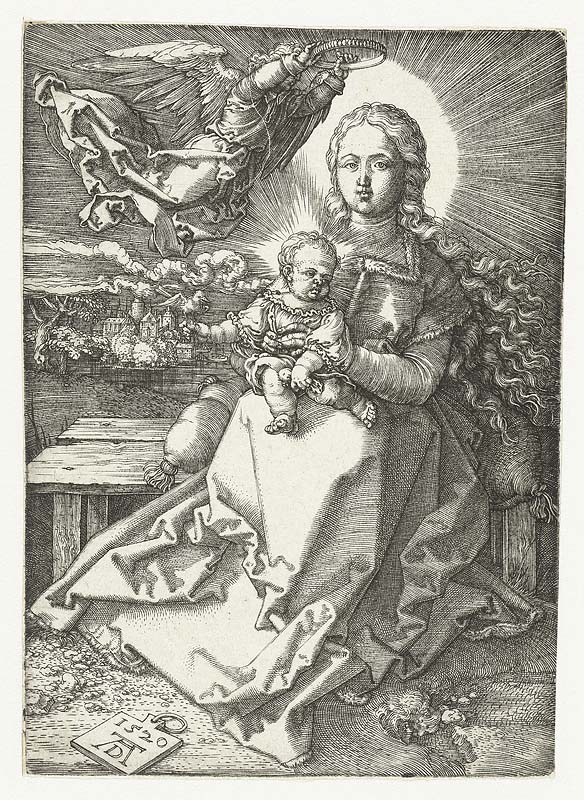
Maria met kind gekroond door een engel 1520 Kopergravure 138 x 99 mm Bartsch 37
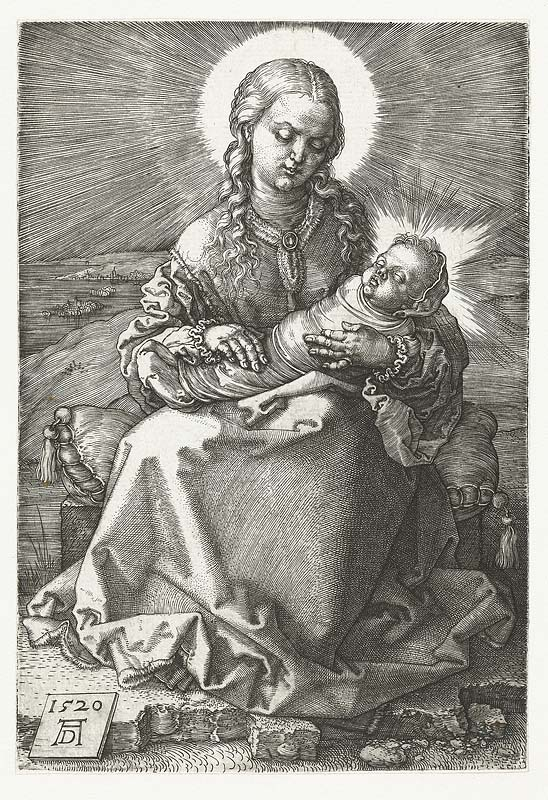
Maria met ingebakerd kind 1520 Kopergravure 141 x 96 mm Bartsch 38

- Maria met kind en een peer[47]
1511
Kopergravure
160 x 107 mm
Bartsch 41
- Twee engelen met de zweetdoek[48]
1513
Kopergravure
100 x 139 mm
Bartsch 25
- Maria met kind bij een boom[49]
1513
Kopergravure
117 x 75 mm
Bartsch 35
- Ridder, Dood en Duivel[50]
1513
Kopergravure
246 x 188 mm
Bartsch 98
- Dansend boerenpaar[51]
1514
Kopergravure
117 x 74 mm
Bartsch 90
- De doedelzakspeler[52]
1514
Kopergravure
166 x 74 mm
Bartsch 91
- De Heilige Hiëronymus in zijn studeervertrek[53]
1514
Kopergravure
244 x 187 mm
Bartsch 60
- Maria met kind bij een muur[54]
1514
Kopergravure
147 x 101 mm
Bartsch 40
- Melencolia I[noot 2]
1514
Kopergravure
239 x 188 mm
Bartsch 74
- Maria met kind op de maansikkel[55]
Kopergravure
118 x 75 mm
Bartsch 33
- De apostel Paulus[56]
1514
Kopergravure
118 x 74 mm
Bartsch 50
- De apostel Thomas[57]
1514
Kopergravure
117 x 75 mm
Bartsch 48
- Maria, een sterrenkroon op het hoofd en een scepter in de hand, met kind op de maansikkel[58]
1516
Kopergravure
118 x 74 mm
Bartsch 32
- Maria met kind gekroond door twee engelen[59]
1518
Kopergravure
155 x 101 mm
Bartsch 39
- Portret van kardinaal Albert van Brandenburg op 29-jarige leeftijd[60]
1519
Kopergravure
146 x 96 mm
Bartsch 102
- De Heilige Antonius voor een stad[61]
1519
Kopergravure
98 x 142 mm
Bartsch 58
- Boerenpaar op de markt[62]
1519
Kopergravure
116 x 73
Bartsch 89
- Maria met kind aan de borst[63]
1519
Kopergravure
117 x 74 mm
Bartsch 36
- Maria met kind gekroond door een engel[64]
1520
Kopergravure
138 x 99 mm
Bartsch 37
- Maria met ingebakerd kind[65]
1520
Kopergravure
141 x 96 mm
Bartsch 38

### Na de reis naar de Nederlanden (1521-1528)
- De Heilige Christoffel draagt het Christuskind (Naar rechts kijkend)[66]
1521
Kopergravure
118 x 75 mm
Bartsch 52
- De Heilige Christoffel draagt het Christuskind (Naar links kijkend)[67]
1521
Kopergravure
118 x 75 mm
Bartsch 51

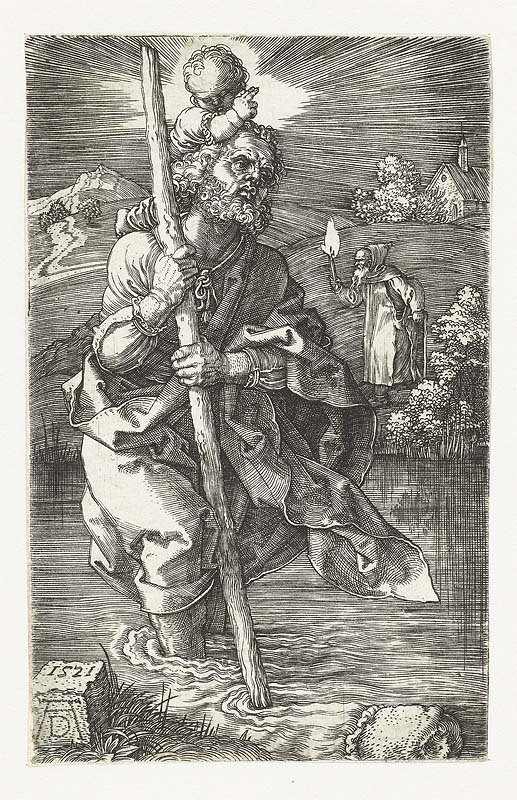
De Heilige Christoffel draagt het Christuskind (Naar rechts kijkend) 1521 Kopergravure 118 x 75 mm Bartsch 52
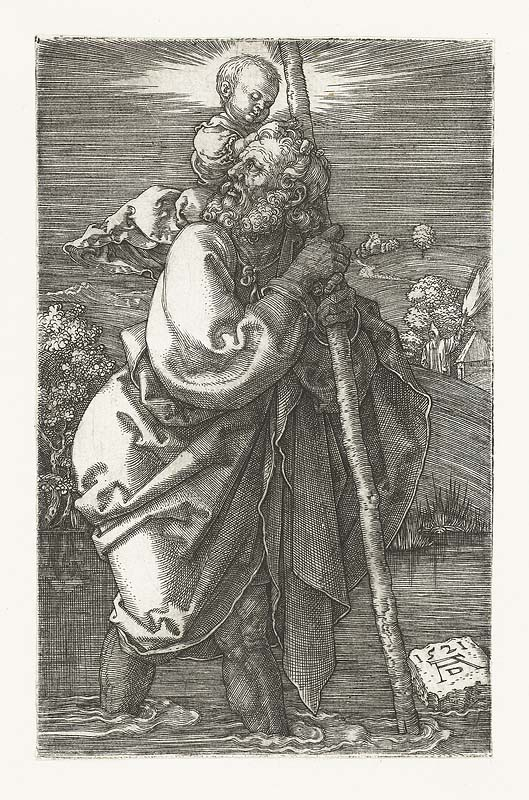
De Heilige Christoffel draagt het Christuskind (Naar links kijkend) 1521 Kopergravure 118 x 75 mm Bartsch 51
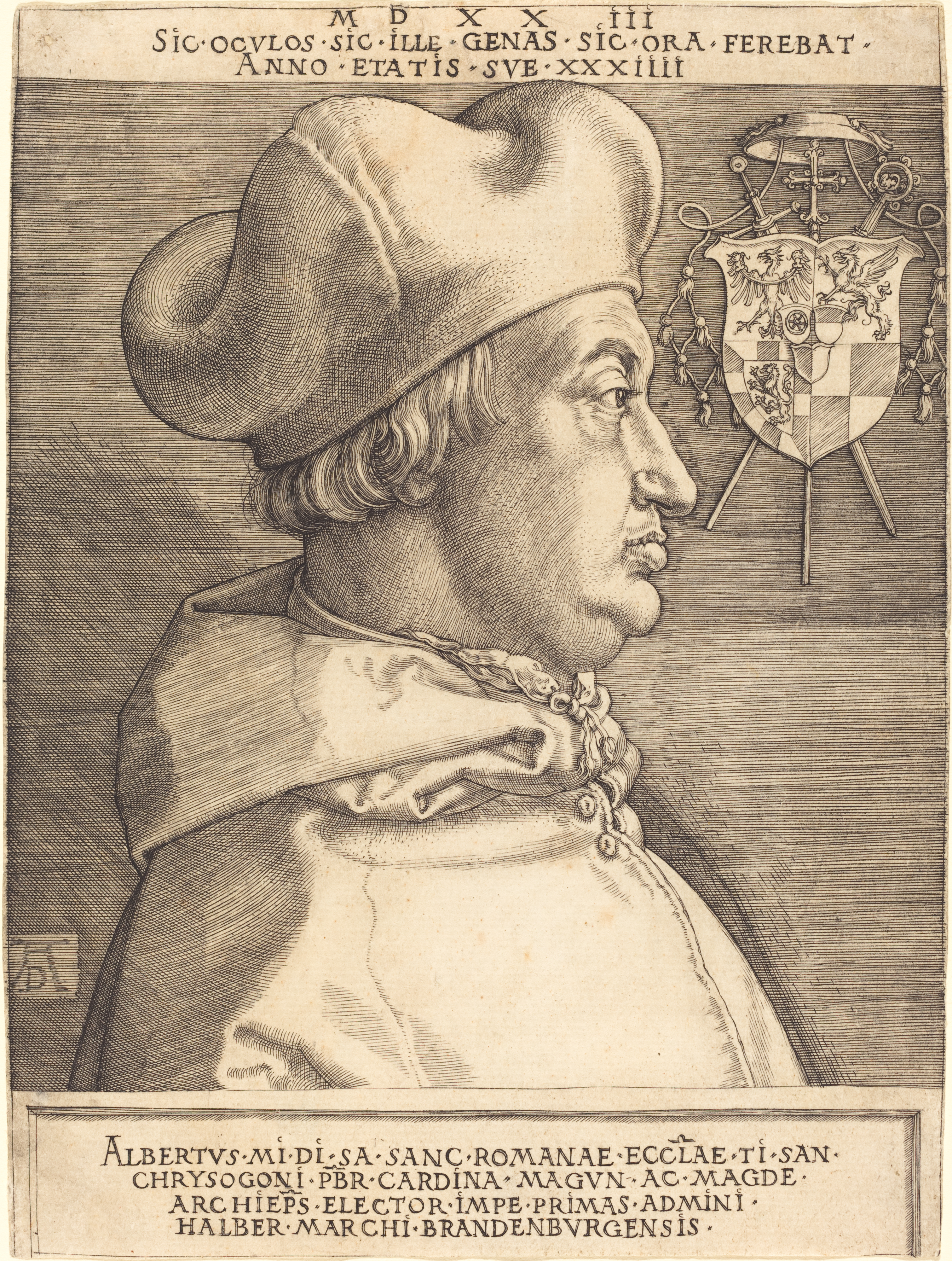
Portret van kardinaal Albert van Brandenburg op 34-jarige leeftijd[68] 1523 Kopergravure 174 x 126 mm Bartsch 103
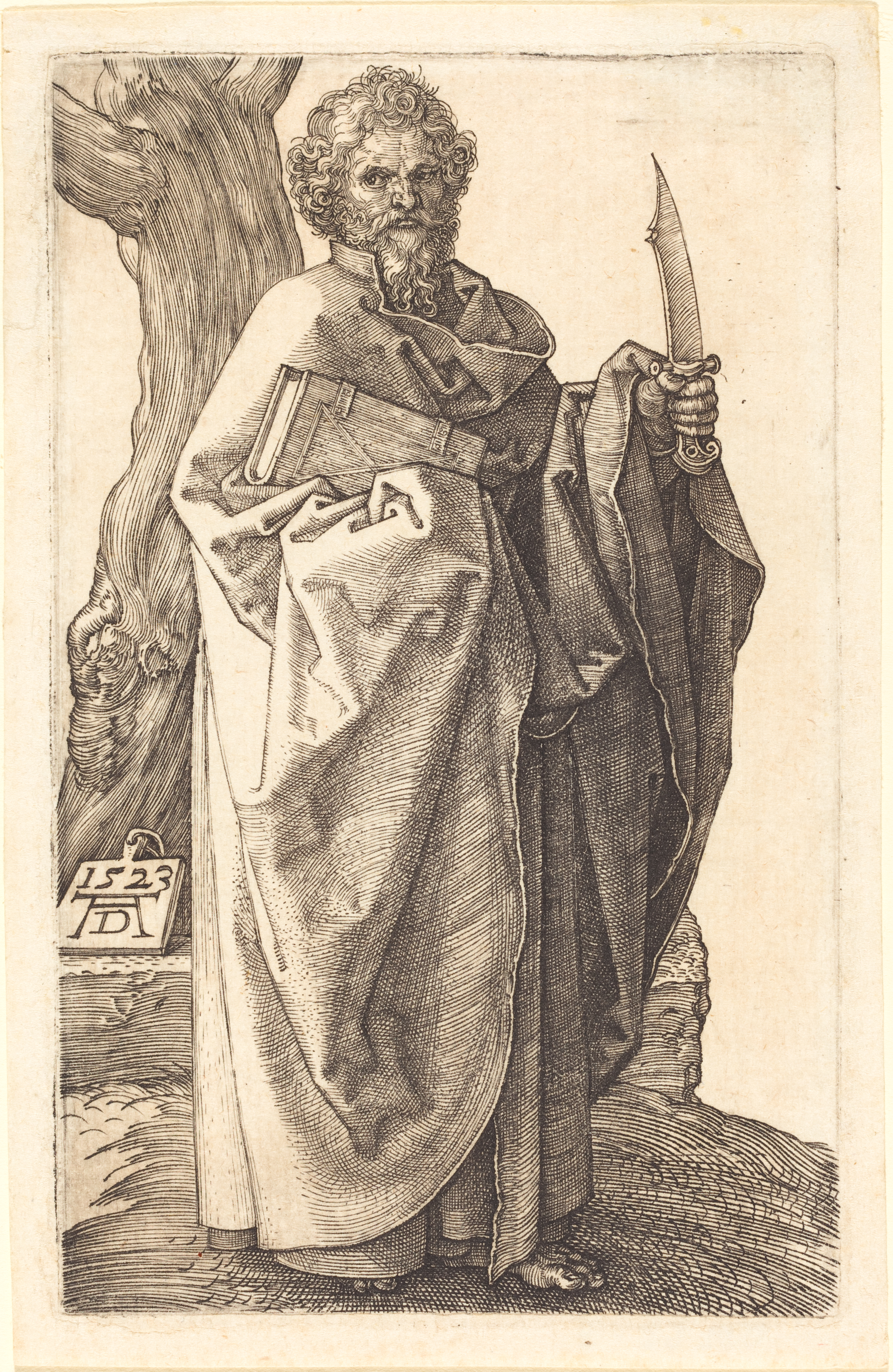
De apostel Bartholomeus 1523 Kopergravure 121 x 75 mm Bartsch 47
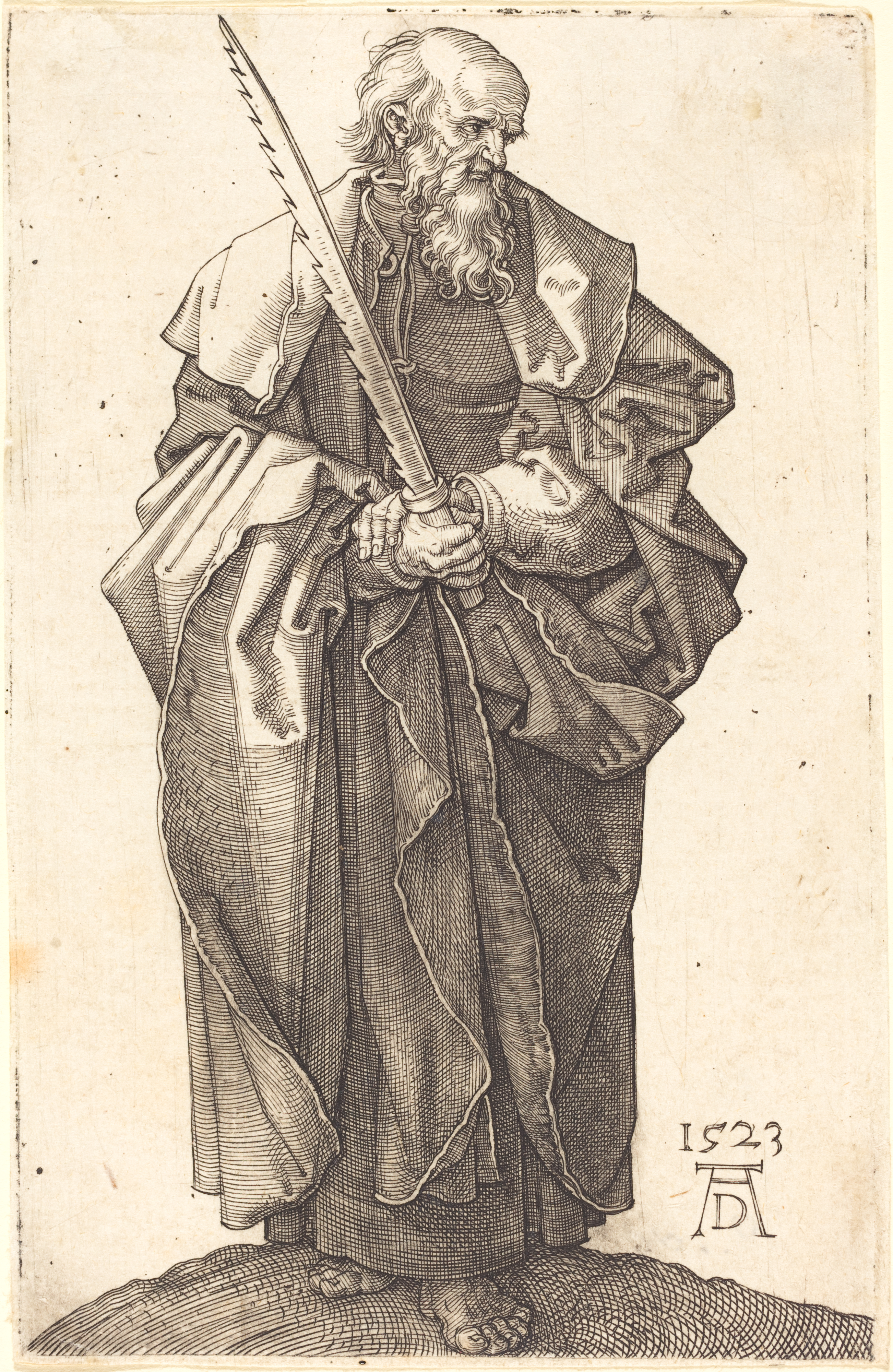
De apostel Simon 1523 Kopergravure 118 x 75 mm Bartsch 49
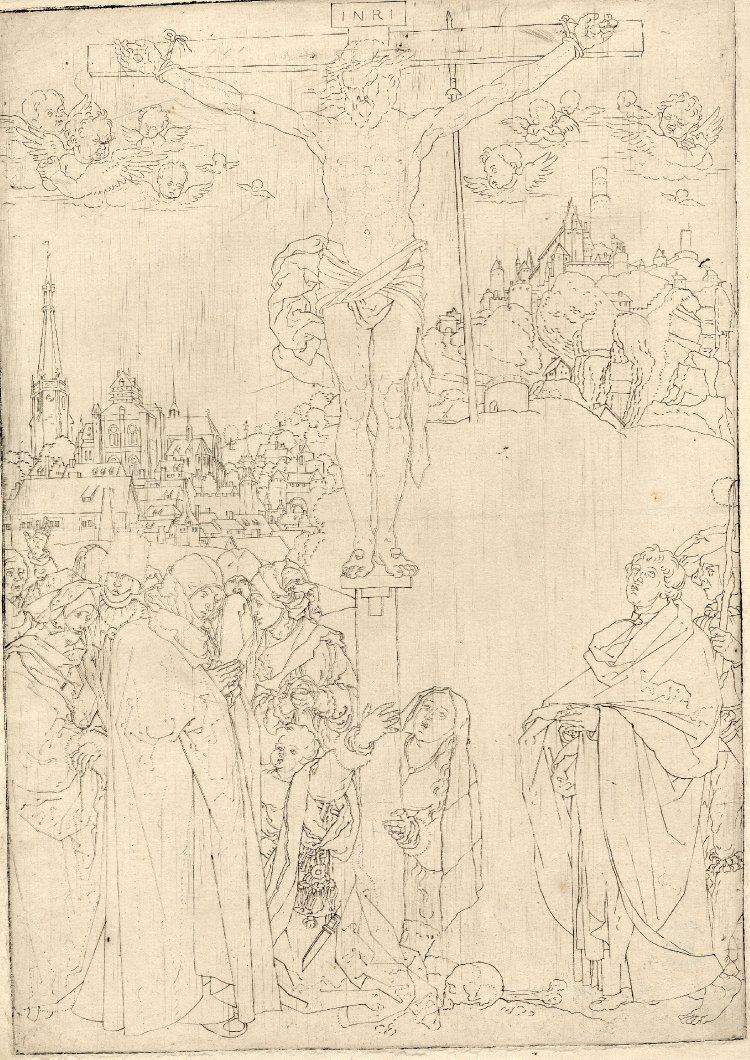
De kruisiging 1523 Kopergravure 318 x 225 mm
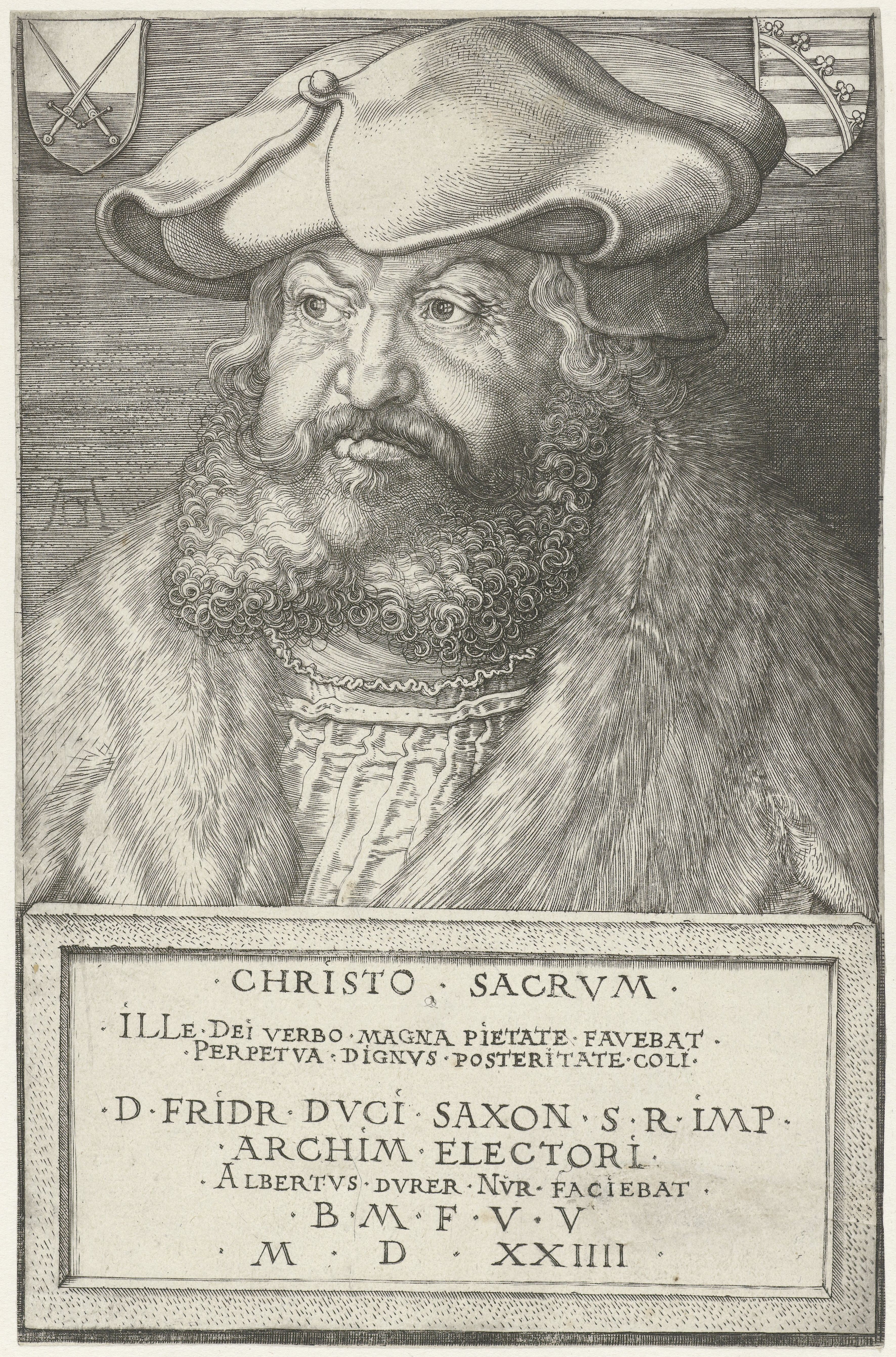
Portret van Frederik III de Wijze, keurvorst van Saksen 1524 Kopergravure 193 x 126 mm Bartsch 104
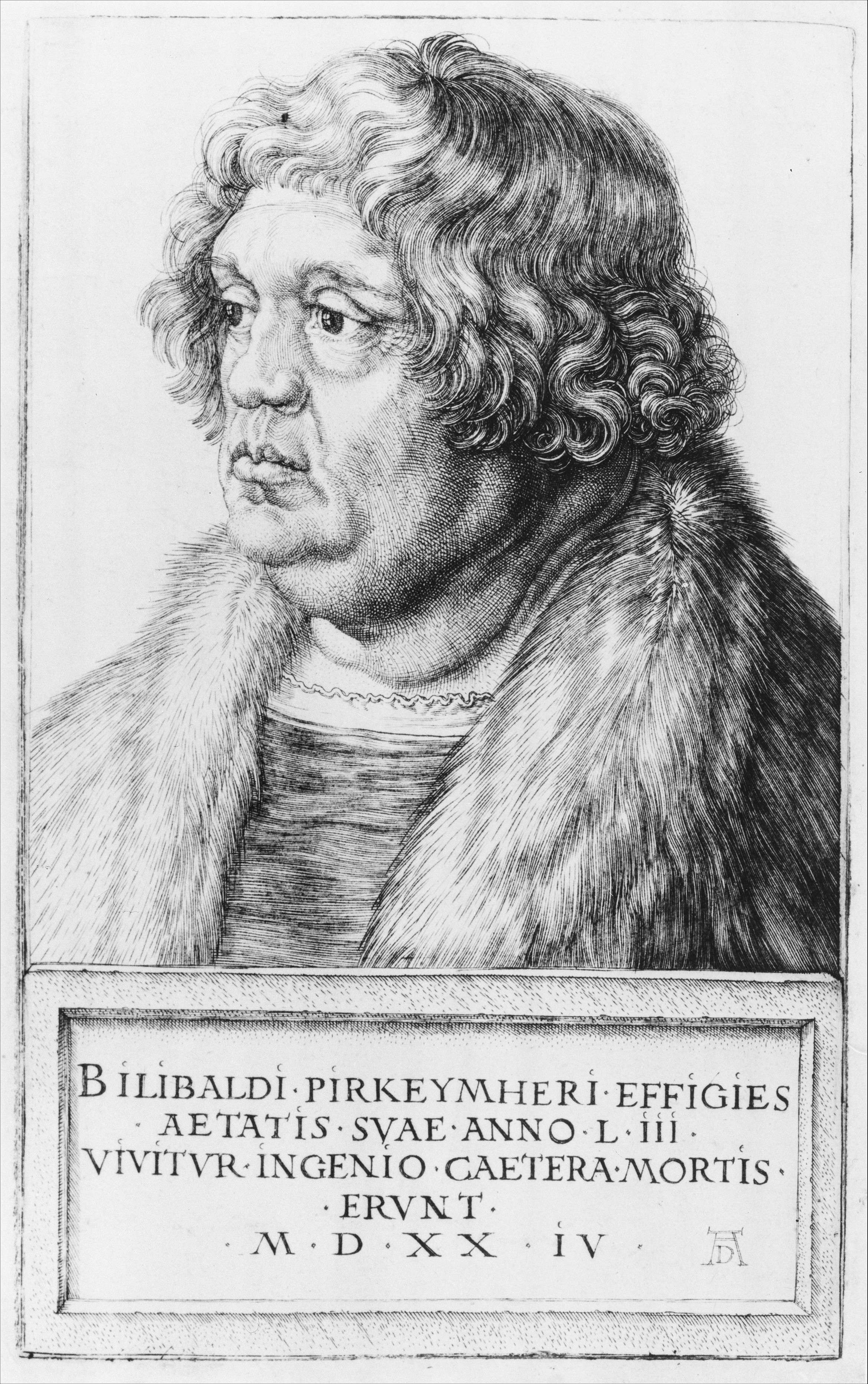
Portret van Willibald Pirckheimer 1524 Kopergravure 181 x 112 mm Bartsch 106
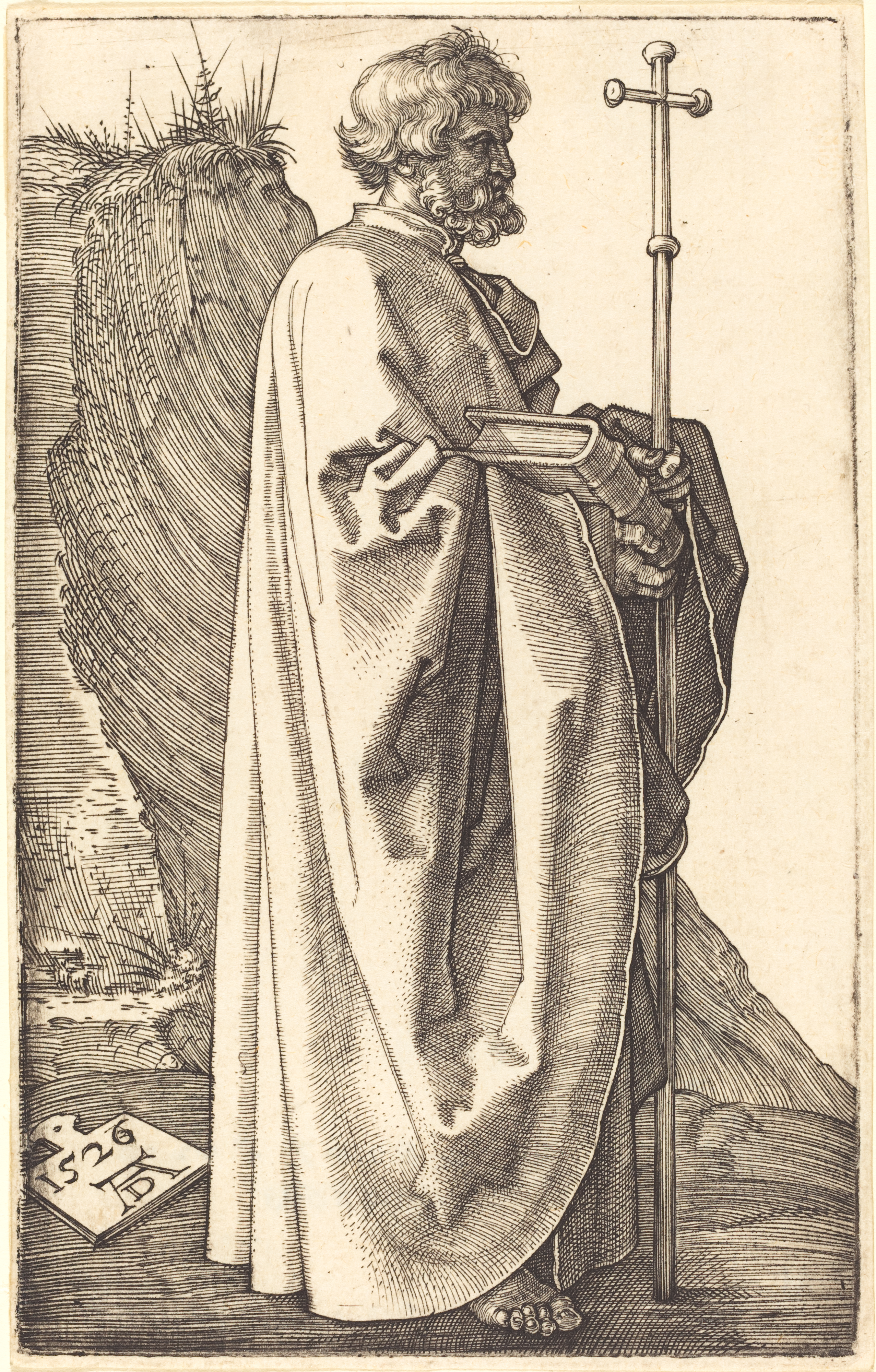
De apostel Philippus 1526 Kopergravure 122 x 76 mm Bartsch 46
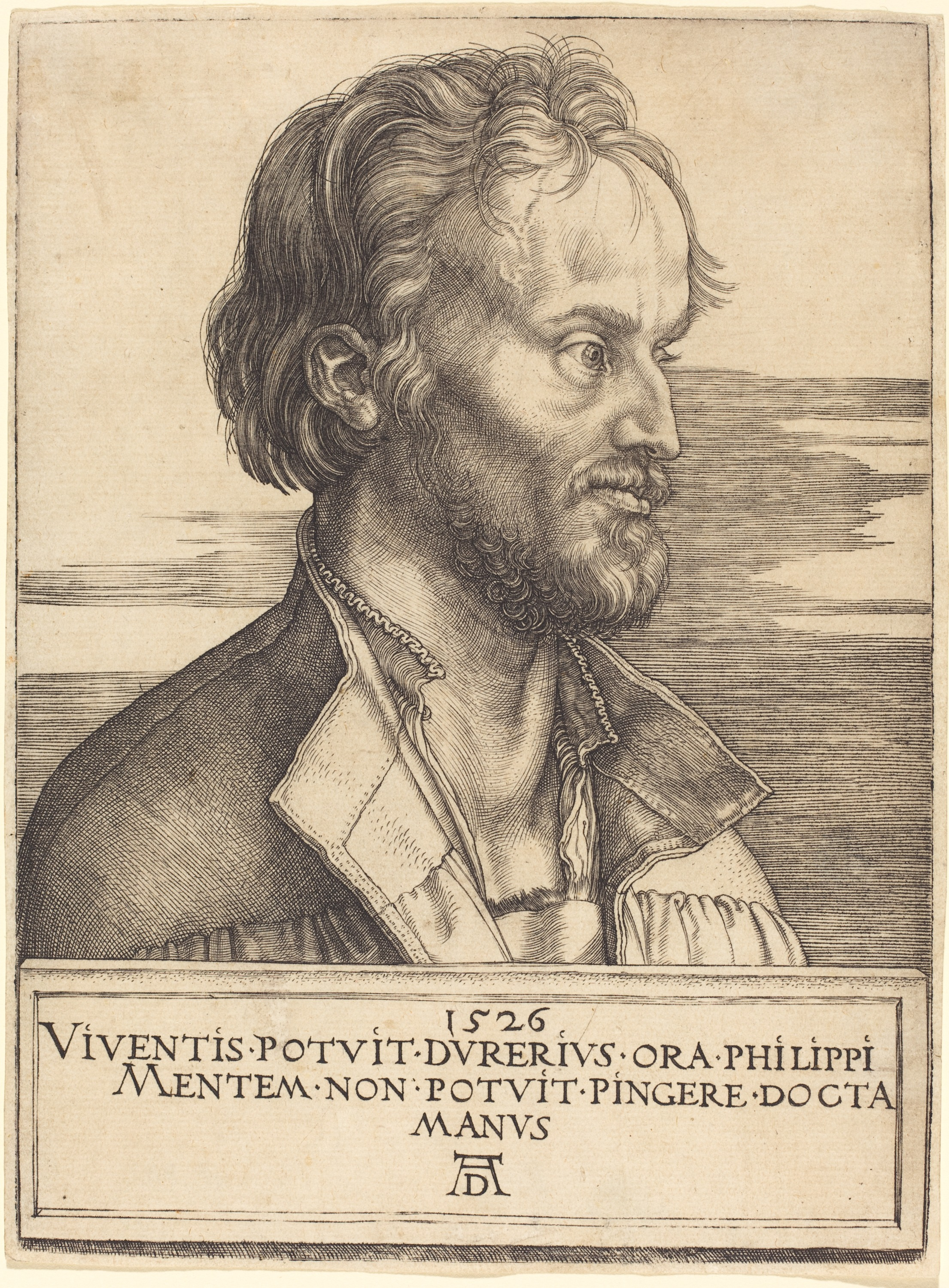
Portret van Philipp Melanchthon 1526 Kopergravure 174 x 127 mm Bartsch 105
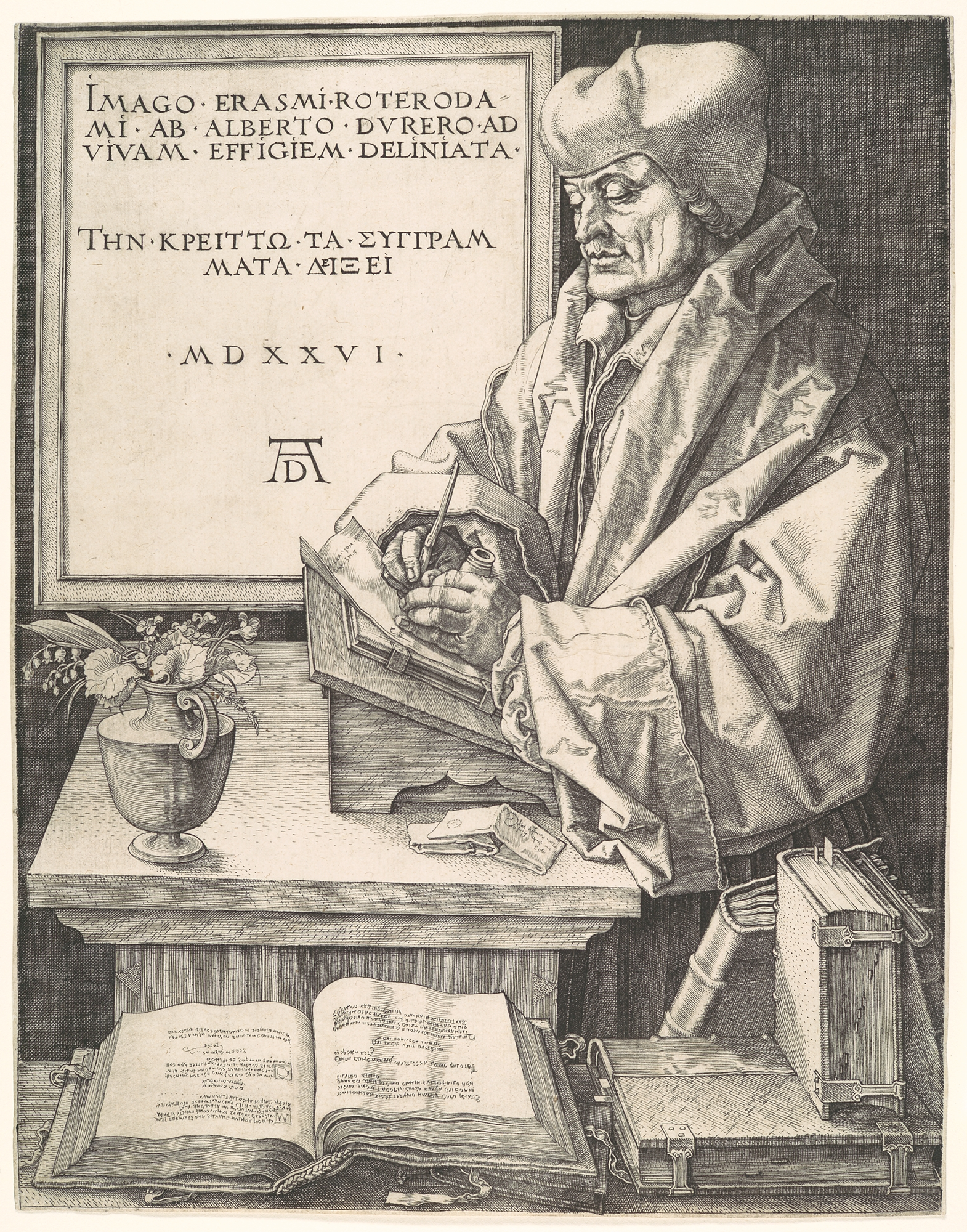
Portret van Erasmus 1526 Kopergravure 249 x 193 mm Bartsch 107

- De apostel Bartholomeus[69]
1523
Kopergravure
121 x 75 mm
Bartsch 47
- De apostel Simon[70]
1523
Kopergravure
118 x 75 mm
Bartsch 49
- De kruisiging[71][noot 3]
1523
Kopergravure
318 x 225 mm
- Portret van Frederik III de Wijze, keurvorst van Saksen[72]
1524
Kopergravure
193 x 126 mm
Bartsch 104
- Portret van Willibald Pirckheimer[73]
1524
Kopergravure
181 x 112 mm
Bartsch 106
- De apostel Philippus[74]
1526
Kopergravure
122 x 76 mm
Bartsch 46
- Portret van Philipp Melanchthon[75]
1526
Kopergravure
174 x 127 mm
Bartsch 105
- Portret van Erasmus[76]
1526
Kopergravure
249 x 193 mm
Bartsch 107

### Kupferstichpassion (Het Lijdensverhaal)

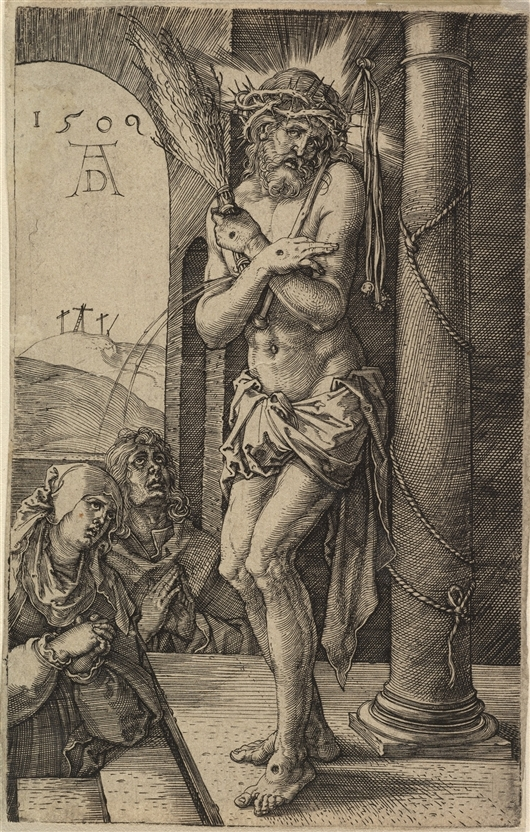
Christus als Man van Smarten bij de zuil[77] 1509 Kopergravure 119 x 76 mm Bartsch 3
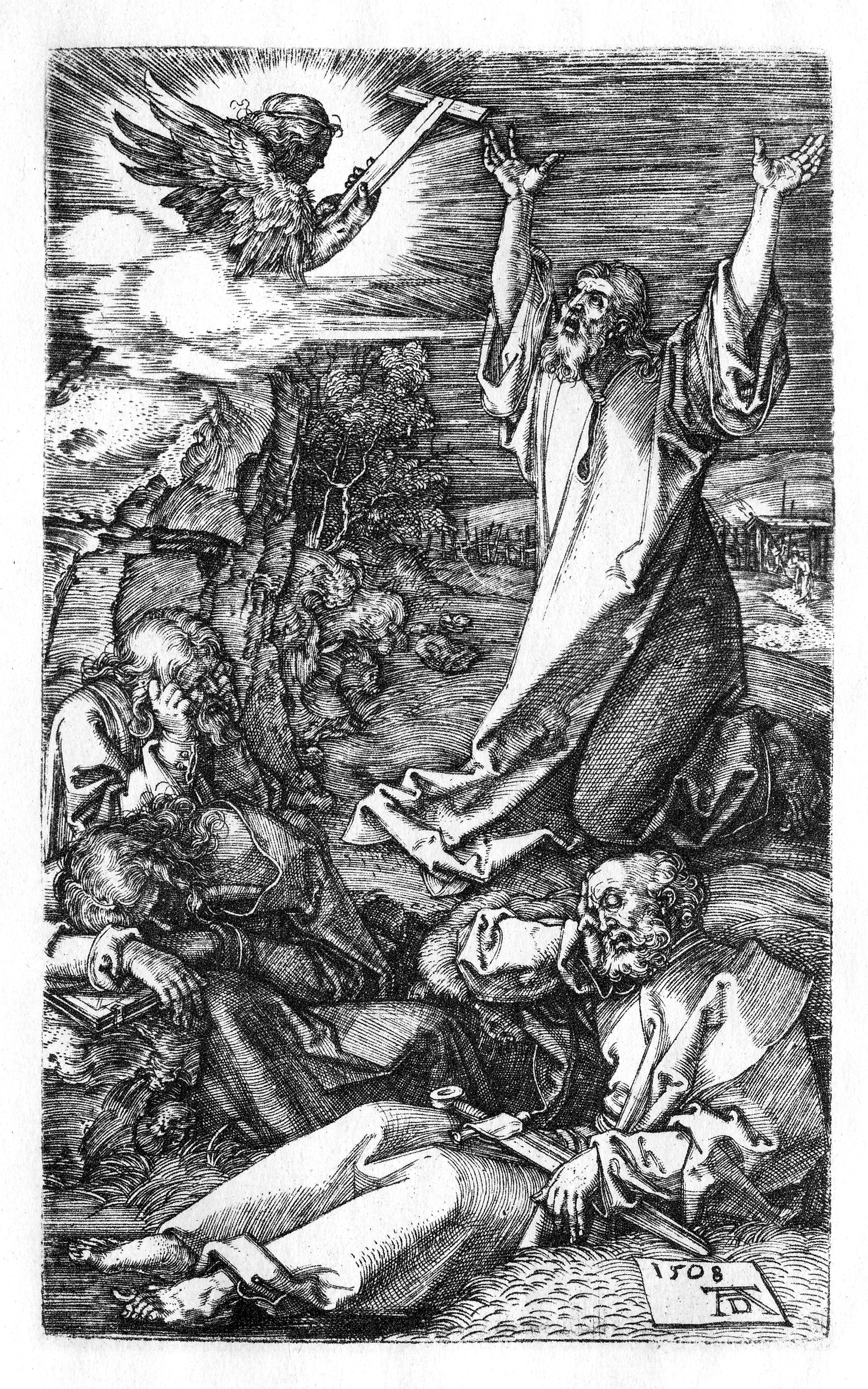
Christus op de Olijfberg 1508 Kopergravure 117 x 72 mm Bartsch 4
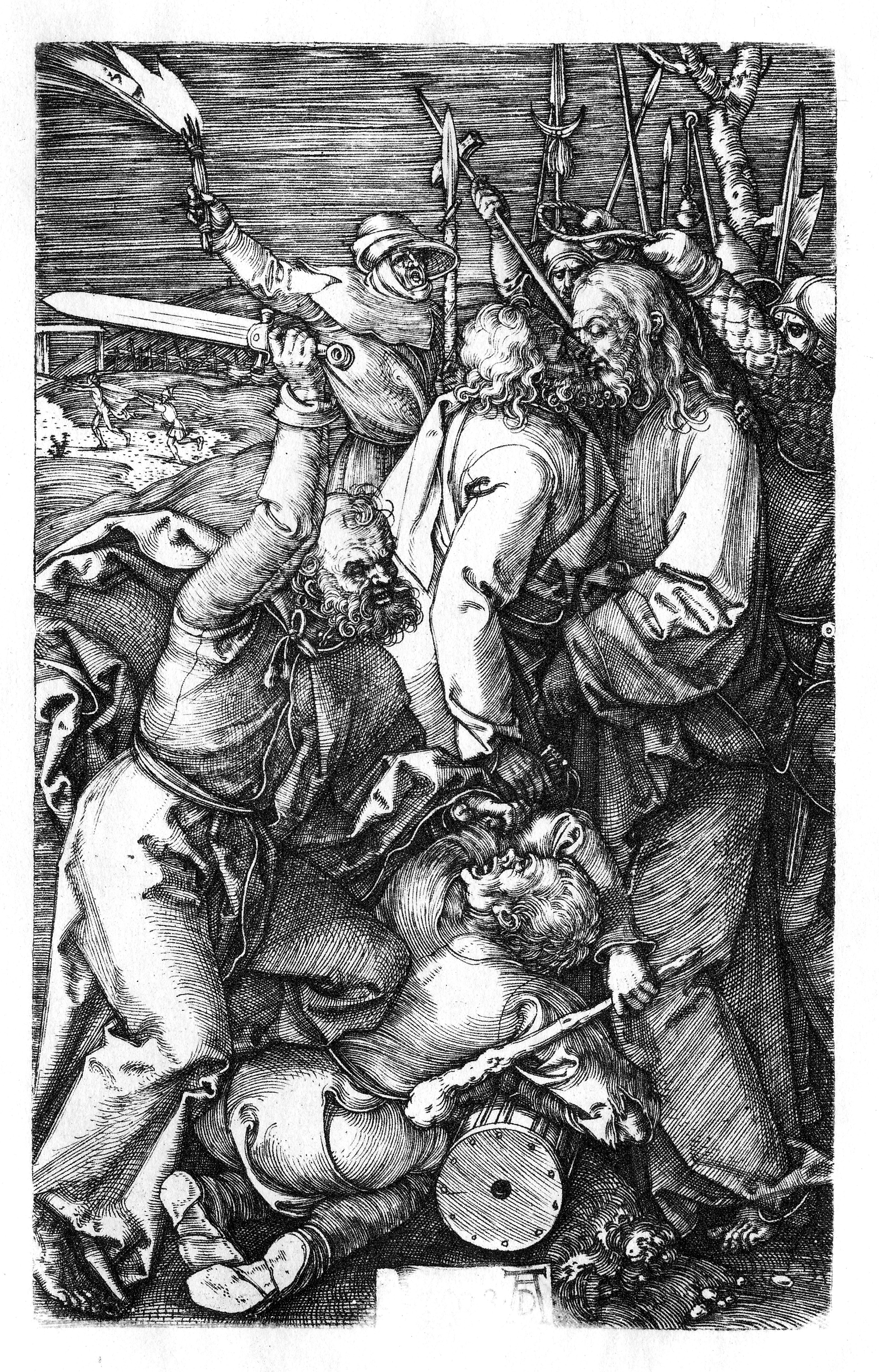
De gevangenneming 1508 Kopergravure 116 x 74 mm Bartsch 5
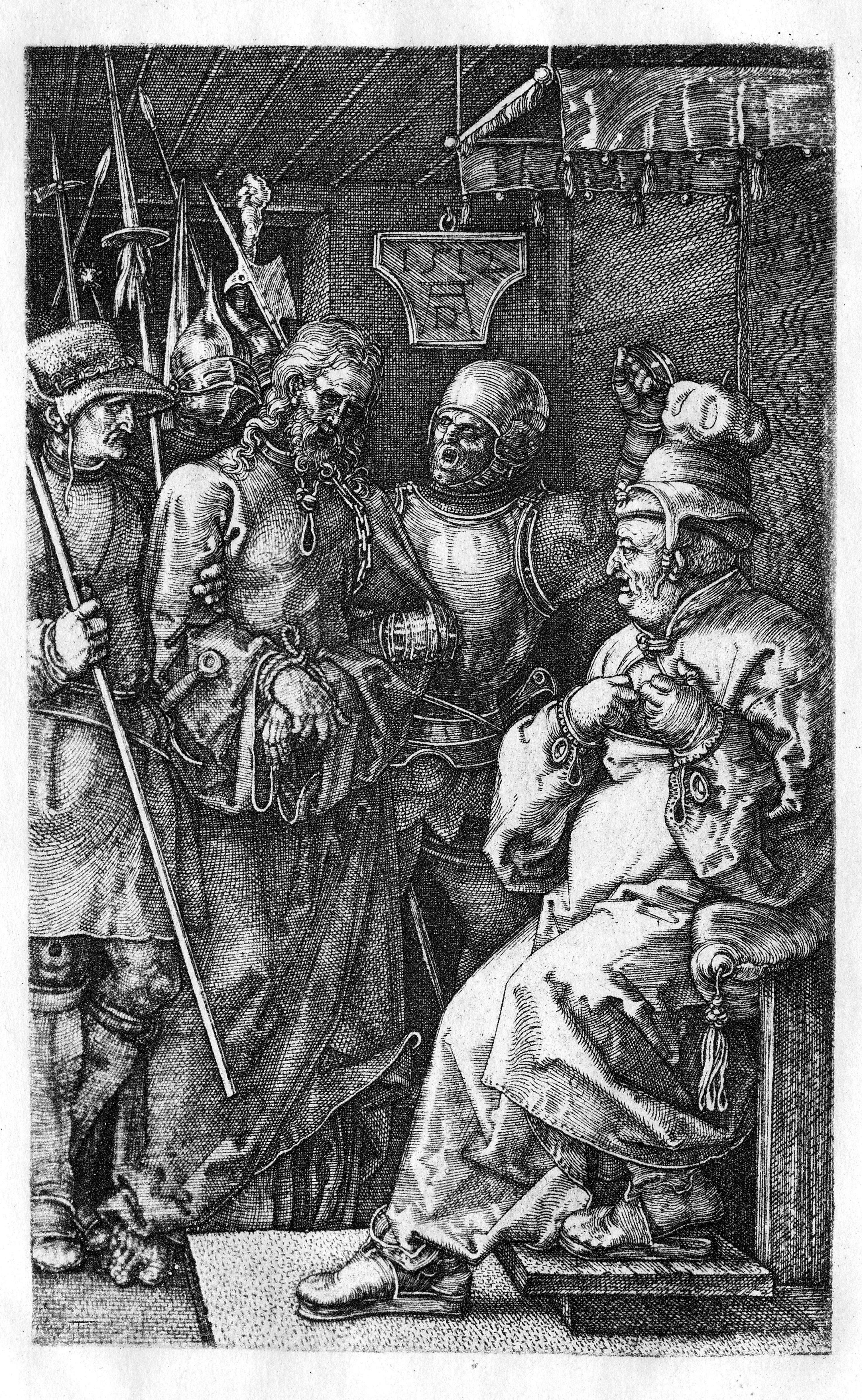
Christus voor Kajafas 1512 Kopergravure 118 x 75 mm Bartsch 6
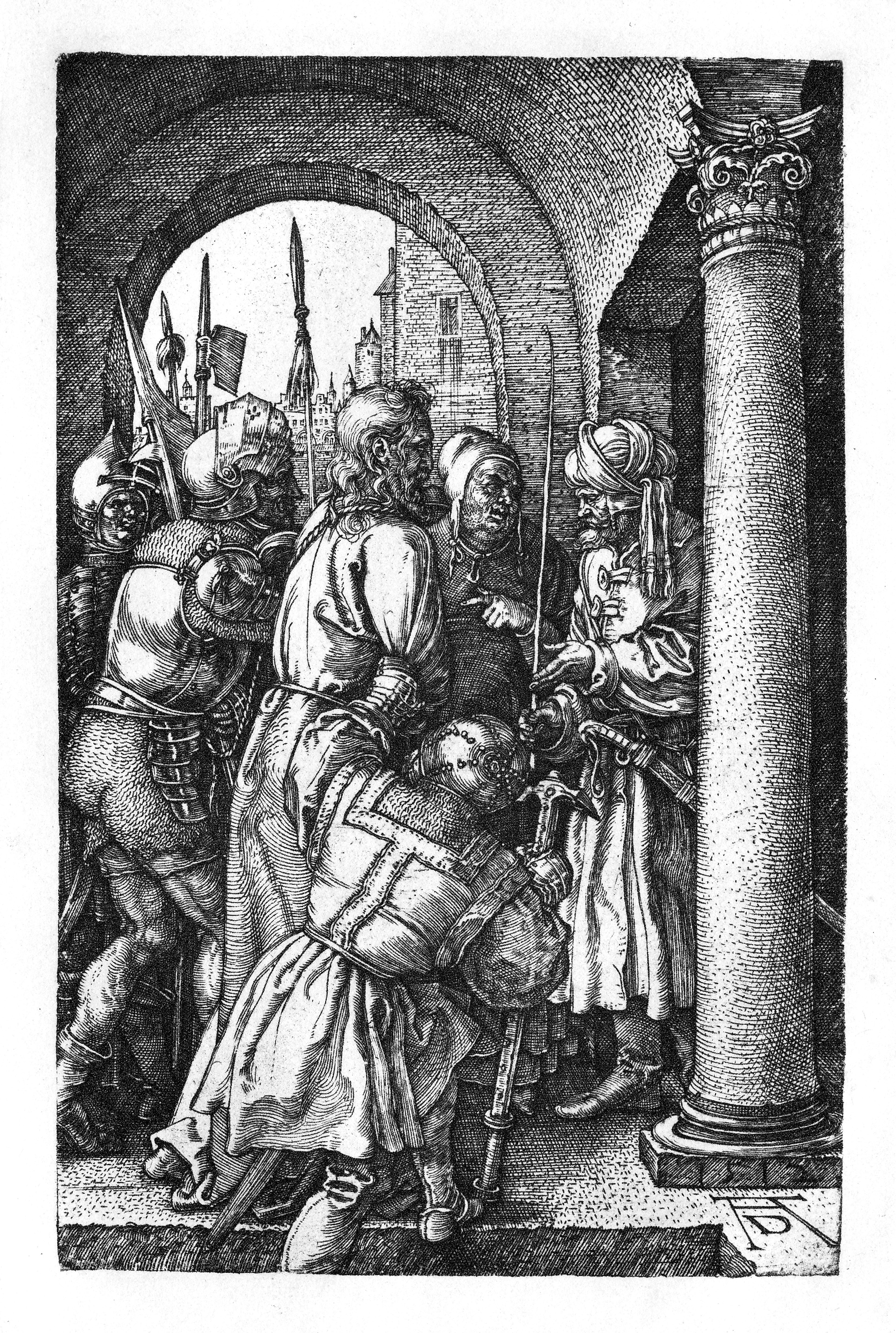
Christus voor Pilatus 1512 Kopergravure 118 x 75 mm Bartsch 7
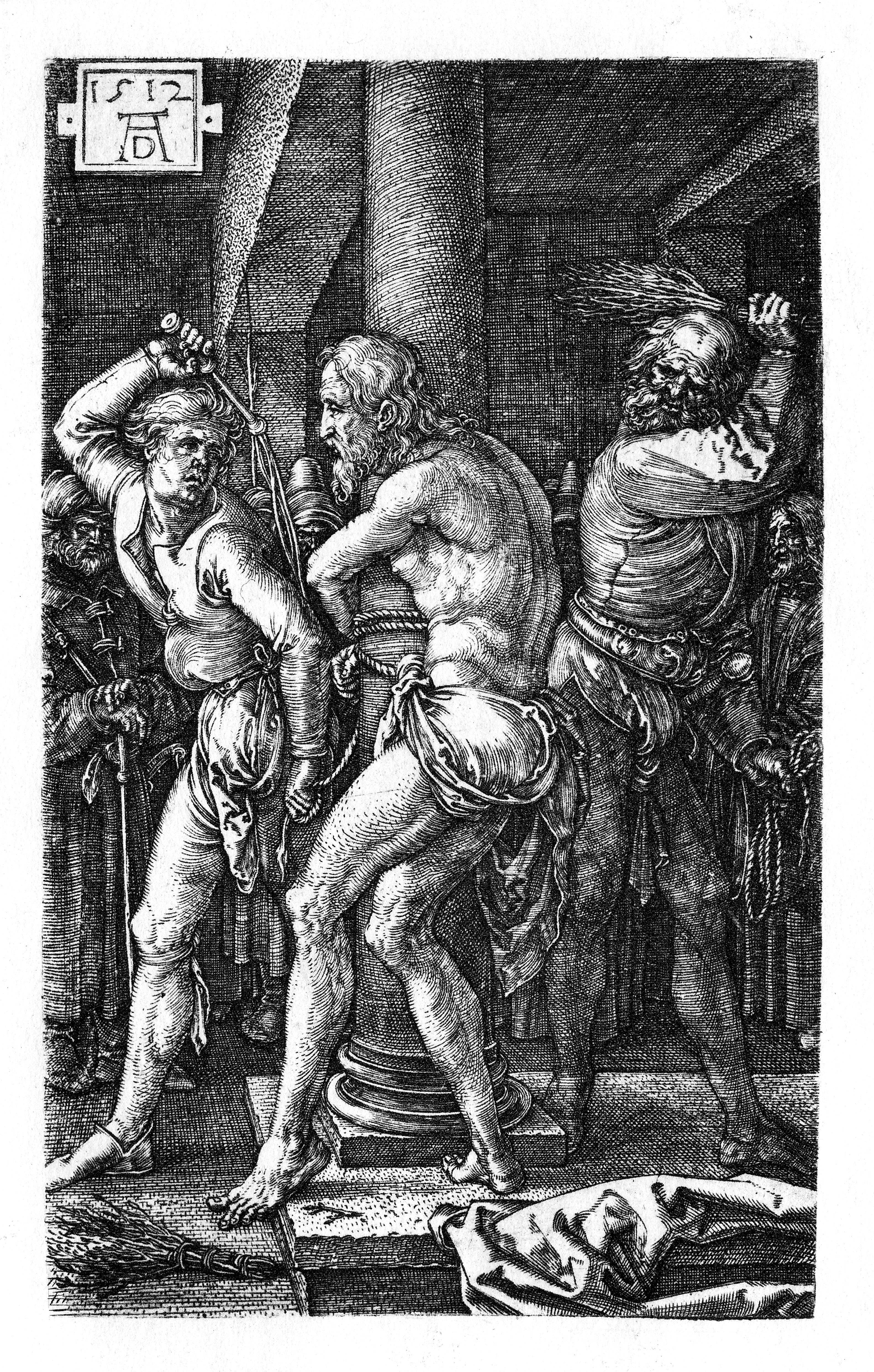
De geseling 1512 Kopergravure 119 x 75 mm Bartsch 8
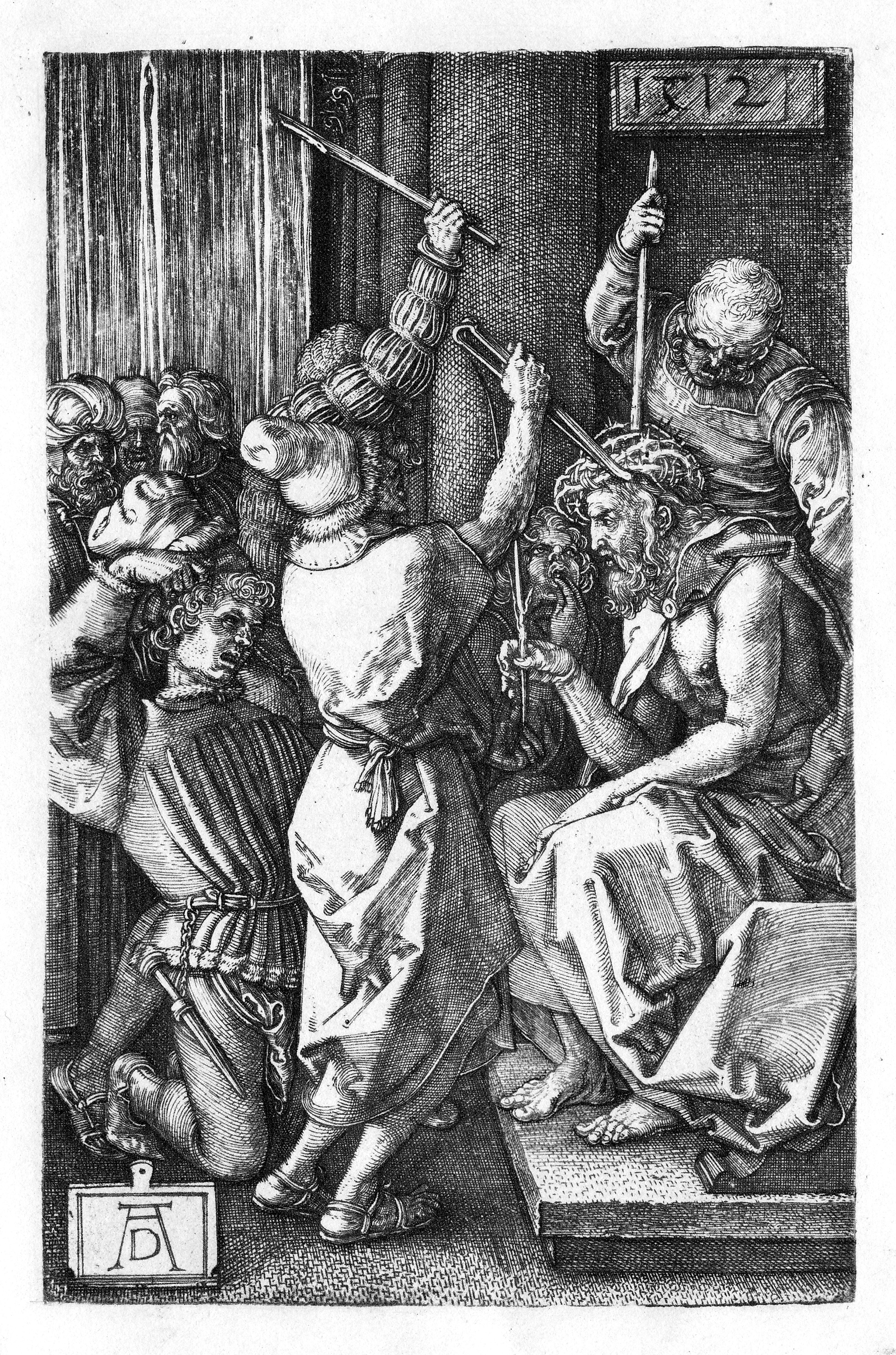
De doornenkroning 1512 Kopergravure 118 x 75 mm Bartsch 9
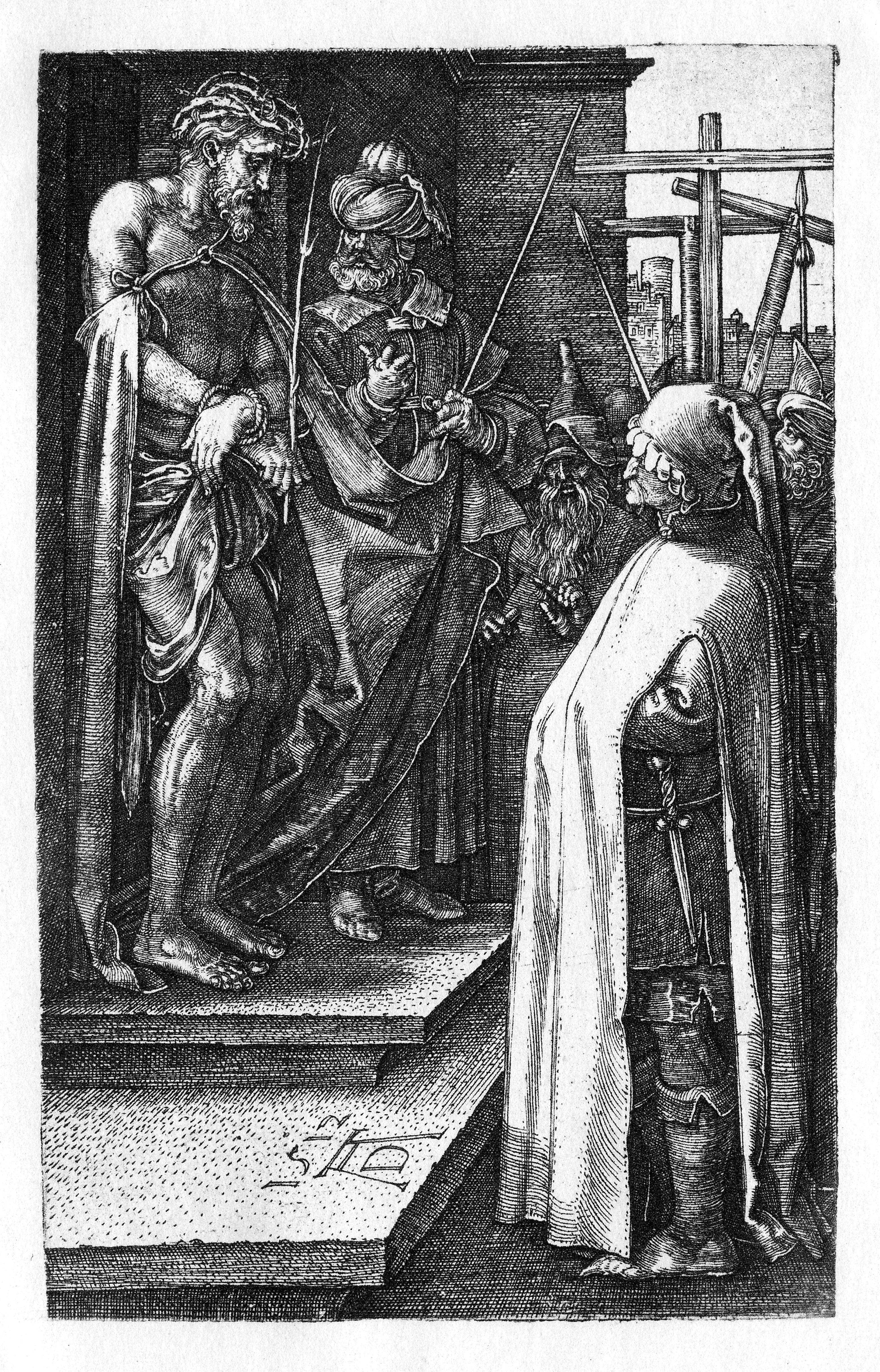
Christus aan het volk getoond (Ecce homo) 1512 Kopergravure 117 x 75 mm Bartsch 10
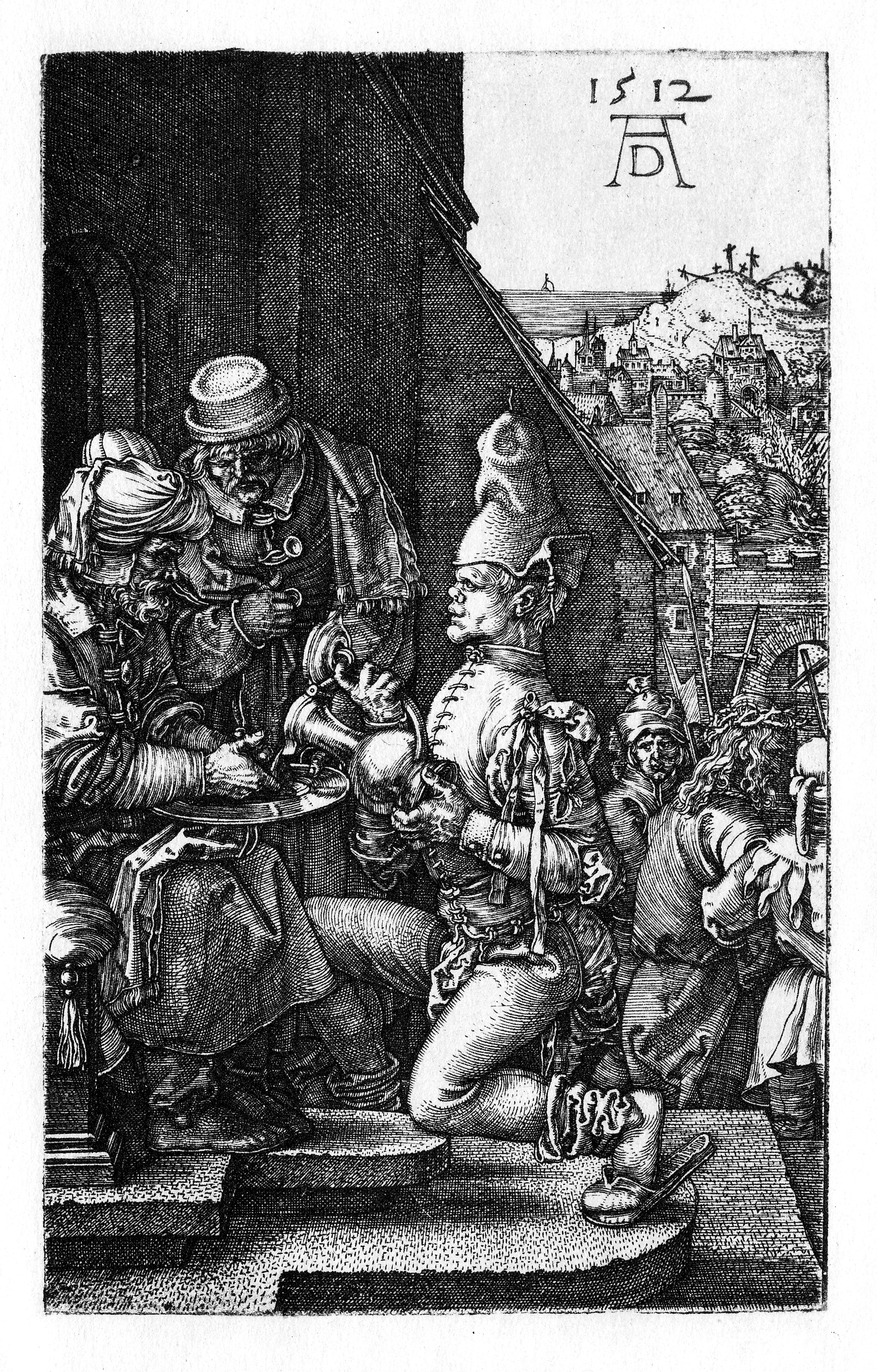
Pilatus wast zijn handen in onschuld 1512 Kopergravure 117 x 75 mm Bartsch 11
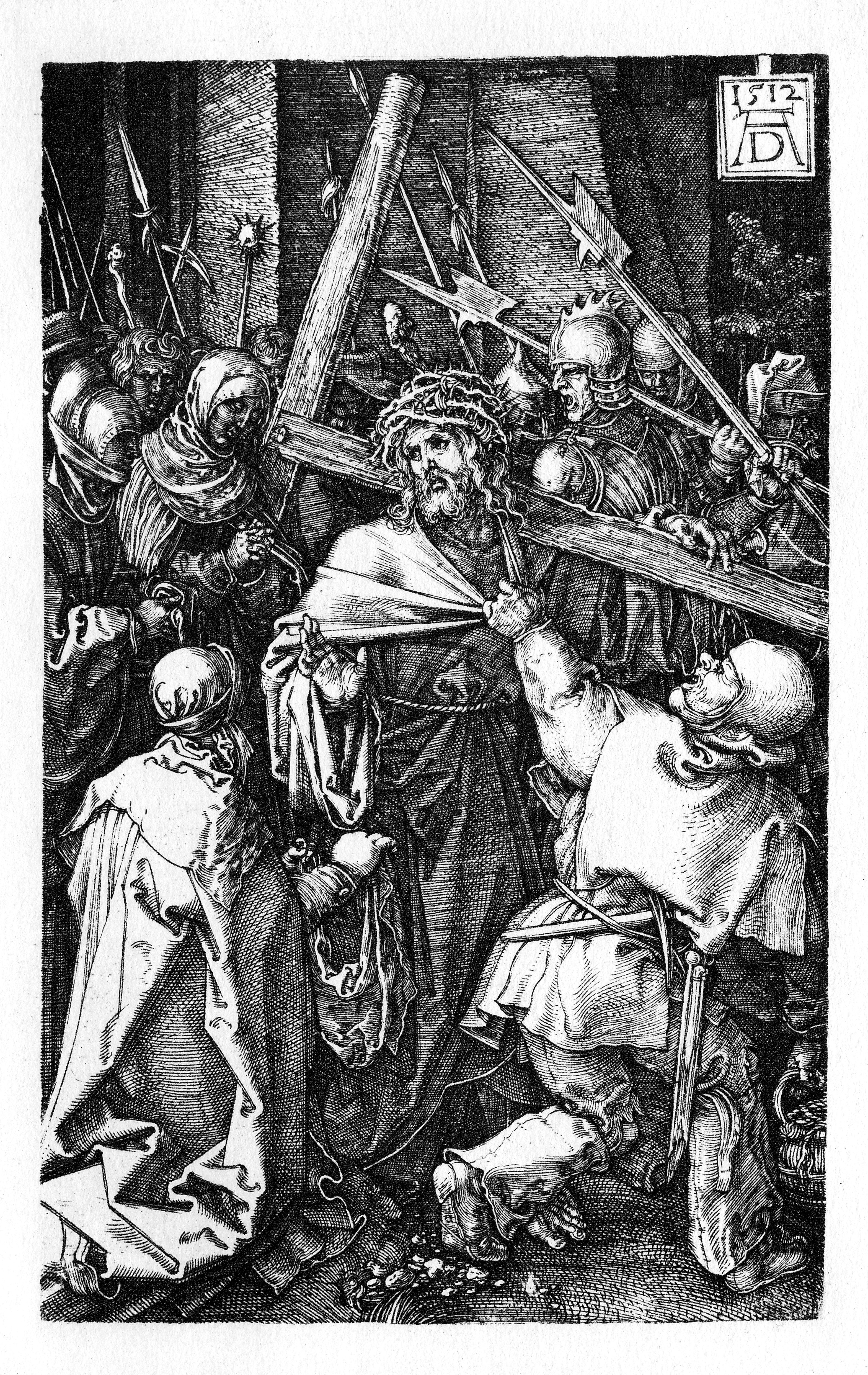
De kruisdraging 1512 Kopergravure 116 x 75 mm Bartsch 12
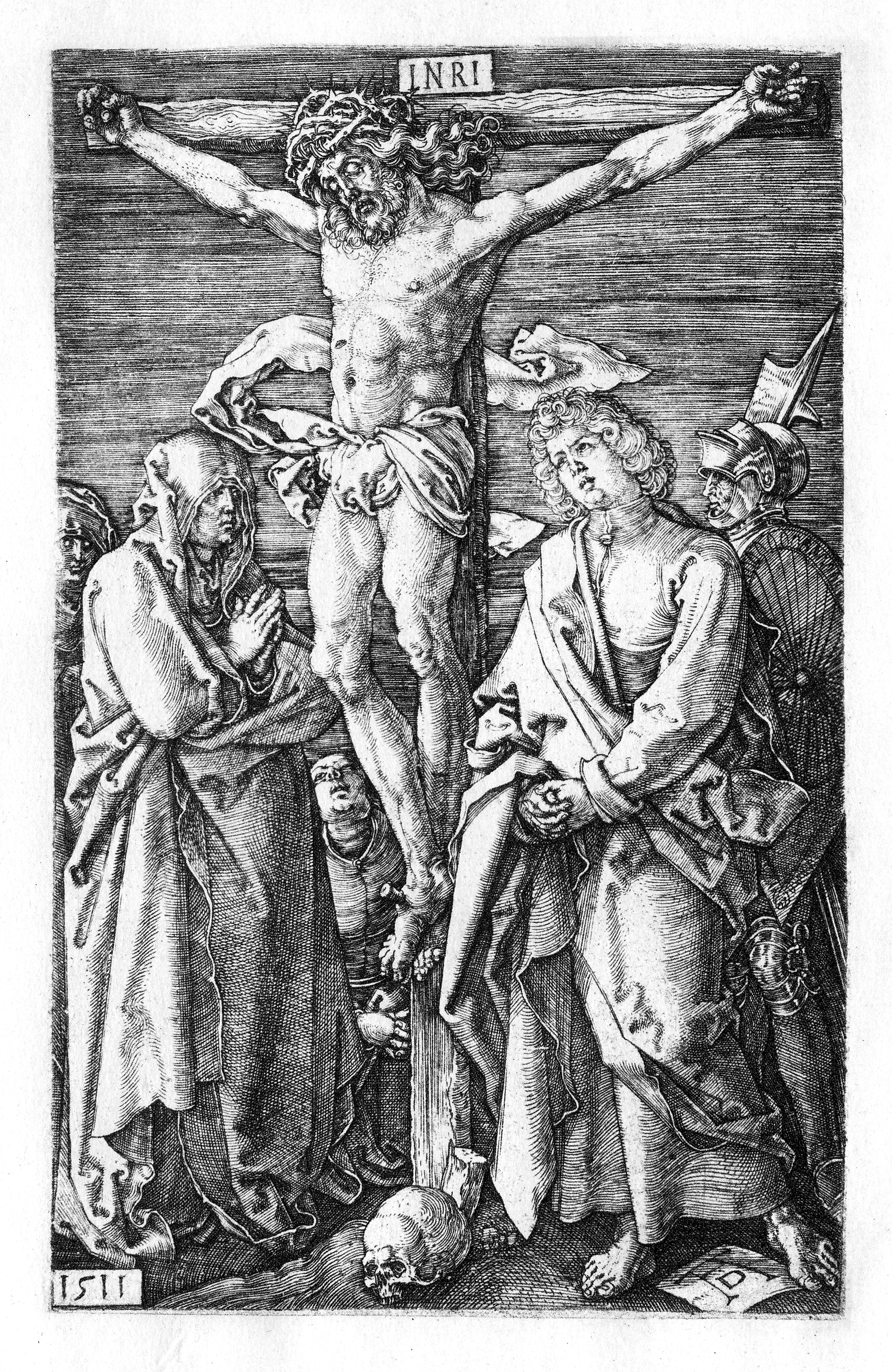
De kruisiging 1511 Kopergravure 117 x 75 mm Bartsch 13
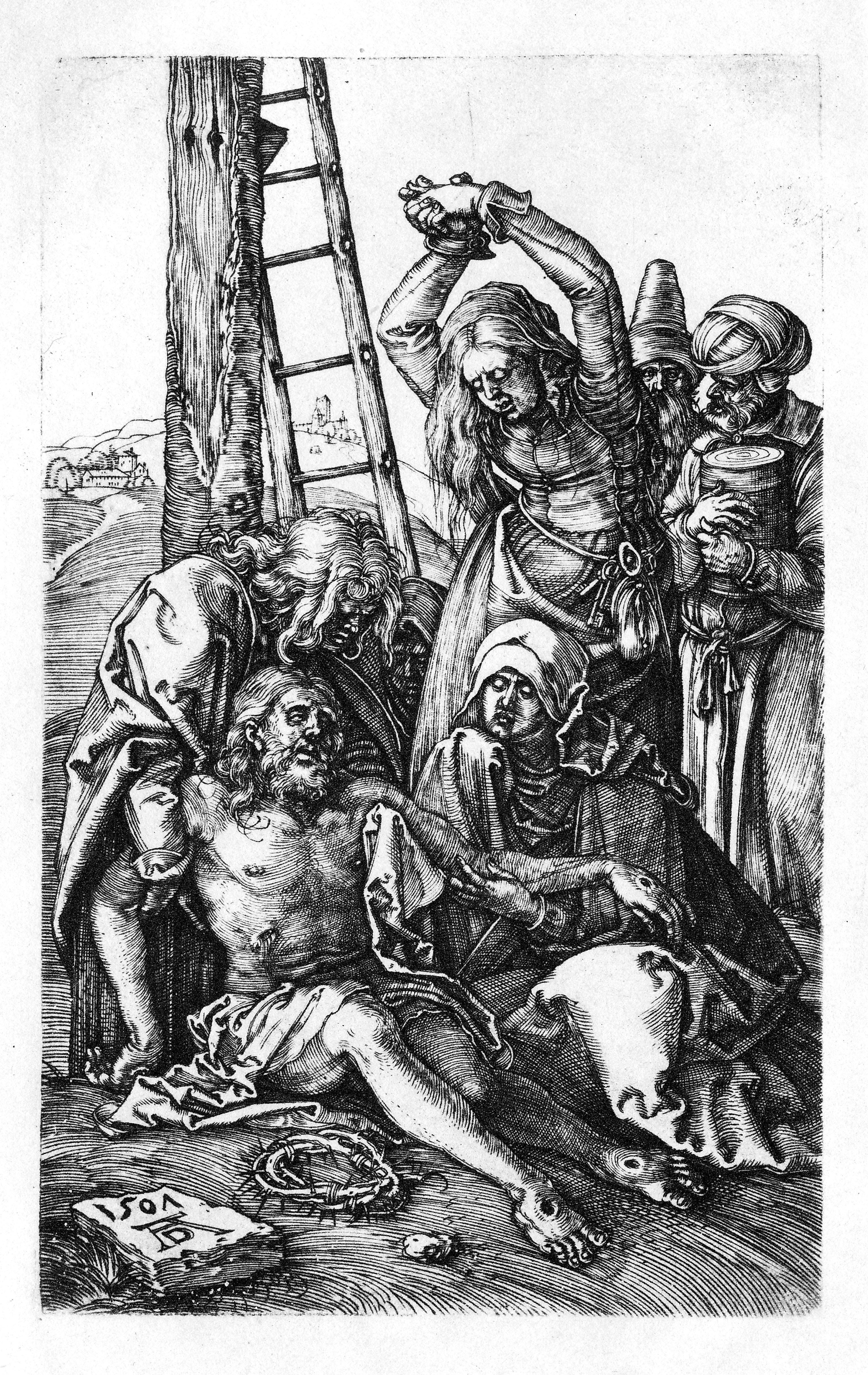
De bewening 1512 Kopergravure 117 x 71 mm Bartsch 14
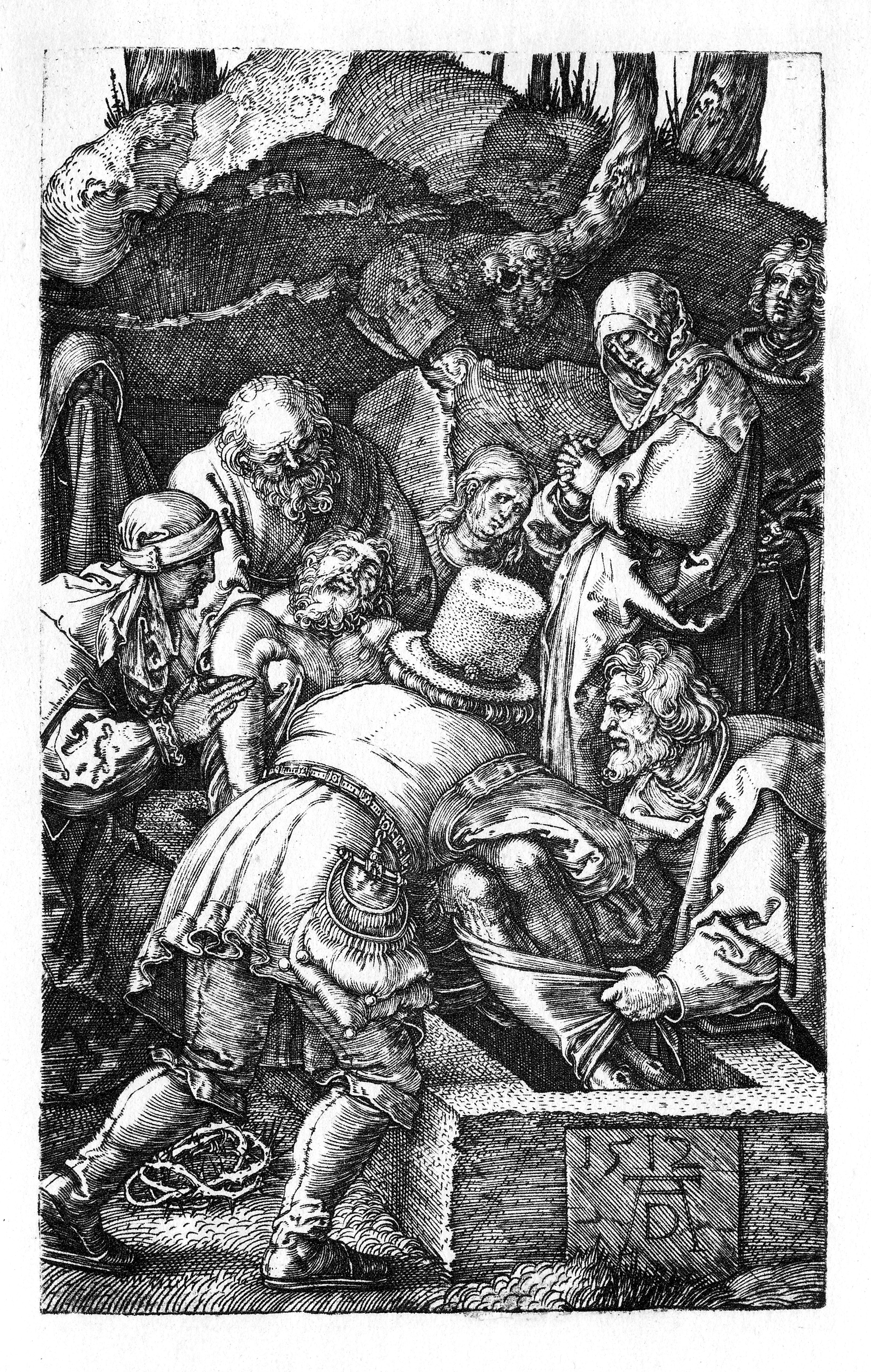
Graflegging 1512 Kopergravure 117 x 73 mm Bartsch 15
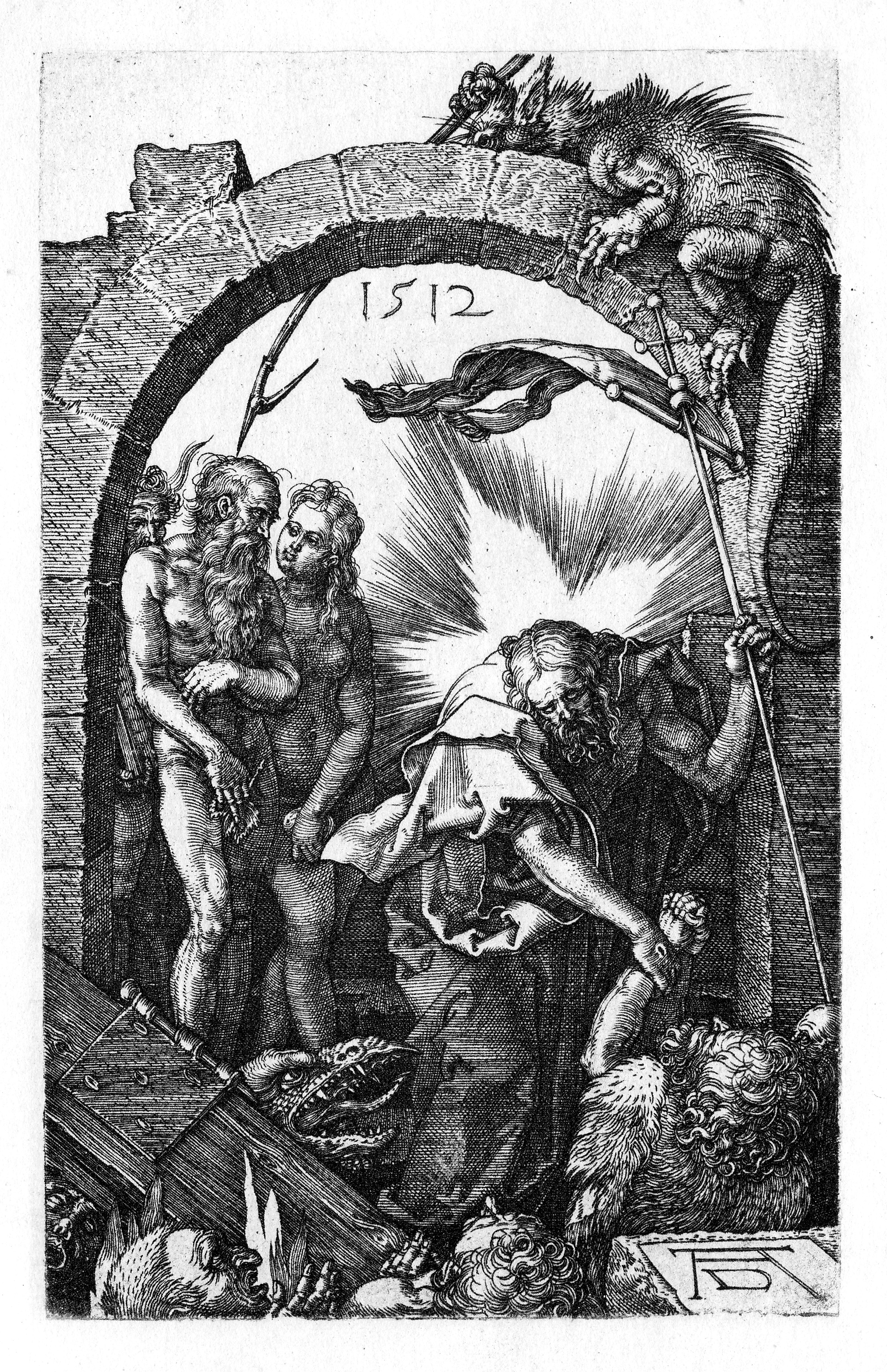
De afdaling in het voorgeborchte 1512 Kopergravure 115 x 74 mm Bartsch 16
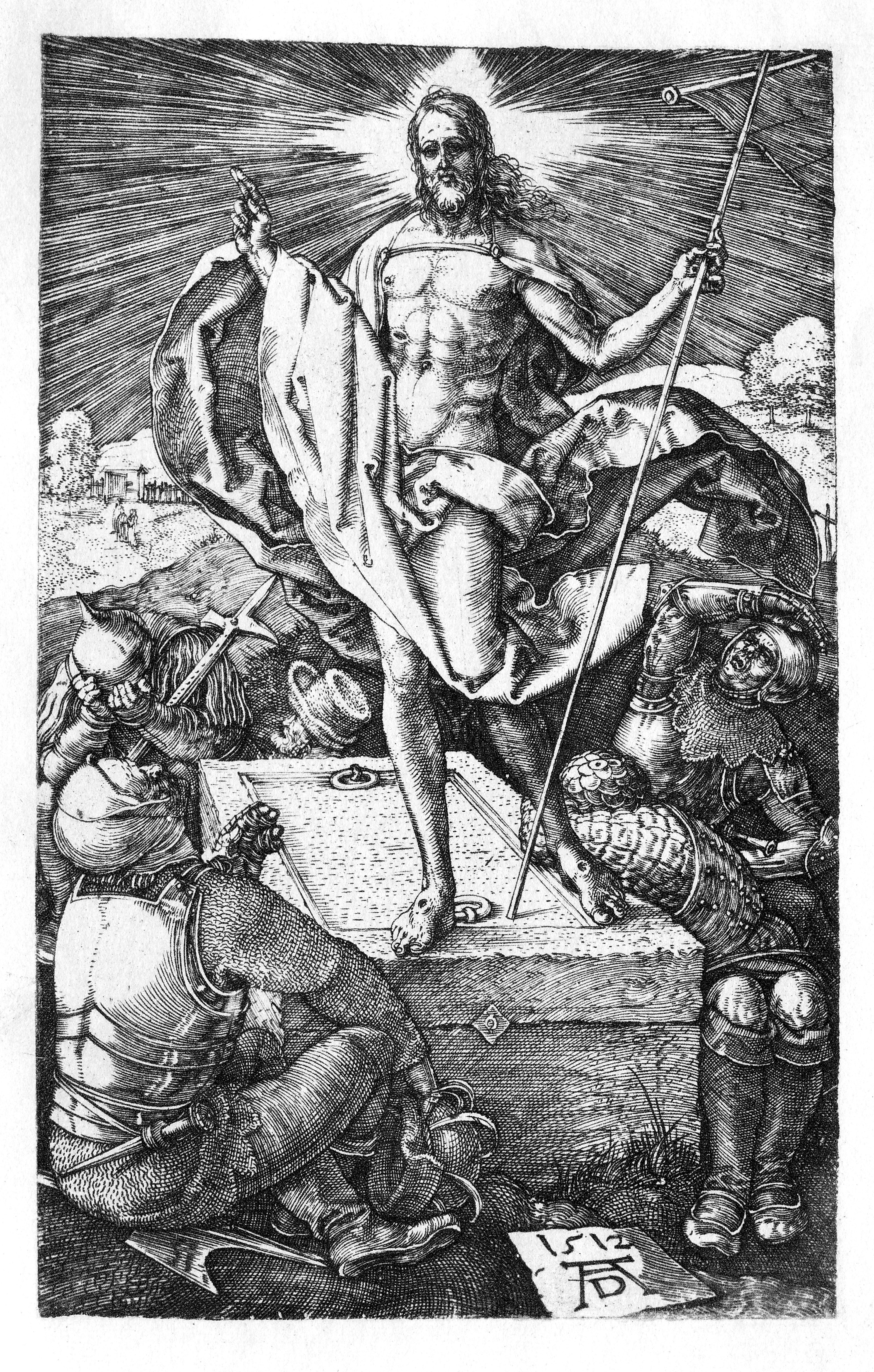
De opstanding 1512 Kopergravure 118 x 75 mm Bartsch 17
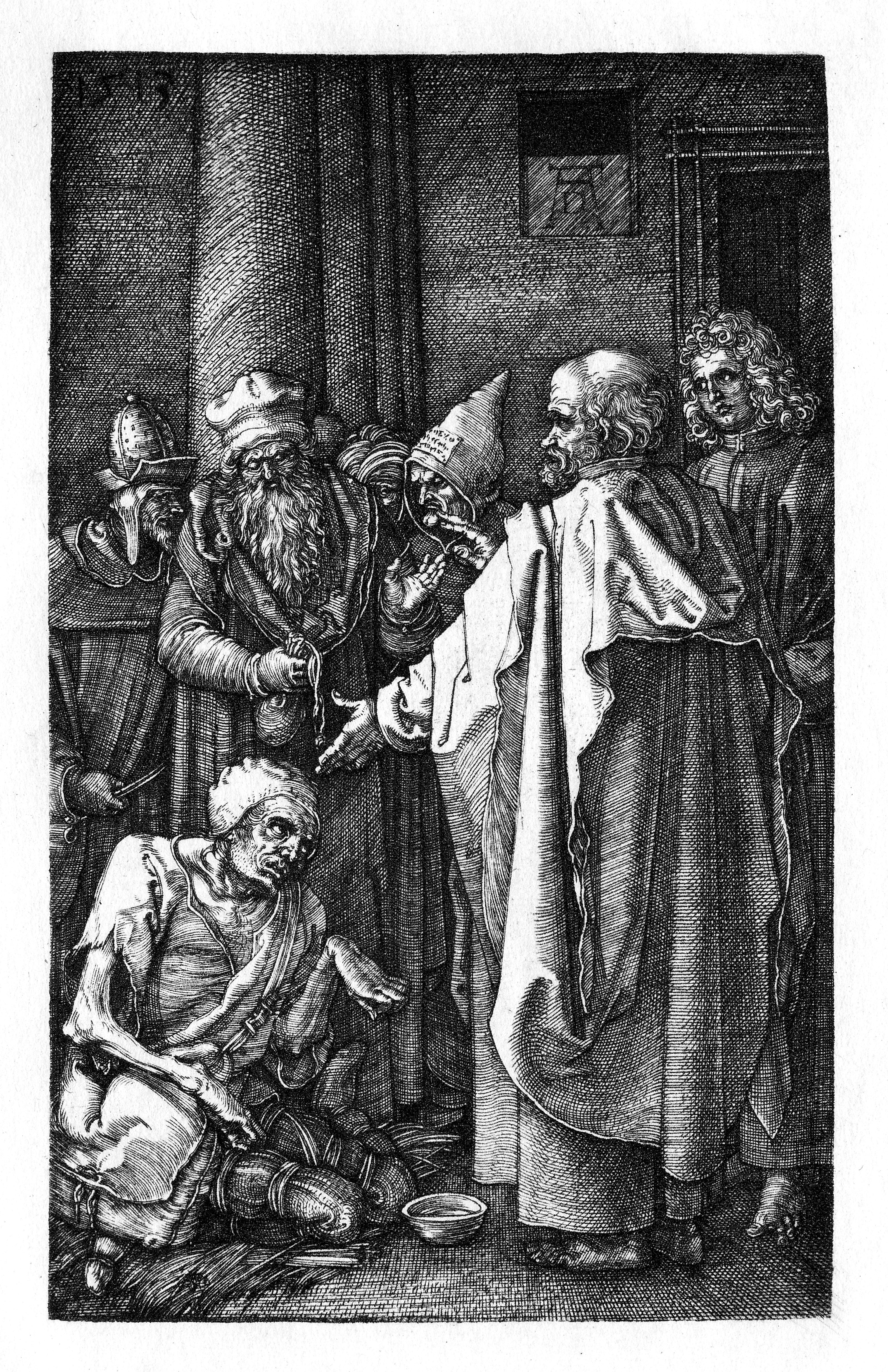
Petrus en Johannes genezen een kreupele 1513 Kopergravure 115 x 74 mm Bartsch 18

- Christus op de Olijfberg[78]
1508
Kopergravure
117 x 72 mm
Bartsch 4
- De gevangenneming[79]
1508
Kopergravure
116 x 74 mm
Bartsch 5
- Christus voor Kajafas[80]
1512
Kopergravure
118 x 75 mm
Bartsch 6
- Christus voor Pilatus[81]
1512
Kopergravure
118 x 75 mm
Bartsch 7
- De geseling[82]
1512
Kopergravure
119 x 75 mm
Bartsch 8
- De doornenkroning[83]
1512
Kopergravure
118 x 75 mm
Bartsch 9
- Christus aan het volk getoond (Ecce homo)[84]
1512
Kopergravure
117 x 75 mm
Bartsch 10
- Pilatus wast zijn handen in onschuld[85]
1512
Kopergravure
117 x 75 mm
Bartsch 11
- De kruisdraging[86]
1512
Kopergravure
116 x 75 mm
Bartsch 12
- De kruisiging[87]
1511
Kopergravure
117 x 75 mm
Bartsch 13
- De bewening[88]
1512
Kopergravure
117 x 71 mm
Bartsch 14
- Graflegging[89]
1512
Kopergravure
117 x 73 mm
Bartsch 15
- De afdaling in het voorgeborchte[90]
1512
Kopergravure
115 x 74 mm
Bartsch 16
- De opstanding[91]
1512
Kopergravure
118 x 75 mm
Bartsch 17
- Petrus en Johannes genezen een kreupele[92]
1513
Kopergravure
115 x 74 mm
Bartsch 18

## Droge naald

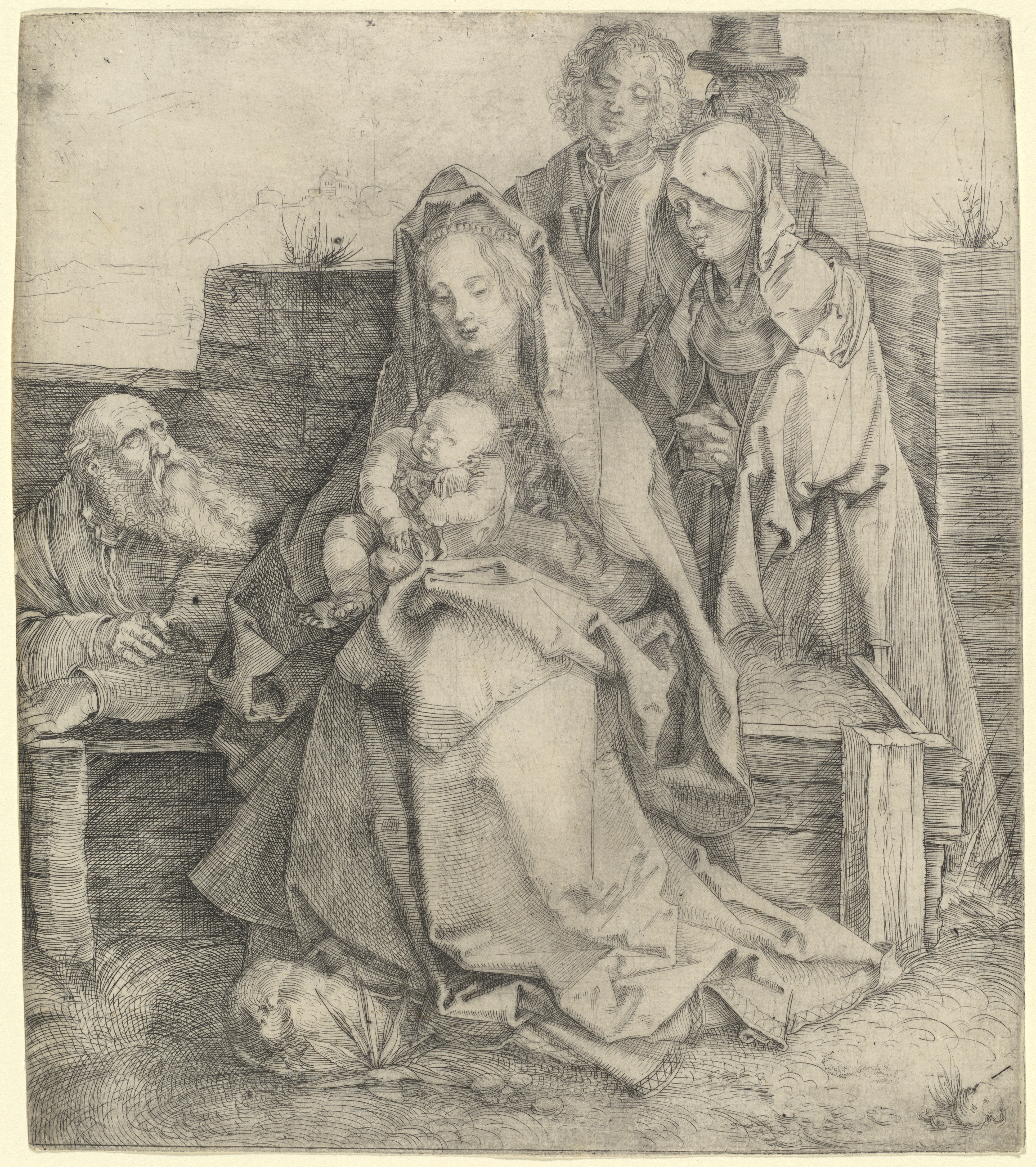
De Heilige Familie met Johannes de Evangelist, Maria Magdalena en Nicodemus[93] 1510-1515 Droge naald 212 x 185 mm Bartsch 43
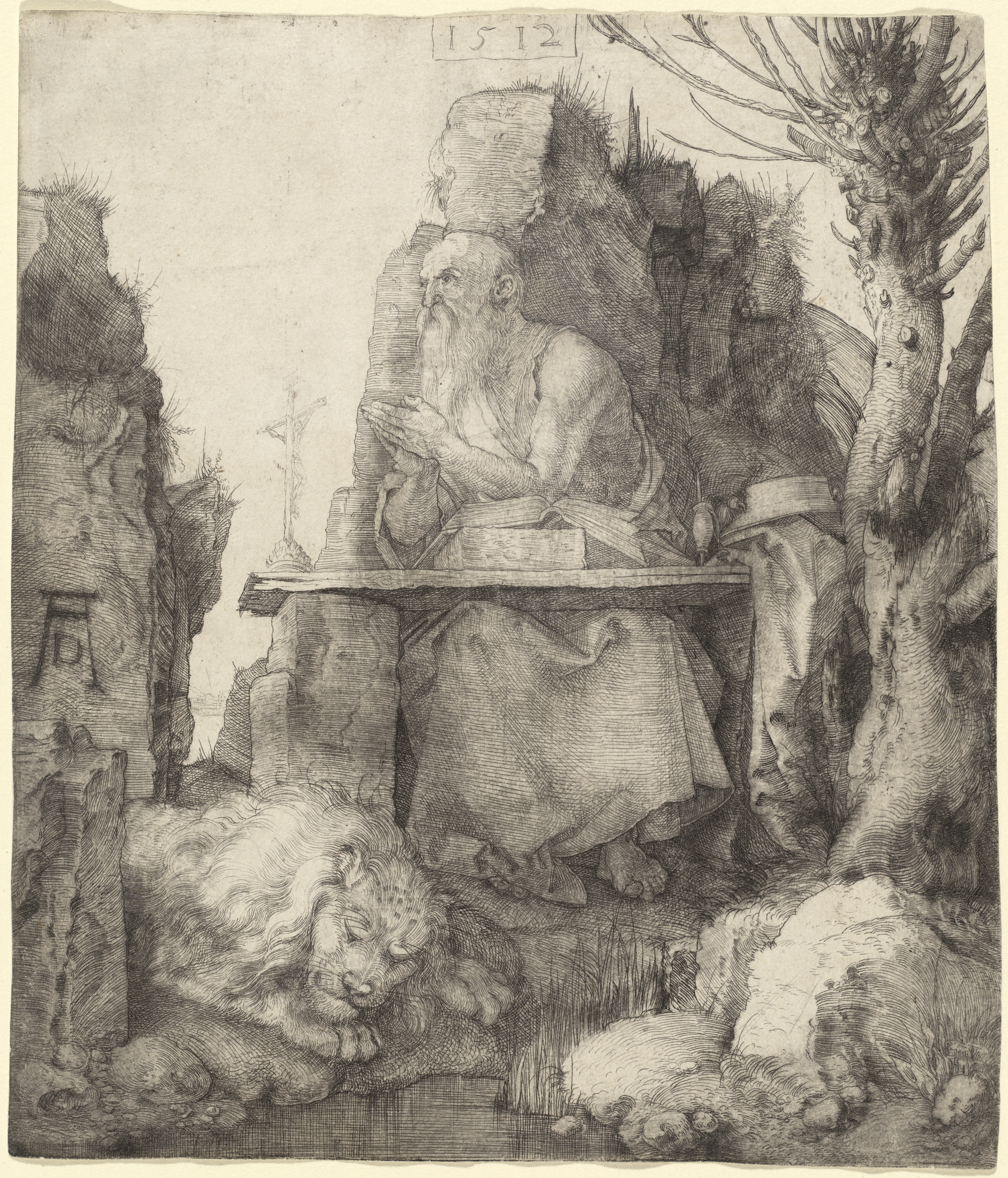
De Heilige Hiëronymus in de wildernis 1512 Droge naald 208 x 181 mm Bartsch 59
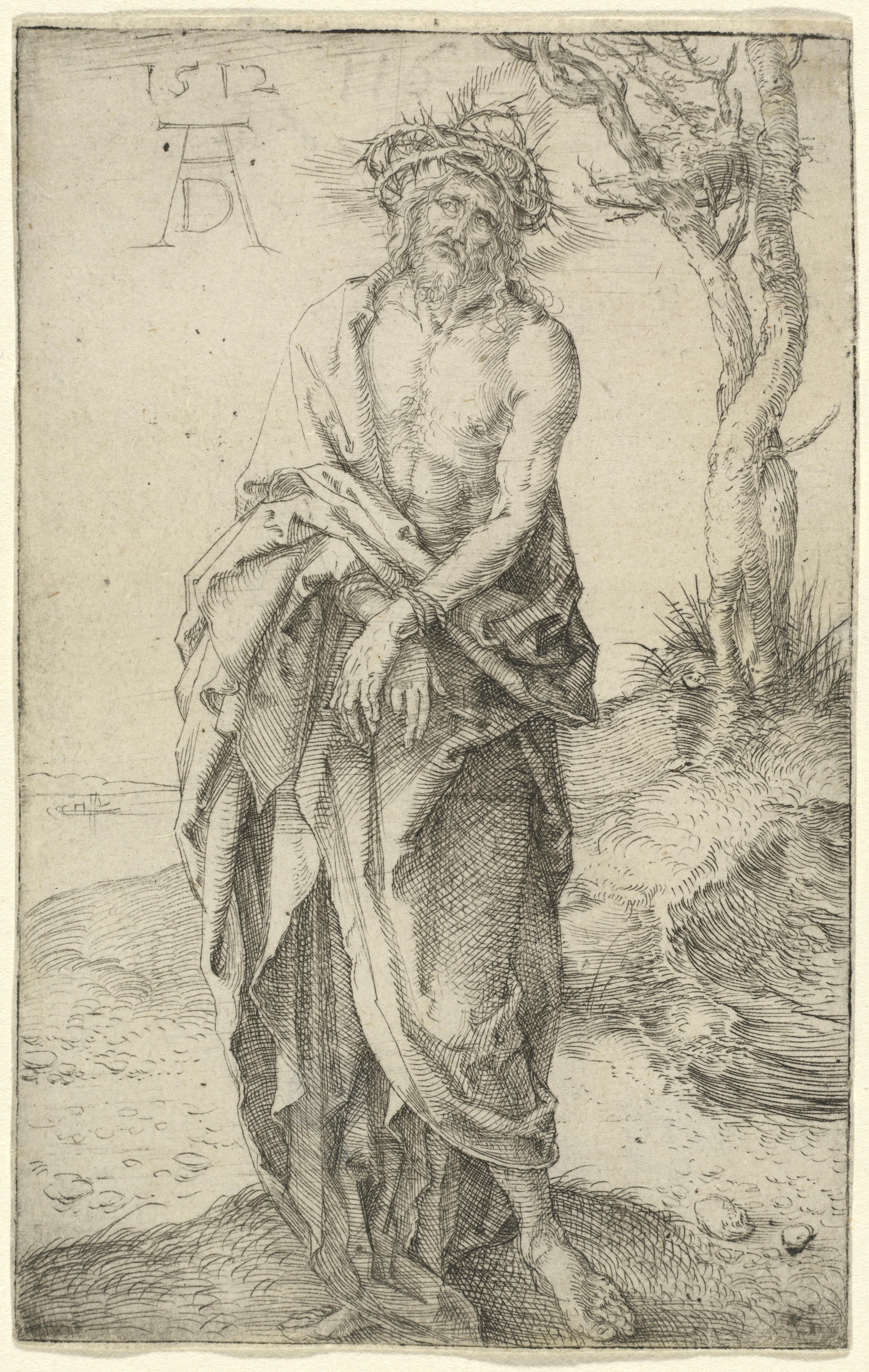
Christus als Man van Smarten, met gebonden handen 1512 Droge naald 117 x 75 mm Bartsch 21

- De Heilige Hiëronymus in de wildernis[94]
1512
Droge naald
208 x 181 mm
Bartsch 59
- Christus als Man van Smarten, met gebonden handen[95]
1512
Droge naald
117 x 75 mm
Bartsch 21

## Etsen

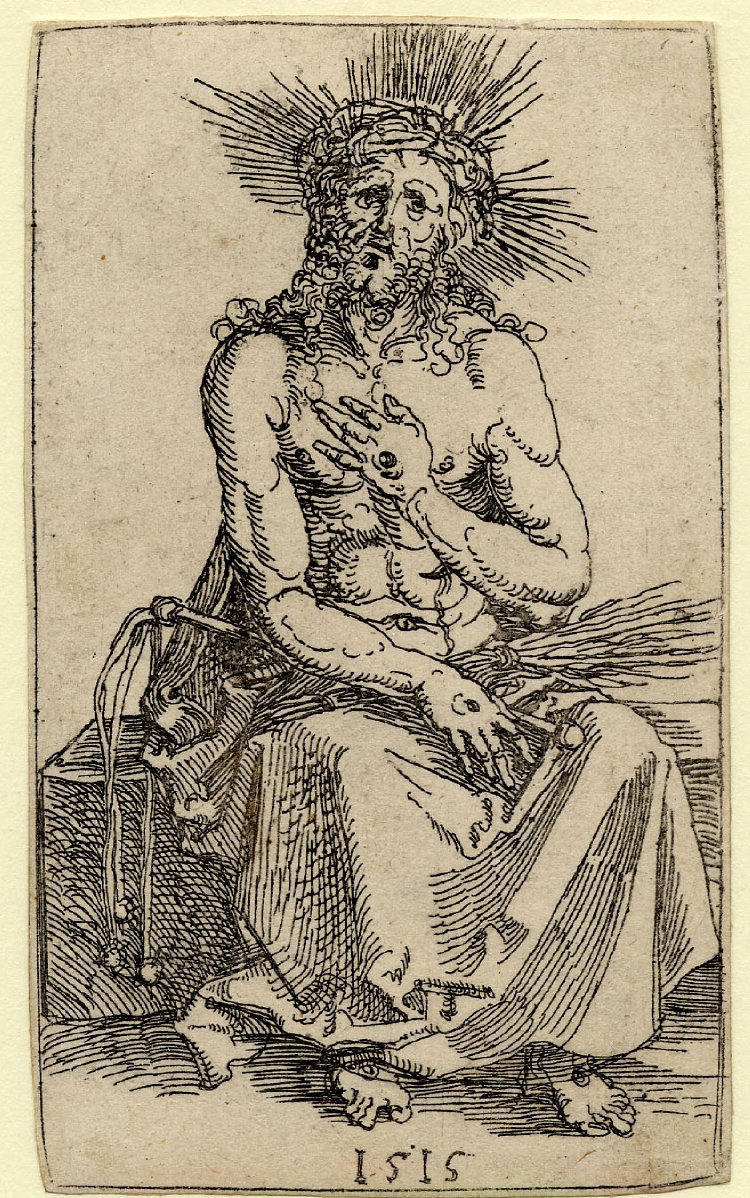
Christus als Man van Smarten, zittend 1515 Ets 112 x 68 mm Bartsch 22
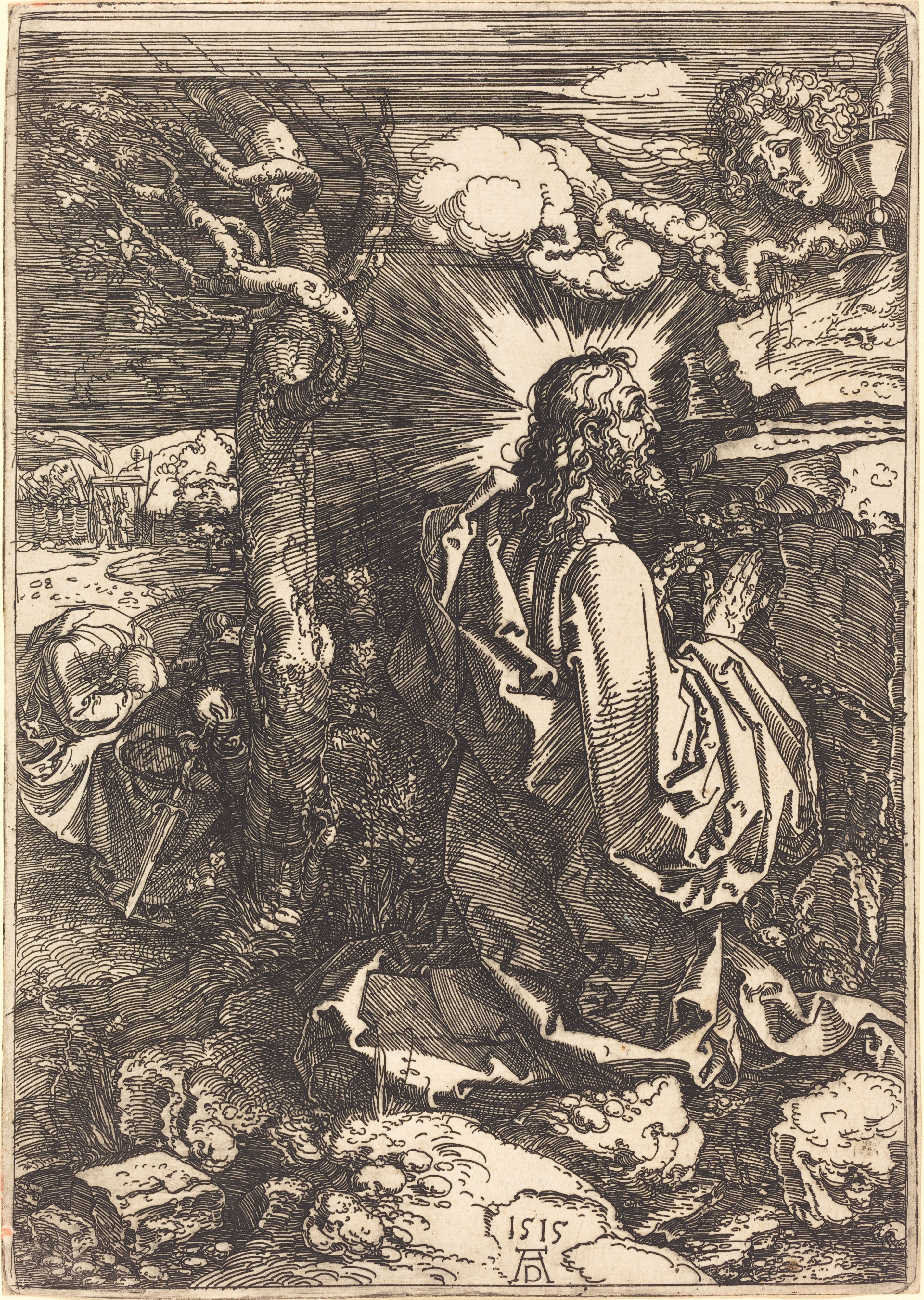
Christus op de Olijfberg 1515 Ets 222 × 157 mm Bartsch 19
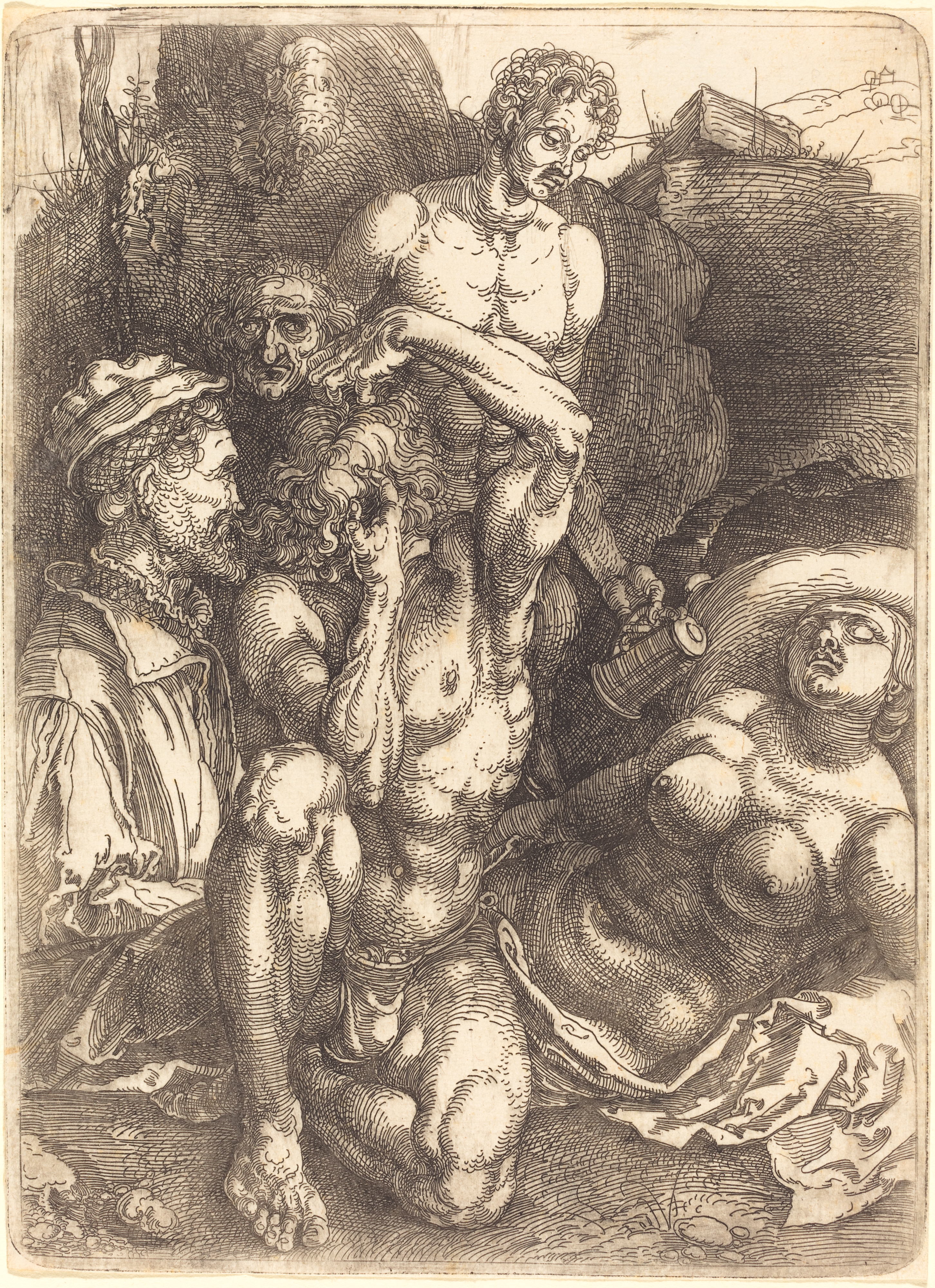
Studieblad met vijf figuren ('De wanhopige man') 1513-1517 Ets 186 × 135 mm Bartsch 70
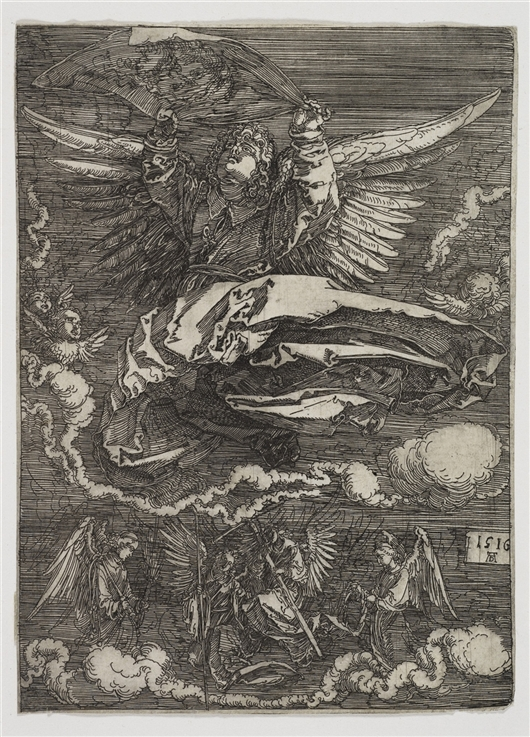
Engelen met de zweetdoek en de passiewerktuigen 1516 Ets 185 x 134 mm Bartsch 26
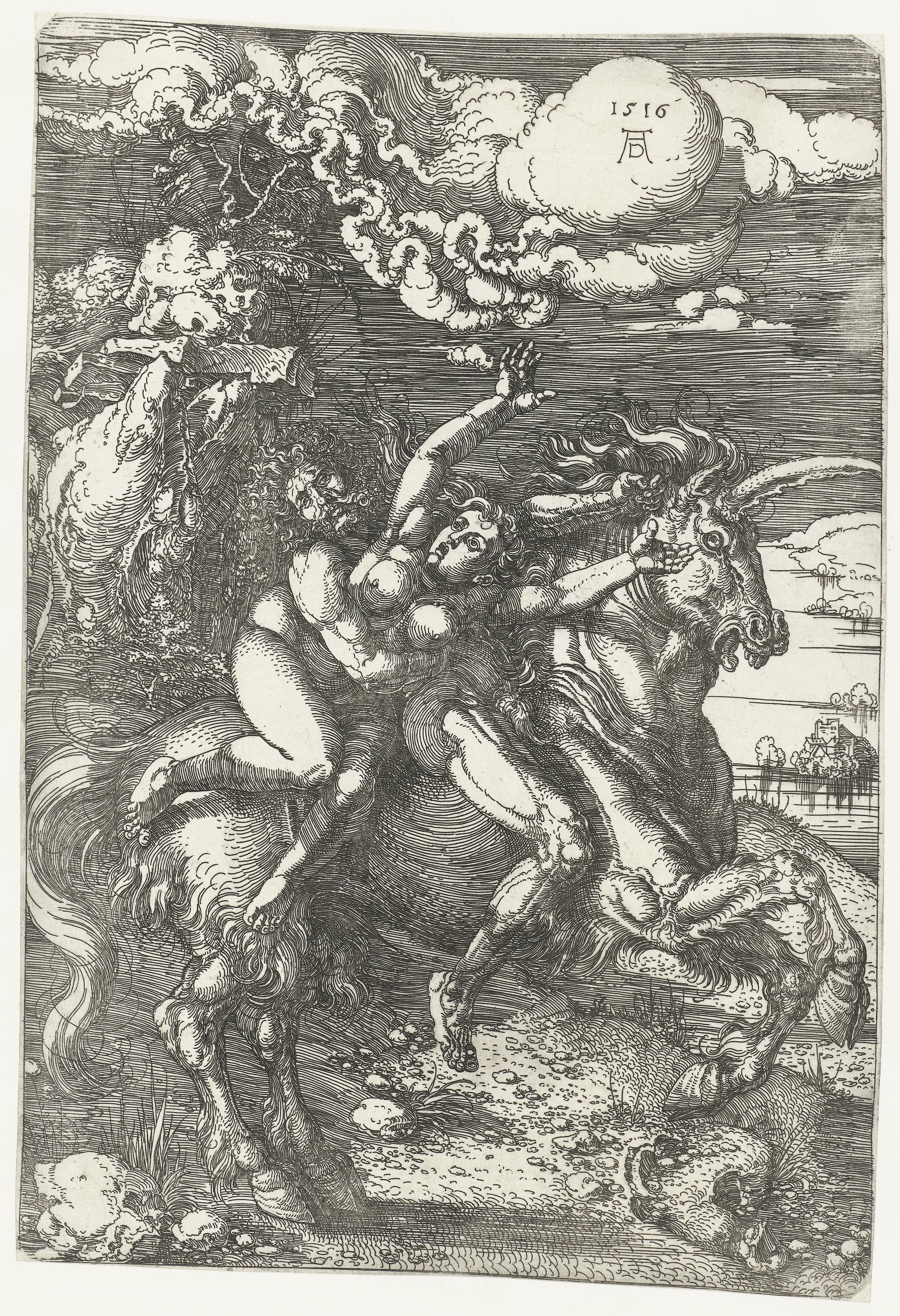
De roof van Proserpina 1516 Ets 315 x 211 mm Bartsch 72
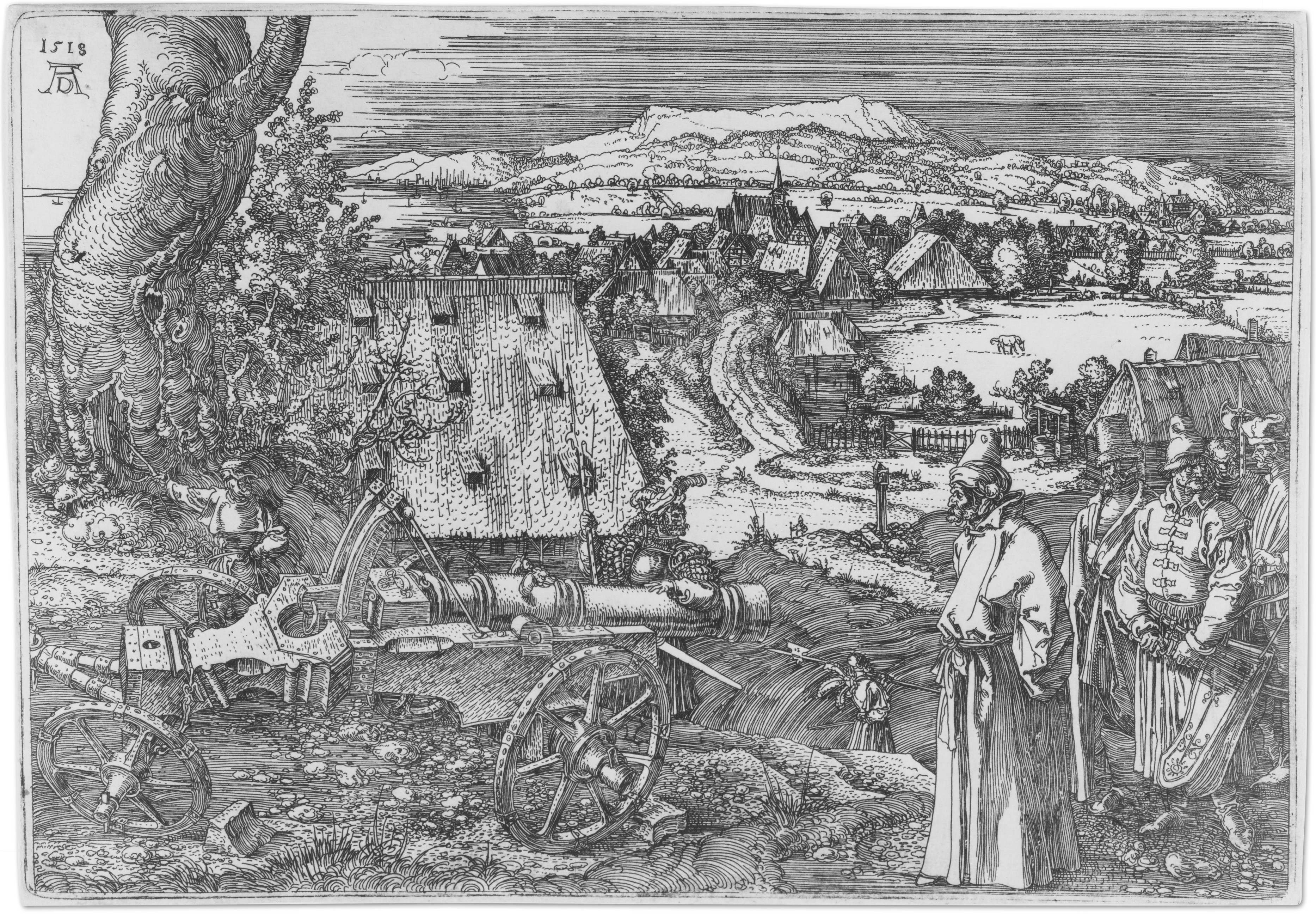
Landschap met kanon 1518 Ets 216 x 320 mm Bartsch 99

- Christus als Man van Smarten, zittend[96]
1515
Ets
112 x 68 mm
Bartsch 22
- Christus op de Olijfberg[97]
1515
Ets
222 × 157 mm
Bartsch 19
- Studieblad met vijf figuren ('De wanhopige man')[98][noot 4]
1513-1517
Ets
186 × 135 mm
Bartsch 70
- Engelen met de zweetdoek en de passiewerktuigen[99]
1516
Ets
185 x 134 mm
Bartsch 26
- De roof van Proserpina[100]
1516
Ets
315 x 211 mm
Bartsch 72
- Landschap met kanon[101]
1518
Ets
216 x 320 mm
Bartsch 99